# Catena delle Cascate

La Catena delle Cascate (in inglese Cascade Range, detta anche Cascades negli Stati Uniti e Cascade Mountains in Canada) è una catena montuosa dell'America Settentrionale, estesa in direzione meridiana dalla Columbia Britannica meridionale fino alla California settentrionale, attraversando gli stati di Washington e Oregon, per uno sviluppo complessivo di circa 1 100 chilometri. Essa ingloba parte dell'arco vulcanico delle Cascate, compreso il monte Rainier, che costituisce il punto più alto della catena, con i suoi 4392 metri di altitudine (la metropoli di Seattle non si trova molto distante da esso); un'altra cima degna di nota è il monte Saint Helens (2549 m), non tanto per la sua elevazione, quanto per il fatto di essere un vulcano che ha eruttato di recente, nel 1980. Le prime attività geologiche relative alla formazione dell'arco vulcanico, oggi ancora attivo, iniziarono 36 milioni di anni fa in seguito alla subduzione della placca di Juan de Fuca sotto quella nordamericana. I rischi associati al vulcanismo sono considerati significativi, ma l'attività di monitoraggio da parte dei geologi nella zona resta intensa.
Il fiume Columbia costituisce la principale discontinuità topografica della catena, attraversandola da est a ovest; con il suo bacino idrografico, copre gran parte delle sue pendici. L'allineamento nord-sud dei rilievi costituisce un ostacolo alle miti e umide correnti oceaniche provenienti dall'Oceano Pacifico; a causa dell'altitudine, le abbondanti precipitazioni si traducono in copiose nevicate, come nel caso del monte Baker, che alimenta il più vasto sistema glaciale degli Stati Uniti, escludendo l'Alaska. Sul versante orientale della catena, le precipitazioni risultano molto più scarse e il clima è di tipo continentale, con maggiori escursioni termiche giornaliere e stagionali. Questa differenza climatica si riflette nella vegetazione, composta principalmente da conifere: se a ovest dei crinali dominano il pino dell'Oregon e la tsuga occidentale, il pino giallo, quello contorto e il larice occidentale si adattano meglio alle terre aride dell'est. La parte settentrionale della catena, nota come North Cascades, più fresca e con rilievi elevati spesso coperti da ghiacciai, ospita la tsuga mertensiana, l'abete bianco e l'abete delle rocce. La fauna è assai varia, ma alcune specie risultano minacciate dall'impatto antropico. Al fine di proteggere questa biodiversità e le risorse naturali, gran parte della catena è sottoposta a tutela: sono stati istituiti in loco quattro parchi nazionali.
La regione è popolata da almeno 11 000 anni e i nativi americani hanno contribuito a tramandare molti dei miti e delle leggende legati ai vulcani, tuttora vivi nella tradizione. Gli europei scoprirono la zona verso la fine del XVIII secolo, e il nome della catena si deve alla spedizione di Lewis e Clark, svoltasi tra il 1804 e il 1806, durante la quale gli esploratori raggiunsero un'area oggi sommersa da una diga artificiale e la gola del Columbia. In un crescendo di entusiasmo e in tempi rapidi, le esplorazioni si susseguirono, e gli scambi di prodotti reperiti nella regione tra la Compagnia del Nord-Ovest e la Compagnia della Baia di Hudson si intensificarono: la domanda riguardava inizialmente il commercio delle pellicce, sostituito in seguito da quello del legname. Un visitatore che avesse esplorato la catena alla metà dell'Ottocento si sarebbe accorto di trovarla in gran parte spopolata. Solo lo sviluppo dell'alpinismo negli ultimi decenni del XIX secolo, e in seguito dello sci all'alba del Novecento, portò a spedizioni finalizzate alla conquista delle vette più alte. Oggi, la natura incontaminata e in buona parte ben conservata della catena delle Cascate le consente di figurare tra le principali attrazioni turistiche della West Coast.

## Toponimo

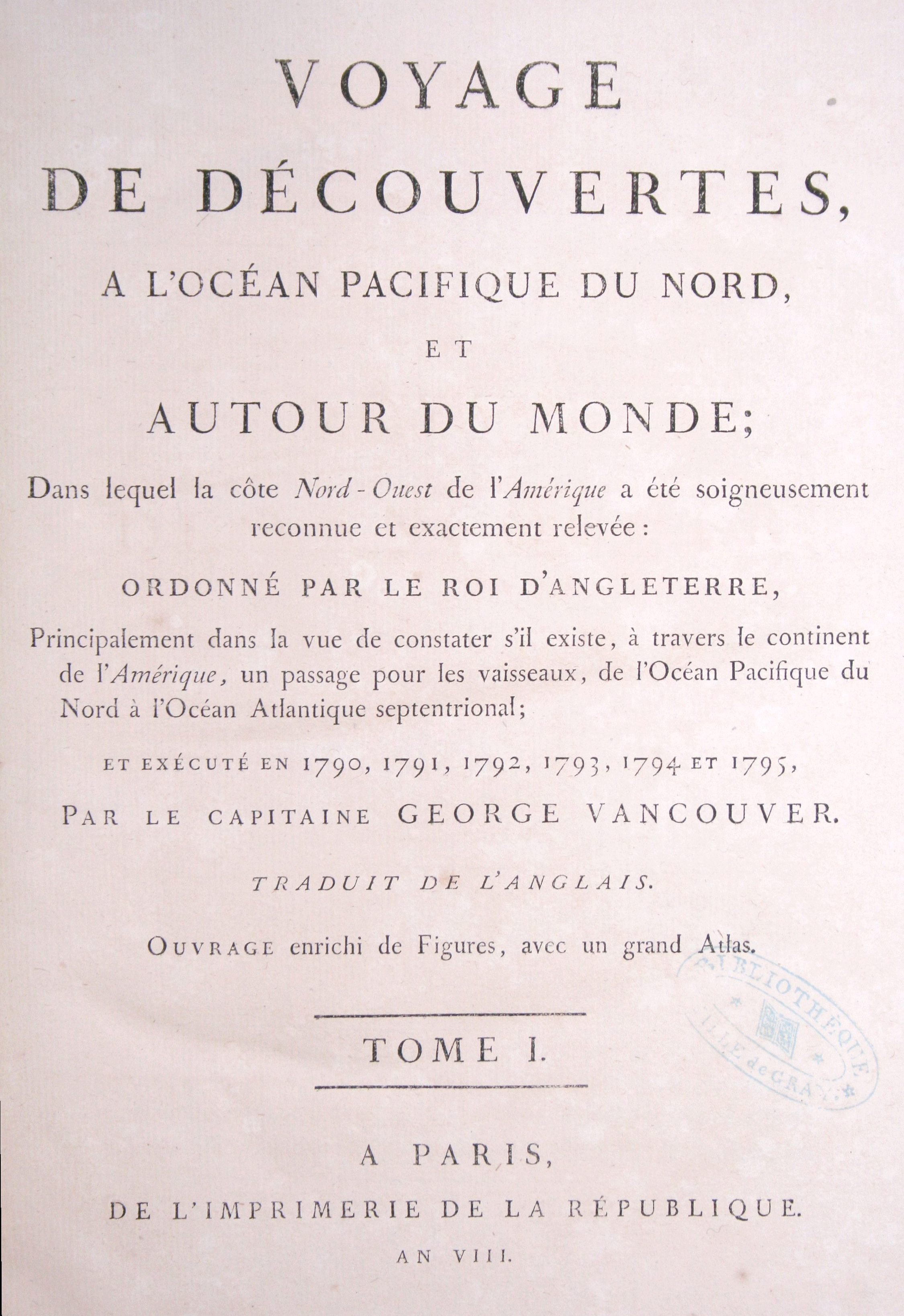
Frontespizio del Viaggio alla scoperta dell'Oceano Pacifico settentrionale e intorno al mondo di George Vancouver (copia della biblioteca patrimoniale di Gray)

Una prima serie di vette ricevette una denominazione in lingua inglese nell'estate del 1792, quando il navigatore britannico George Vancouver fece il suo ingresso nello stretto di Puget. Ciò spiega perché il monte Baker porti questo nome in onore del terzo luogotenente della spedizione di Vancouver, mentre il monte Saint Helens venne così battezzato in riferimento al diplomatico Alleyne Fitzherbert, primo barone di St Helens; il monte Hood fu intitolato all'ammiraglio della Royal Navy Samuel Hood; infine, la cima maggiore, il monte Rainier, fu dedicata all'ammiraglio Peter Rainier. Tuttavia, la spedizione di Vancouver si concluse senza assegnare alcun nome alla catena montuosa cui appartenevano queste cime.

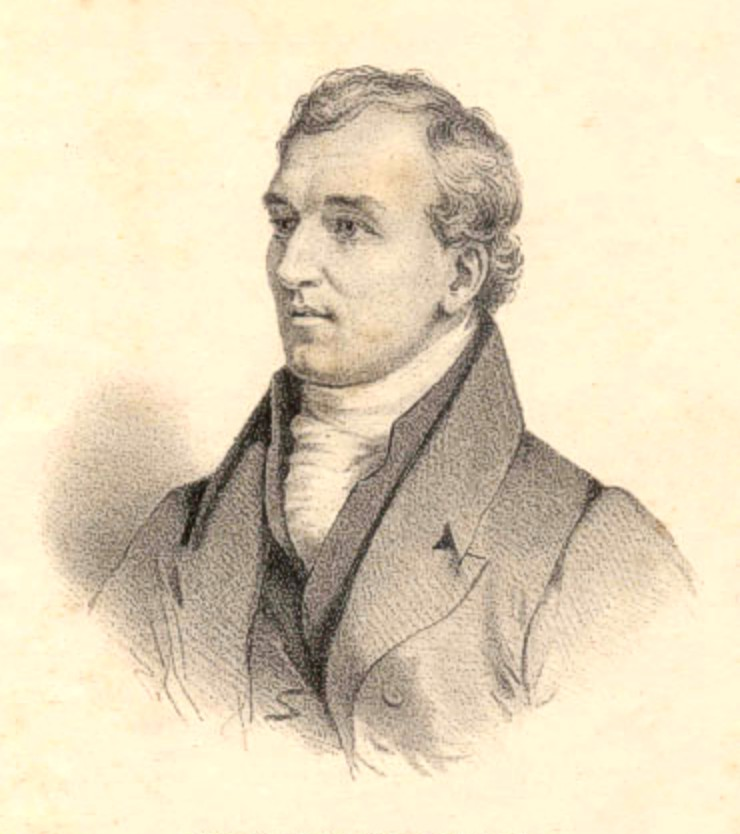
Ritratto di David Douglas, colui che nominò il complesso montuoso con in nome di "catena delle Cascate" per la prima volta

Nel 1806, l'ultimo ostacolo incontrato sulla strada verso l'Oceano Pacifico dalla spedizione di Lewis e Clark – seguito poi da coloni e mercanti – furono le cascate del Columbia, un sito oggi sommerso dalla diga di Bonneville, nella gola del Columbia. Per questo motivo, le grandi cime innevate circostanti furono a lungo chiamate "montagne oltre le cascate" e successivamente, in modo più semplice, "le Cascate". Solo con il botanico scozzese David Douglas i termini Cascade Range e Cascade Mountains, presenti nel suo diario di viaggio redatto tra il 1823 e il 1827, fecero la loro prima comparsa. Durante il viaggio di ritorno, i membri della spedizione di Lewis e Clark scorsero in lontananza un'alta vetta innevata, che chiamarono in onore del loro finanziatore, il presidente Thomas Jefferson.
Negli anni 1830, Hall J. Kelley propose di ribattezzare la catena Presidents' Range, con l'intento di assegnare a ciascun vulcano il nome di un presidente degli Stati Uniti. L'idea venne tuttavia respinta, anche a causa dell'assenza di una topografia chiara della regione, ad eccezione del monte Adams, il cui nome era originariamente destinato al monte Hood per onorare John Adams, ma che finì per errore su un vulcano ancora anonimo.

## Descrizione

### Posizione geografica
La catena delle Cascate è un massiccio montuoso che si estende lungo la West Coast del Nord America, a una distanza media di circa 200 km dall'Oceano Pacifico, e che si sviluppa dalla sezione meridionale della Columbia Britannica, in Canada, fino alla porzione settentrionale della California, negli Stati Uniti, attraversando gli stati di Washington e Oregon. Delimitata a nord dal fiume Thompson, prima della sua confluenza con il Fraser, la sua estremità meridionale si colloca nei pressi del lago Almanor. Questa formazione montuosa fa parte della Catena Costiera Pacifica e si confina a nord con le Montagne Costiere e a sud con la Sierra Nevada. Oltre l'Altopiano del Columbia, a est, si innalzano, lungo lo stesso asse nord-sud, le imponenti Montagne Rocciose. Il suo unico confine marittimo si trova nello stretto di Puget, situato nel nord-ovest dello Stato di Washington.

Vista panoramica a poche decine di metri dalla cima del Goat Peak

### Topografia

#### Geomorfologia
La catena delle Cascate divide la regione che occupa in due aree geografiche distinte: per quanto riguarda la zona a oriente, nell'Eastern Washington si estendono gli aridi altopiani formatisi 16 milioni di anni fa grazie a ingenti colate di lava, dove il fiume Columbia e i suoi principali affluenti, lo Snake, lo Yakima e l'Okanagan, scavarono imponenti canyon. A ovest, la catena montuosa domina la piana dello stretto di Puget e la catena costiera dell'Oregon e dei monti Olympic.

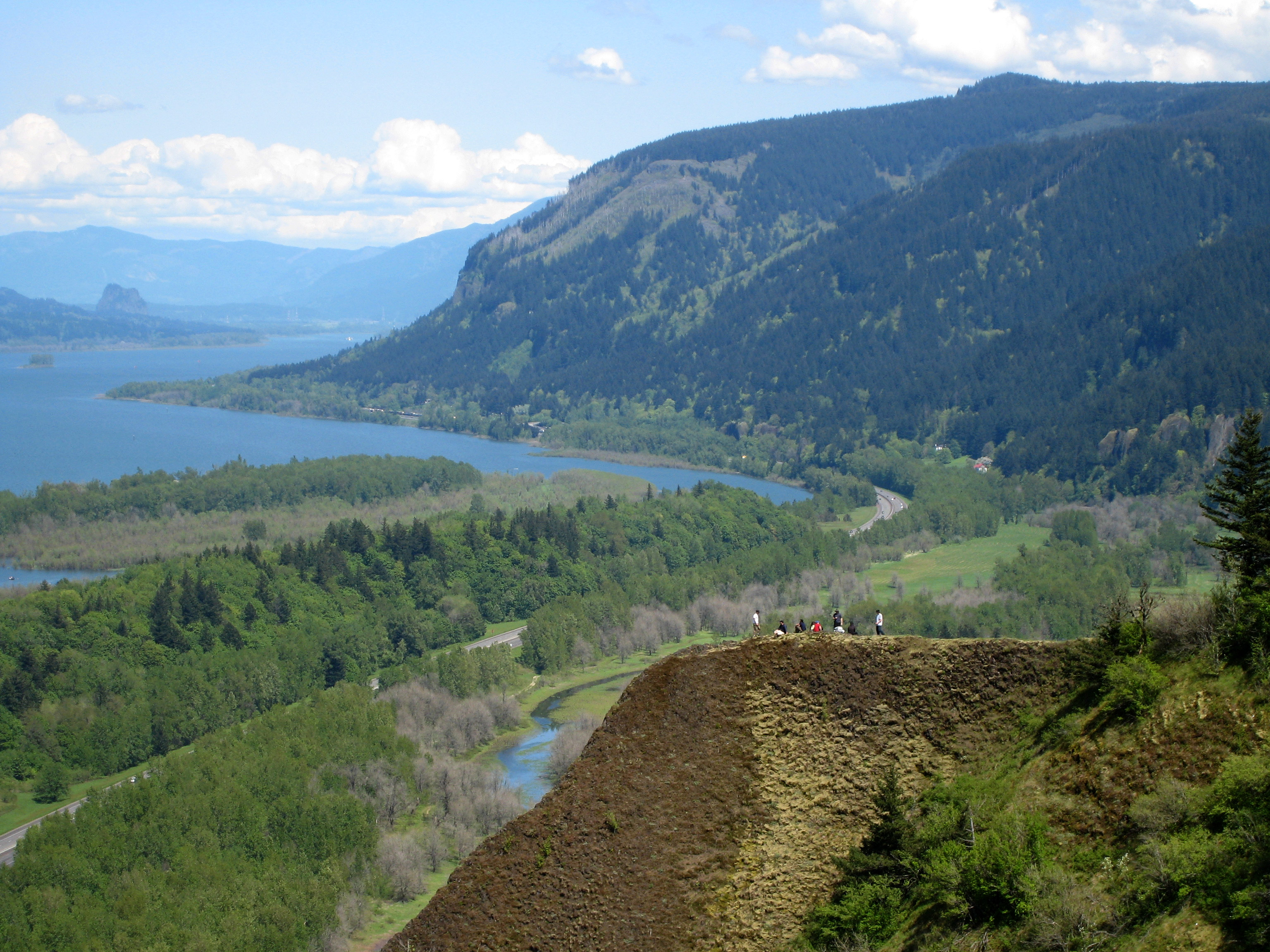
Panorama della gola del Columbia verso est

La gola del Columbia risulta la principale discontinuità topografica nella catena delle Cascate. Al momento del sollevamento, cominciato nel Pliocene, il fiume Columbia drenò l'omonimo altopiano a bassa quota e, man mano che procede nel suo corso, ci si accorge di come il fiume nel corso dei millenni abbia solcato gole profonde.

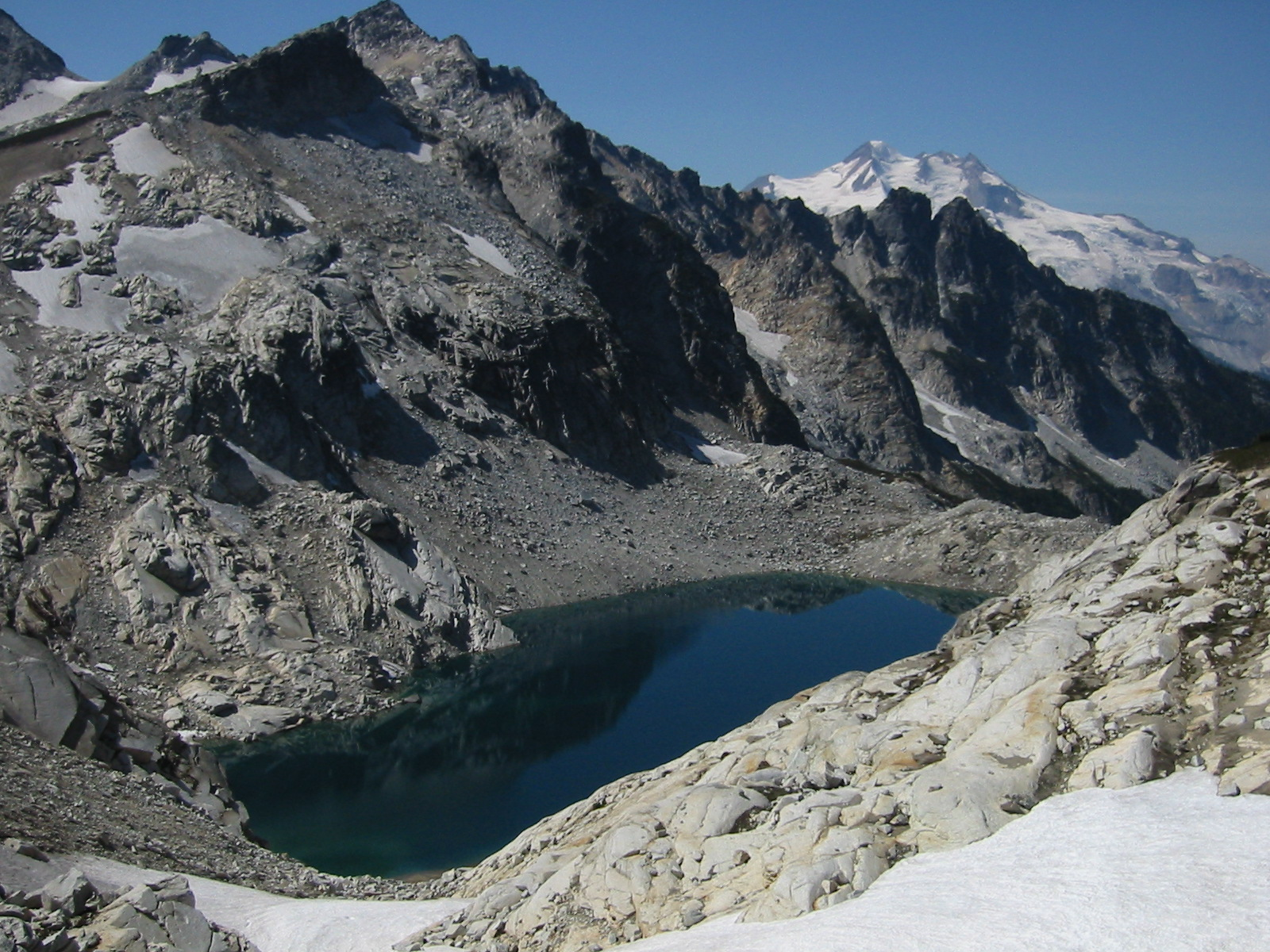
Veduta del lago glaciale Triad nelle North Cascades: sullo sfondo a destra, si intravede il Glacier Peak

I vulcani più alti della catena, dominati dal Rainier (4392 m s.l.m.), sono chiamati High Cascades: in genere, la loro altezza è doppia rispetto ai normali rilievi montuosi che li circondano e, dalla loro sommità, il panorama si estende talvolta per 100 o addirittura 150 km. Oltre 120 coni vulcanici sorgono a sud del solo fiume Columbia. Malgrado solo undici picchi su un numero decisamente più alto di vette che compongono la catena superino i 3000 m, con sole due vette che superano i 4 000, la loro presenza sembra impressionante rispetto alle loro numerose controparti nelle Montagne Rocciose perché si tratta di rilievi perfettamente visibili dalla costa o dagli immediati dintorni. In Oregon, le formazioni rocciose più antiche, situate ad ovest della catena, sono chiamate "Western Cascades" e vengono associate a un vulcanismo più antico rispetto alle High Cascades.
La parte settentrionale, a nord del passo Snoqualmie, a cavallo del confine tra Canada e Stati Uniti, costituisce le North Cascades, tradizionalmente chiamate Canadians Cascades o Cascade Mountains. I vulcani si rintracciano lì in maniera minore e i picchi piramidali più imponenti vengono talvolta paragonati a quelli delle Alpi. Gli accessi risultano più impervi e meno intaccati dall'uomo, con valli più profonde rispetto alle High Cascades, creste affilate, circhi e laghi di origine glaciale, oltre a numerose morene stabilizzatesi secondo gli esami dendrocronologici solo alla metà dell'Ottocento.

#### Suddivisioni
La catena delle Cascate è divisa in diversi gruppi e massicci:

Mappa delle suddivisioni della catena delle Cascate

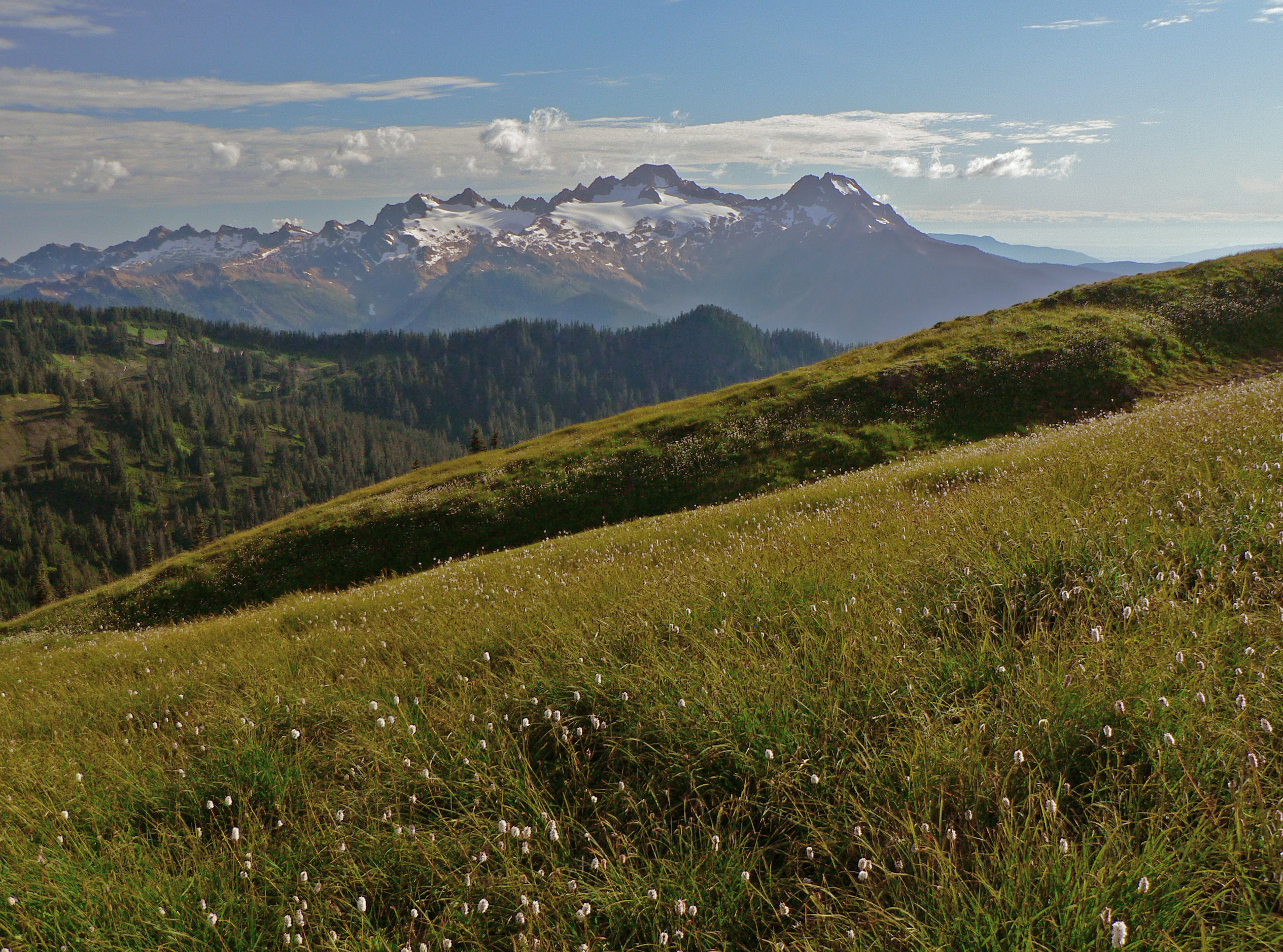
Le Twin Sisters nelle North Cascades

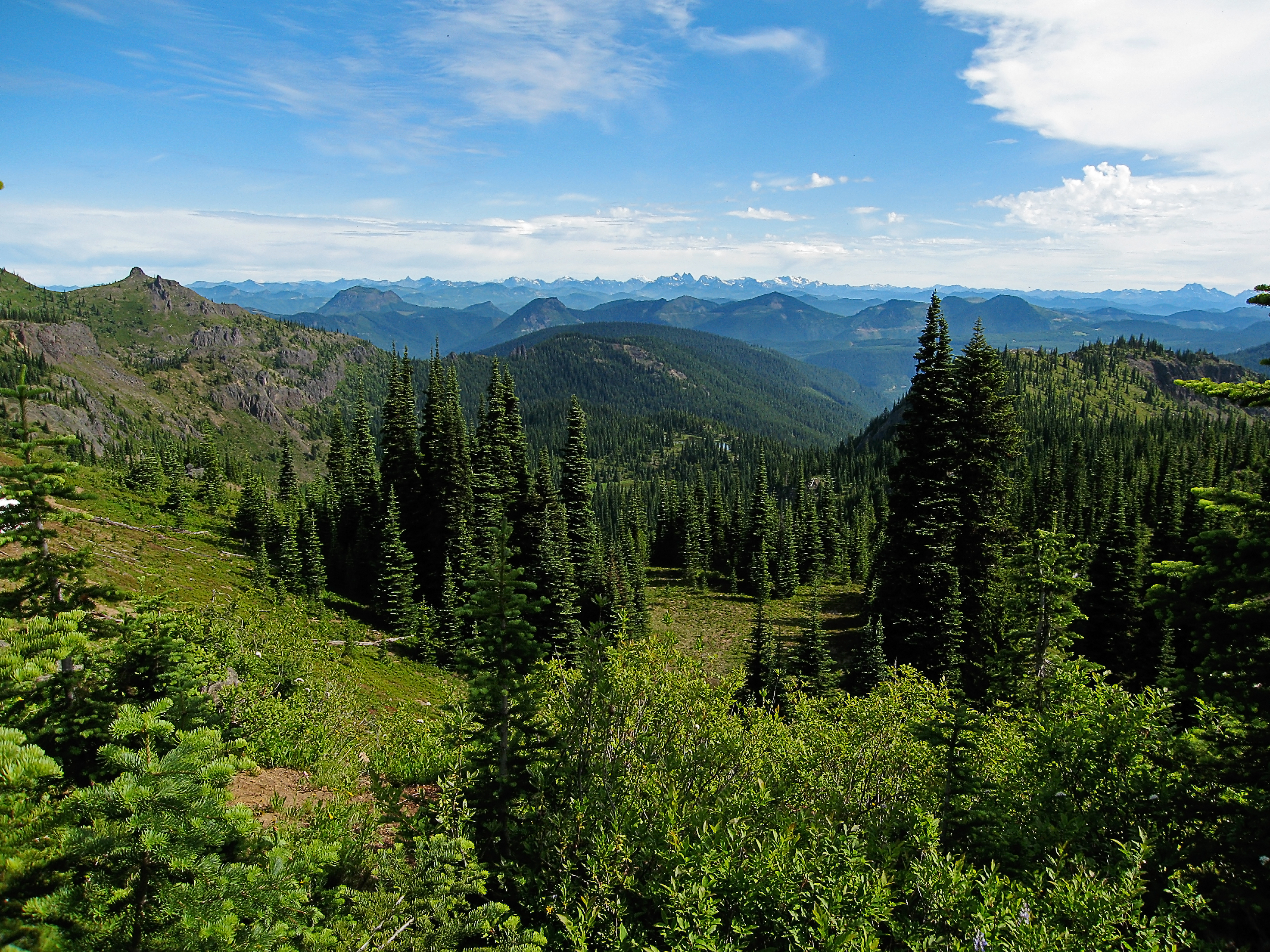
Panorama da Noble Knob nei pressi del passo di Snoqualmie, stato di Washington

Alcuni dei principali vulcani della catena

| Suddivisione di livello 1 | Suddivisione di livello 2                              | Suddivisione di livello 3 | Climax                 | Altitudine | Legenda |
| ------------------------- | ------------------------------------------------------ | --- | ---------------------- | ---------- | ------- |
| North Cascades            | Cascata dell'estremo nord                              | Altopiano di Nicoamen, area di Stoyoma-Lytton, gruppo del fiume Anderson, area del monte Thynne, montagne di North Hope | Monte Stoyoma          | 2267 m     | [A1]    |
| North Cascades            | Skagit Range                                           | Cheam Range, monti South Hope, Hope, Border Ranges, gruppo di Custer-Chilliwack, Twin Sisters e dintorni, massiccio di Baker-Shuksan, zona di Bacon-Blum-Triumph, Picket Range                                                       | Monte Baker            | 3285 m     | [A2]    |
| North Cascades            | Hozameen Range                                         | Catena di Bedded, Manson Ridge, Central e Southern Hozameen Range | Monte Jack             | 2763 m     | [A3]    |
| North Cascades            | Catena di Okanagan                                     | Catena di North Okanagan, area nord del passo di Washington, areale di Central Pasayten, Cathedral Range, Snowy-Windy-Chopaka, Tiffany Ridge, areale di Eneas-Palmer e Loup Loup                                                     | Monte Lago             | 2665 m     | [A4]    |
| North Cascades            | Areale di Mountain Loop                                | Monti Cultus, Round-Gee-Deer, White Chuck, Three Fingers-Whitehorse, Mountain Loop, areale di Pilchuck, Ragged, areale di monte Cristo                                                                                               | Sloan Peak             | 2388 m     | [A5]    |
| North Cascades            | Sezione centrale delle North Cascade                   | Ragged Ridge, areale di Goode-Logan-Black, massiccio di Eldorado, massiccio di Buckner-Boston, areale di Buckindy-Snowking, Ptarmigan Ridge, massiccio di Bonanza                                                                    | Bonanza Peak           | 2899 m     | [A6]    |
| North Cascades            | Monti Methow                                           | area sud del passo di Washington, Gardner Range, monti North Methow, Sawtooth Ridge, monti Methow meridionali | North Gardner Mountain | 2730 m     | [A7]    |
| North Cascades            | Glacier Peak e aree settentrionali al passo di Stevens | Massiccio del Glacier Peak, Pugh-Black, Dakobed Range, Chiwawa Ridge, White Mountains, Wenatchee Ridge, Wild Sky, Nason Ridge | Glacier Peak           | 3213 m     | [A8]    |
| North Cascades            | Monti Entiat                                           | Monti Entiat settentrionali e meridionali | Monte Fernow           | 2819 m     | [A9]    |
| North Cascades            | Monti Chelan                                           | Monti Chelan settentrionali e meridionali | Cardinal Peak          | 2618 m     | [A10]   |
| South Washington Cascades | Zona dei laghi alpini                                  | Seattle-Everett, Index-Tolt, Forks Snoqualmie, a nord del passo omonimo, dintorni del monte Daniel, Chikamin-Keechelus, dintorni di Kachess                                                                                          | Monti Daniel           | 2426 m     | [B1]    |
| South Washington Cascades | Monti Wenatchee                                        | Monti Chiwaukum, monti Wenatchee settentrionali, monti Stuart, areale di Teanaway, complesso di Mission-Naneum | Monte Stuart           | 2870 m     | [B2]    |
| South Washington Cascades | Complesso di South Cascade                             | Highline-West Seattle, Issaquah Alps, Cedar River-South del passo di Snoqualmie, Huckleberry-Grass, Central South Cascade Ridge, West Manashtash-Umtanum Ridge, dintorni del monte Aix                                               | Monte Aix              | 2367 m     | [B3]    |
| South Washington Cascades | Zona del monte Rainier                                 | Circondario settentrionale del monte Rainier, monti Sourdough, circondario occidentale del Monte Rainier, massiccio del monte Rainier, circondario orientale del monte Rainier, zona sud-ovest del monte Rainier, catena del Tatoosh | Monte Rainier          | 4392 m     | [B4]    |
| South Washington Cascades | Goat Rocks                                             | Goat Rocks | Gilbert Peak           | 2494 m     | [B5]    |
| South Washington Cascades | Areale del monte Saint Helens                          | Areale del monte Saint Helens | Monte Saint Helens     | 2549 m     | [B6]    |
| South Washington Cascades | Areale del Monte Adams                                 | Areale del Monte Adams | Monte Adams            | 3742 m     | [B7]    |
| South Washington Cascades | Gola del Columbia settentrionale                       | Gola del Columbia settentrionale | Lemei Rock             | 1806 m     | [B8]    |
| Cascate dell'Oregon       | Areale del monte Hood                                  | Areale del monte Hood | Monte Hood             | 3426 m     | [C1]    |
| Cascate dell'Oregon       | Areale del Monte Jefferson                             | Areale del Monte Jefferson | Monte Jefferson        | 3199 m     | [C2]    |
| Cascate dell'Oregon       | Dintorni del passo Santiam                             | Dintorni del passo Santiam | Three Fingered Jack    | 2390 m     | [C3]    |
| Cascate dell'Oregon       | Areale delle Sisters                                   | Areale delle Sisters | Sorella del sud        | 3157 m     | [C4]    |
| Cascate dell'Oregon       | Dintorni del passo Willamette                          | Dintorni del passo Willamette | Diamond Peak           | 2666 m     | [C5]    |
| Cascate dell'Oregon       | Dintorni del lago Crater                               | Dintorni del lago Crater | Monte Thielsen         | 2799 m     | [C6]    |
| Cascate dell'Oregon       | Cascate meridionali dell'Oregon                        | Cascate meridionali dell'Oregon | Monte McLoughlin       | 2894 m     | [DO7]   |
| Cascate della California  | Areale del monte Shasta                                | Areale del monte Shasta | Monte Shasta           | 4317 m     | [D1]    |
| Cascate della California  | Cascate Centrali della California                      | Cascate Centrali della California | Crater Peak            | 2647 m     | [D2]    |
| Cascate della California  | Dintorni del Lassen Peak                               | Dintorni del Lassen Peak | Lassen Peak            | 3187 m     | [D3]    |

#### Vulcani principali
Washington

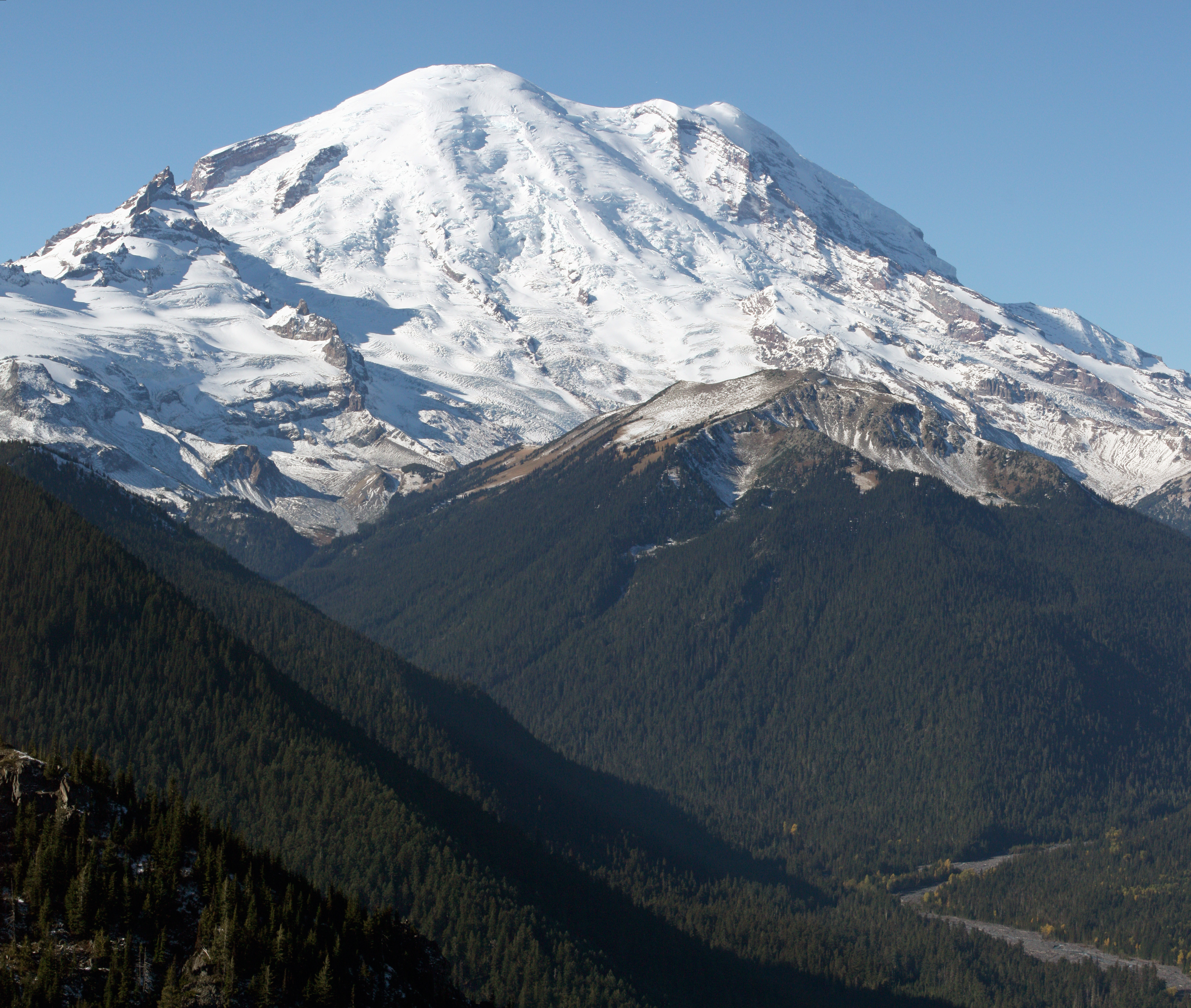
Vista del monte Rainier da nord-est

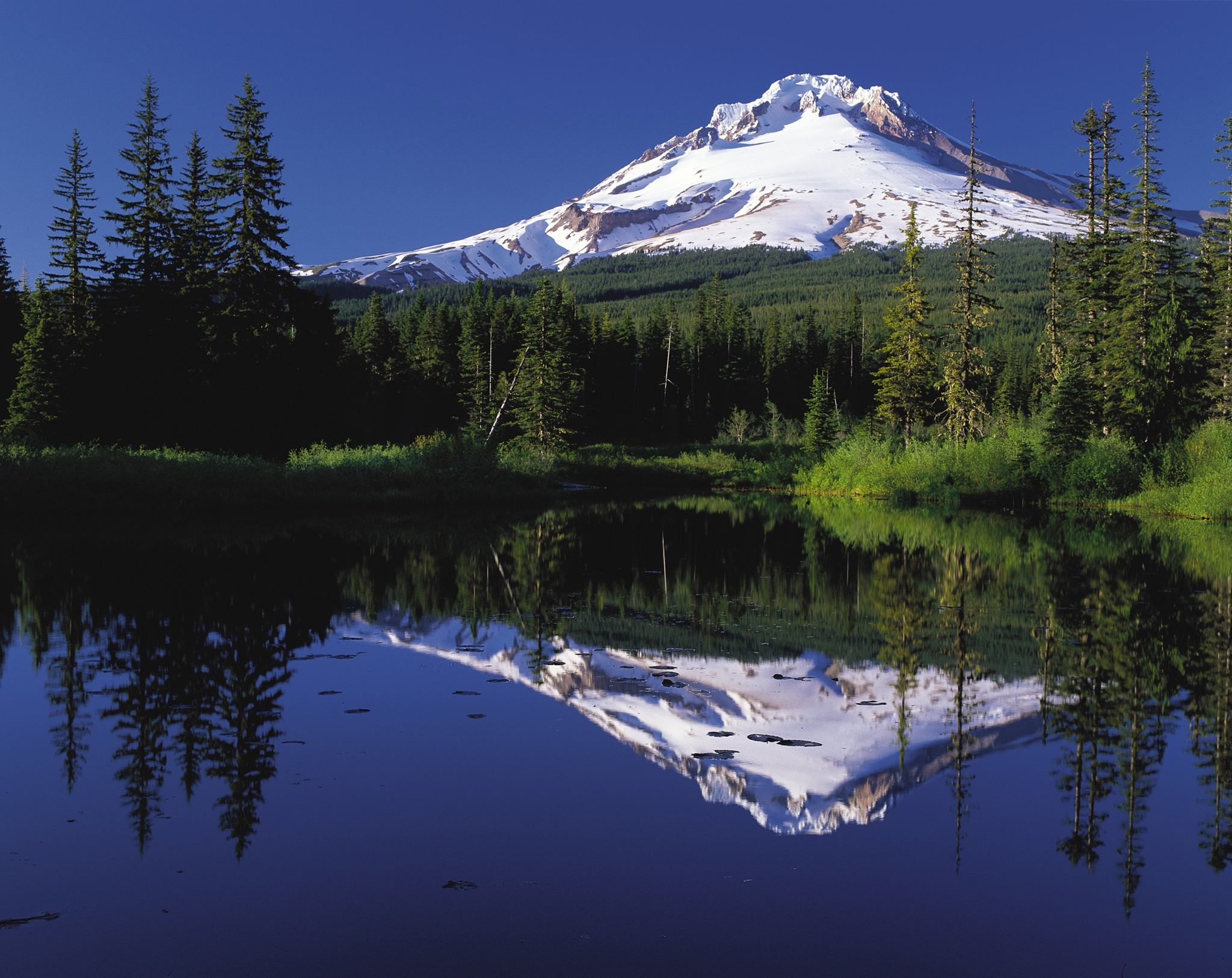
Il monte Hood che si riflette nel lago Mirror

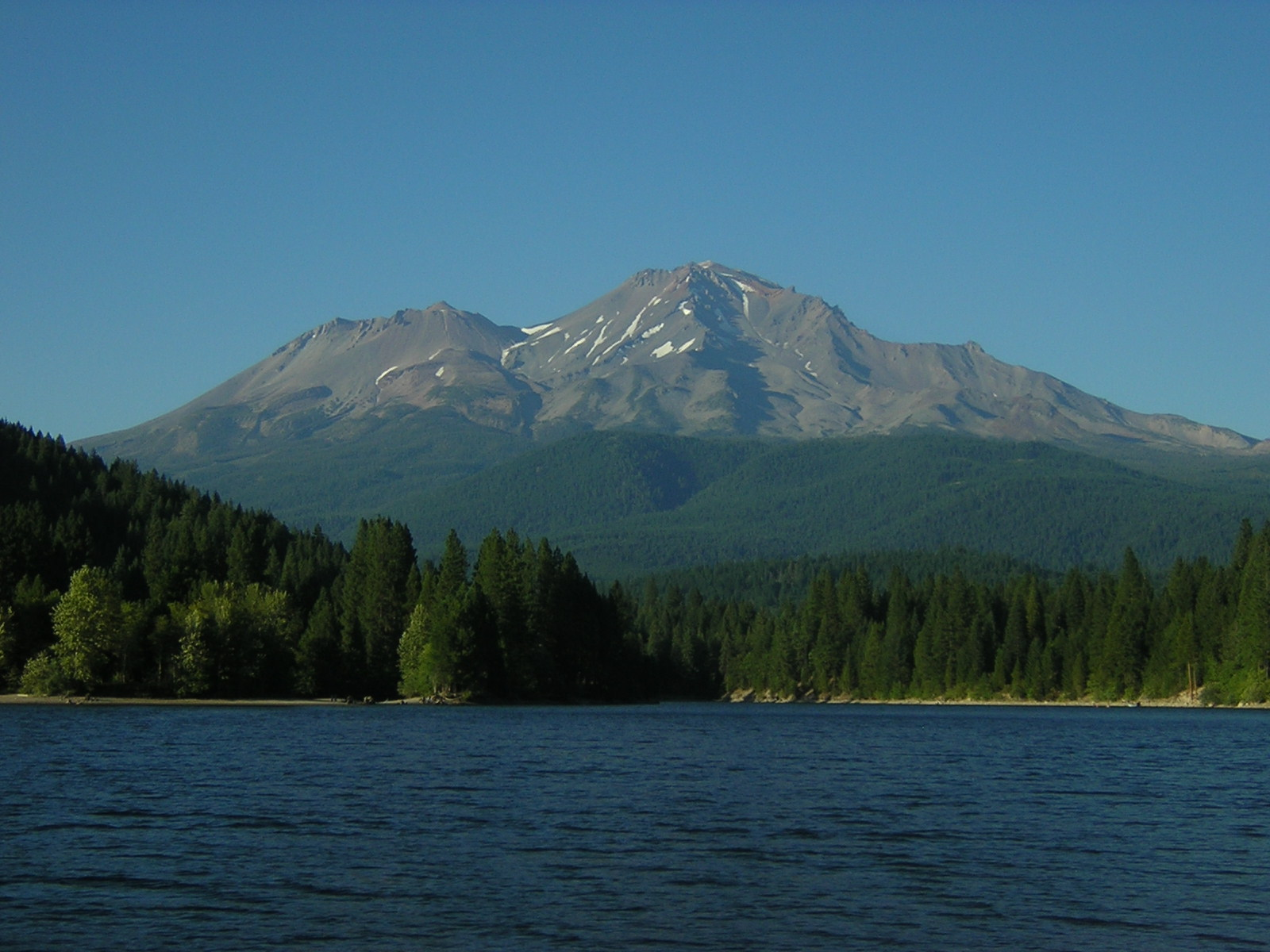
Il monte Shasta visto dal lago Siskiyou

- Monte Rainier (4392 m, South Washington Cascades/areale del monte Rainier)
- Monte Adams (3742 m, South Washington Cascades / areale del monte Adams)
- Monte Baker (3285 m, North Cascades / catena di Skagit)
- Glacier Peak (3213 m, North Cascades / areale del Glacier Peak a nord del passo Stevens)
- Monte Saint Helens (2549 m, South Washington Cascades / areale del monte Saint Helens)

Oregon
- Monte Hood (3426 m, Oregon Cascades / areale del monte Hood)
- Monte Jefferson (3199 m, Oregon Cascades / areale del monte Jefferson)
- Three Sisters (3157 m, Oregon Cascades / areale delle Sisters)
- Monte McLoughlin (2894 m, Oregon Cascades / Cascate dell'Oregon del Sud)
- Monte Thielsen (2799 m, Oregon Cascades / areale del lago Crater)
- Broken Top (2797 m, Oregon Cascades / areale delle Sisters)
- Monte Bachelor (2764 m, Oregon Cascades / areale delle Sisters)
- Diamond Peak (2666 m, Oregon Cascades / circondario del passo di Willamette)
- Monte Bailey (2553 m, areale delle Oregon Cascades / lago Crater)
- Monte Scott (2723 m, Oregon Cascades / areale del lago Crater)
- Monte Mazama (2487 m, Oregon Cascades/ areale del lago Crater)
- Vulcano Newberry (2434 m, Oregon Cascades/ areale del lago Crater)
- Three Fingered Jack (2391 m, Oregon Cascades / passo Santiam)
- Monte Washington (2376 m, Oregon Cascades / circondario del passo Santiam)

California
- Monte Shasta (4317 m, California Cascades / zona del Monte Shasta)
- Lassen Peak (3187 m, California Cascades / areale del Lassen Peak)
- Monte Tehama (2815 m, California Cascades / areale del Lassen Peak)
- Vulcano del lago Medicine (2412 m, California Cascades / California Cascades centrali)

#### Altri vertici principali
Washington
- Bonanza Peak (2899 m, North Cascades / North Cascades centrali)
- Monte Stuart (2870 m, South Washington Cascades / monti Wenatchee)

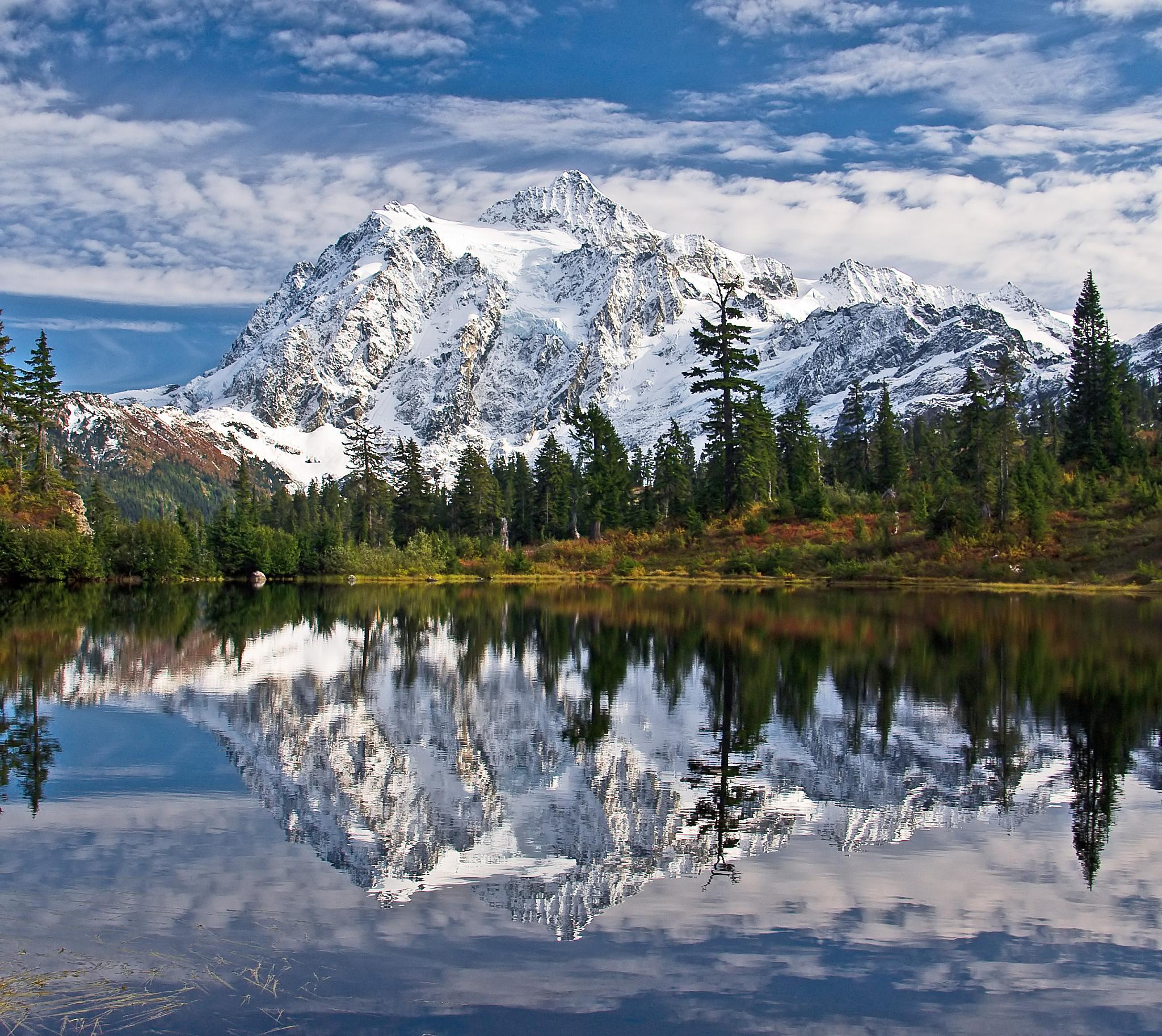
Il monte Shuksan visto dal lago Picture

- Monte Fernow (2819 m, North Cascades / monti Entiat)
- Monte Goode (2806 m, North Cascades / North Cascades centrali)
- Monte Shuksan (2782 m, North Cascades / catena di Skagit)
- Monte Buckner (2778 m, North Cascades / North Cascades centrali)
- Seven Fingered Jack (2774 m, North Cascades / Monts Entiat)
- Monte Logan (2770 m, North Cascades / North Cascades centrali)
- Monte Jack (2763 m, North Cascades / catena di Hozameen)

California
- Eagle Peak (2811 m, California Cascades / areale di Lassen Peak)
- Monte Diller (2769 m, California Cascades / areale di Lassen Peak)

### Idrografia

Mappa dei bacini idrografici dei principali affluenti del Columbia: il corso d'acqua drena l'intero versante orientale della catena da North Cascades alle Three Sisters

Solo tre fiumi attraversano la Catena delle Cascate, da est a ovest: da nord a sud, meritano di essere menzionati in primis il Columbia e il Klamath, nonché il Pit che è un affluente sulla sponda sinistra del fiume Sacramento. Il Williamson scorre parallelamente al fiume Klamath e corre lungo il margine orientale della catena. Diversi bacini secondari del Columbia coprono parte del versante orientale delle Cascate, ovvero quello dell'Okanagan e del suo affluente sulla riva destra del Similkameen che costeggiano le North Cascades, quella del Methow, quella del Wenatchee e quella della Yakima, tutti e quattro sulla sponda destra; il Deschutes scorre invece sulla sponda sinistra. Quattro importanti bacini secondari del Columbia coprono parte del versante occidentale delle Cascate, ossia sulla sponda sinistra quella del fiume Sandy e dei suoi affluenti, il Salmon e il Bull Run, e quello del Willamette, le sue sorgenti North and Middle Forks e i suoi affluenti sulla sponda destra il McKenzie, il Calapooia, il Santiam, il Molalla e il Clackama; poi sulla sponda destra il Lewis e il Cowlitz. Inoltre, il fiume Fraser funge da confine naturale con le Montagne Costiere all'estremità settentrionale delle Cascades. Infine, tra gli altri importanti corsi d'acqua che hanno origine nella catena, tutti sul versante occidentale, vi sono da nord a sud il fiume Skagit, lo Skykomish, lo Snoqualmie, il Green, il Puyallup, il White (affluente del Puyallup), e il Nisqually nello stato di Washington; le due diramazioni dell'Umpqua e il Rogue procedono invece nell'Oregon.

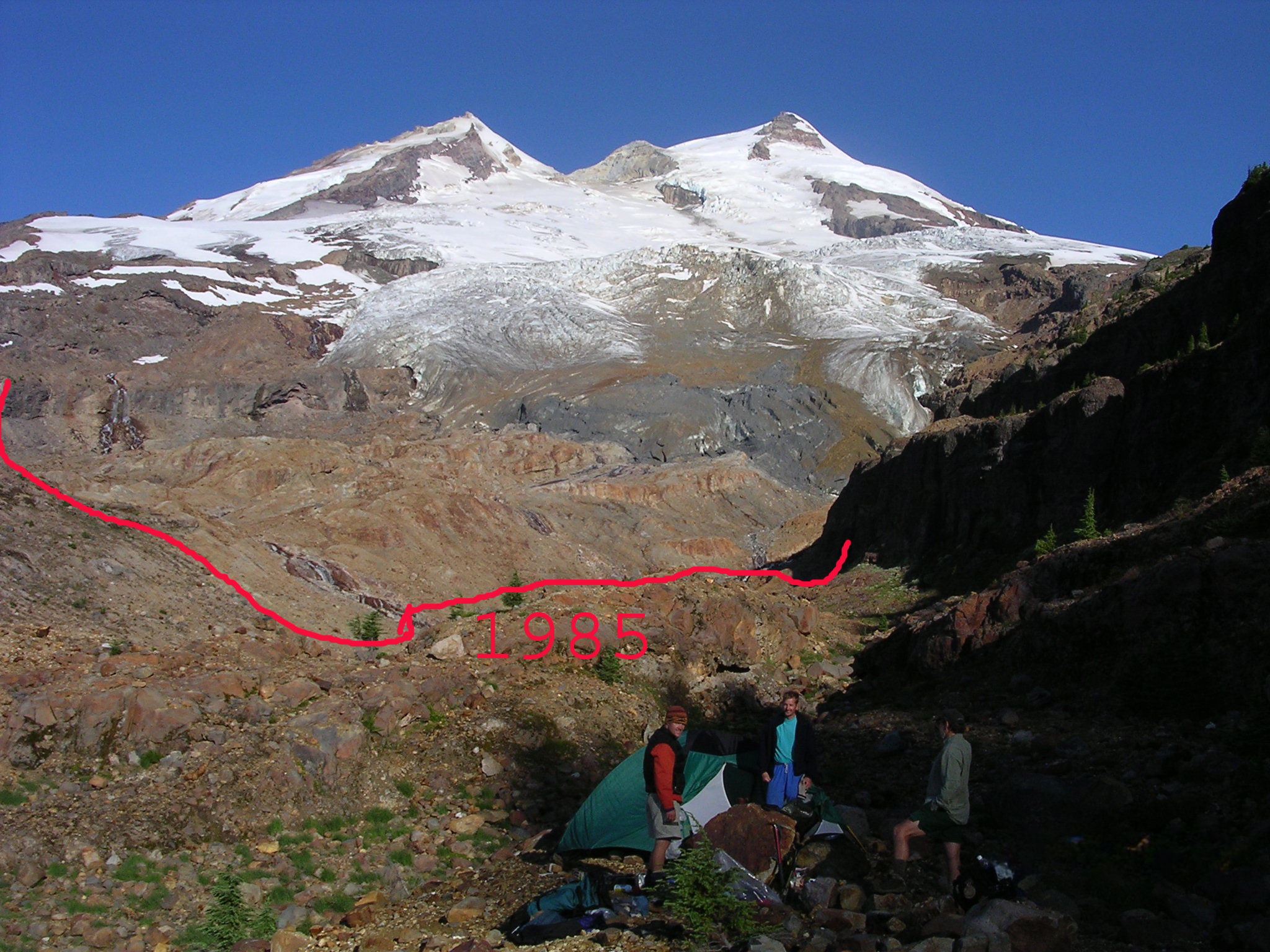
Veduta del ghiacciaio Boulder sul monte Baker nel 2003 e confronto con l'avanzata del termine del suo ghiacciaio in 1985

Il sistema glaciale della catena delle Cascate è il più vasto per dimensione degli Stati Uniti, se si esclude l'Alaska, ed è particolarmente complesso nelle North Cascades. Il monte Rainier accumula diversi primati: ha quasi venticinque ghiacciai che coprono approssimativamente 100 km²; il più esteso, il ghiacciaio di Emmons, è lungo 7,2 km e si snoda per 3700 m di elevazione. In Oregon, i ghiacciai principali sono costituiti da quello del monte Jefferson, del Three Fingered Jack, delle Three Sisters e del Broken Top. Le North Cascades ospitavano circa 700 ghiacciai fino agli anni Ottanta, di cui 312 rientrano ancora attualmente nel parco nazionale delle North Cascades. Le masse glaciali forniscono il 25% dell'acqua che rifornisce fiumi e torrenti durante i mesi estivi, pur essendo tuttavia in fase di riduzione in termini di estensione. Tra il 1984 e il 2008, uno studio condotto grazie a 47 rilevatori posizionati in località diverse ha permesso di concludere che lo spessore medio del ghiaccio è diminuito di 14 metri, ovvero il 20-40% del loro volume a seconda del ghiacciaio in questione. Alcuni hanno subito una perdita di spessore equivalente alle zone di accumulo e al bacino di ablazione, circostanza che impedisce qualsiasi stabilizzazione nel loro ritiro: per questi motivi, si comprende come mai il ghiacciaio Spider e il Lewis sono scomparsi del tutto tra i primi 1990 e la metà degli 2000, mentre si prevede che il Lyman subirà la stessa sorte entro 30-50 anni. Il ritiro è spiegato da una diminuzione del 25% delle precipitazioni invernali dal 1946 e da un aumento della temperatura locale di 0,8 °C dal 1985.

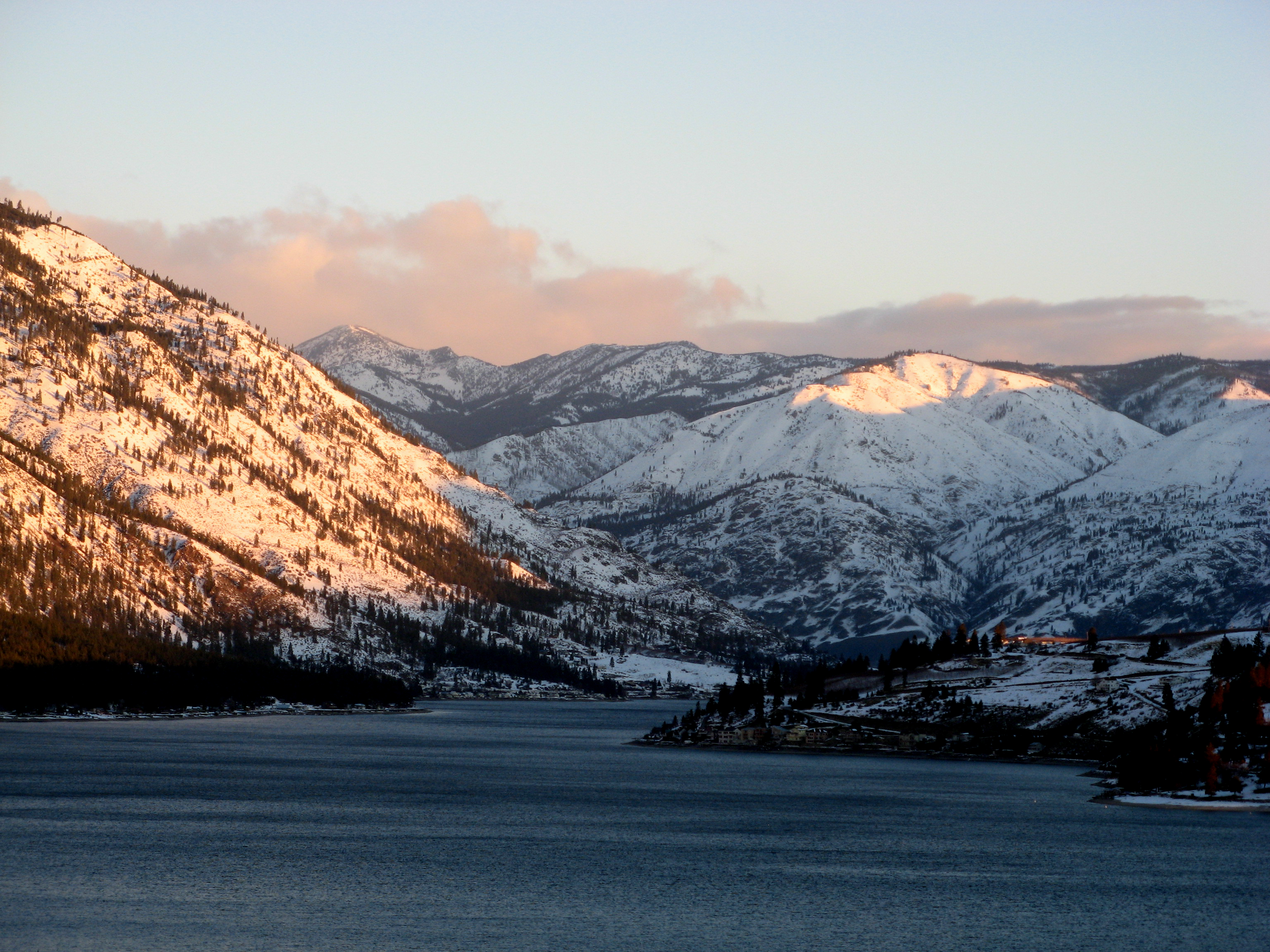
Il lago Chelan fotografato da sud

I bacini artificiali realizzati nel secolo scorso sono stati ultimati allo scopo di produrre energia idroelettrica, favorire l'irrigazione, alimentare gli allevamenti di salmone e soddisfare le utenze domestiche degli abitanti locali. Il lago artificiale Ross, generato dalla diga omonima sul corso del fiume Skagit nell'estremo nord dello stato di Washington, misura 37 km di lunghezza e si estende fino al territorio canadese. Il lago Chelan, formatosi durante la piccola era glaciale, ha la particolarità di avere una profondità massima di 118 m, con un'area vasta 335 metri sul livello del mare. Il lago Crater, che occupa la caldera del monte Mazama, è il più profondo degli Stati Uniti, in virtù dei suoi ben 589 m. Il lago Klamath Superiore risulta il maggiore della zona ed è nella parte orientale della zona pedemontana. Altri bacini idrici significativi includono Almanor ed Eagle all'estremità meridionale della catena, ma non vanno trascurati il lago Waldo, Odell e il Wickiup Reservoir, situati tra il vulcano Newberry a est, Diamond Peak a sud e il monte Bachelor a nord. Il lago Spirit, sul versante settentrionale del monte Saint Helens, è stato quasi del tutto sommerso dopo l'eruzione del 1980, ma l'acqua dei corsi circostanti lo ha riempito di nuovo molto rapidamente, tanto da rendere necessaria la costituzione di un'apertura artificiale in modo che non minacciasse di far crollare la diga per via dei numerosi detriti vulcanici.

### Geologia
Tra la fine del Triassico e l'inizio del Giurassico, circa 200 milioni di anni fa, il Nord America si staccò dalla Laurasia in direzione ovest. Si susseguirono poi diversi episodi di collisione continentale con archi insulari, le cui rocce si agglomerarono e si aggregarono in terrane lungo la costa, così come la subduzione con risalita di magma. Ad oggi, il continente si è espanso di 650 km.
Tra 115 e 57 milioni di anni fa, la placca Farallon salì in direzione nord-est. Un rift formatosi tra 90 e 80 milioni di anni fa si rintraccia inoltre all'altezza dell'attuale California, causando la separazione della placca di Kula e la sua subduzione sotto il continente ad est. La discontinuità innescata dalla faglia del lago Ross corrisponde al limite tra la vecchia costa e il bordo della placca. Gli edifici vulcanici associati al meccanismo di subduzione sono scomparsi da tempo sotto l'effetto dell'erosione. D'altra parte, i graniti plutonici risalirono in superficie per formare delle batoliti delle Montagne Costiere e parte delle North Cascades. I sedimenti oceanici alloctoni, sottoposti a forti pressioni, assimilarono pietre metamorfiche convertendole in scisti e micascisti; allo stesso modo, parte dei graniti si trasformarono in gneiss. La parziale fusione derivante dalla miscela di graniti e sedimenti diede origine alle migmatiti dei monti Chelan e la catena dello Skagit nelle North Cascades. Il risultato dell'erosione di queste rocce si intravede sulla zona pedemontana per via della presenza di conglomerati, arcosi, arenarie, grovacche, ardesie e siltiti. Tra 50 e 40 milioni di anni fa, lo spostamento della placca di Kula si orientò sensibilmente verso l'Alaska a nord lungo faglie trasformi. Durante questo periodo di transizione, il graduale innalzamento del fondale oceanico e il basalto disegnarono i futuri monti Olympic e la placca del Farallon si posiziona al livello del Nord-ovest Pacifico.

Diagramma della zona tettonica della catena delle Cascate

L'episodio che segnò l'origine della maggior parte della catena delle Cascate cominciò 36 milioni di anni fa. Il resto della placca Farallon viene chiamata Juan de Fuca. L'arco vulcanico delle Cascate apparve direttamente sopra una nuova zona di subduzione; se la geomorfologia della catena non aveva allora ancora nulla a che vedere con il suo aspetto moderno, le rocce vulcaniche sparsesi in tutto l'Oligocene divennero l'attuale roccia dominante. In concomitanza con la diminuzione dell'attività vulcanica, durante il Miocene (17-12 milioni di anni fa), quantità colossali di basalto si riversarono nell'attuale bacino del Columbia. La sistemazione definitiva della catena odierna si colloca tra 7 e 5 milioni di anni a.C., all'inizio del Pliocene. Con la separazione simultanea della placca Explorer e l'ispessimento della zona di subduzione, l'angolo del piano di Wadati-Benioff aumentò. L'attrito si fece più intenso, il rilievo aumentò e il vulcanesimo riprese. Le North Cascades assunsero l'aspetto di un altopiano a ridosso delle Montagne Costiere a settentrione. I principali vulcani delle High Cascades "nacquero" tra i 3 milioni di anni e i 140 000 anni fa. Si rintracciano comunque delle differenze a seconda della regione di appartenenza in merito ai vulcani: nello stato di Washington, ci si trova di fronte principalmente a grandi stratovulcani andesitici, con l'eccezione del monte Adams; in Oregon, alcuni di essi, su una fascia da 40 a 50 km di larghezza, presentano una composizione intermedia che alterna basalti e andesiti che li porta a formare coni vulcanici meno imponenti, mentre il monte Jefferson, le Three Sisters, il Broken Top e il Mazama emettono dacite o anche riolite sotto forma di nubi ardenti. In California, l'unico vulcano a scudo basaltico della catena, risulta quello del lago Medicine. L'erosione di queste rocce produce brecce e tufi, ma anche arenarie e siltiti si rinvengono nelle valli. La convergenza tra le placche del Nord America e di Juan de Fuca continua a un ritmo di circa quattro centimetri all'anno, un rallentamento di due o tre centimetri all'anno per sette milioni di anni.
Negli ultimi due milioni di anni, almeno quattro glaciazioni hanno aumentato la calotta di ghiaccio fino all'incirca al confine tra Canada e USA dei giorni nostri. Tra 18 000 e 12 000-10 000 anni fa, l'ultima delle ere fredde, probabilmente la più prolungata e conosciuta localmente come Vashon, ha lasciato come eredità l'isola Vashon nello stretto di Puget, oggi compresa nello stato di Washington. A ovest della catena, tra Seattle e Bellingham si depositarono enormi masse di argille, sabbie e ghiaie. Ad est, l'avanzare del ghiaccio genera periodicamente laghi a mo' di dighe naturali sul fiume Columbia, circostanza che in concomitanza di ampie precipitazioni dà luogo ad esondazioni. Queste glaciazioni continentali, così come alcuni episodi più locali, scolpirono le North Cascades, conferendo loro il caratteristico e pronunciato aspetto alpino che attualmente contraddistingue le vette locali.

### Clima

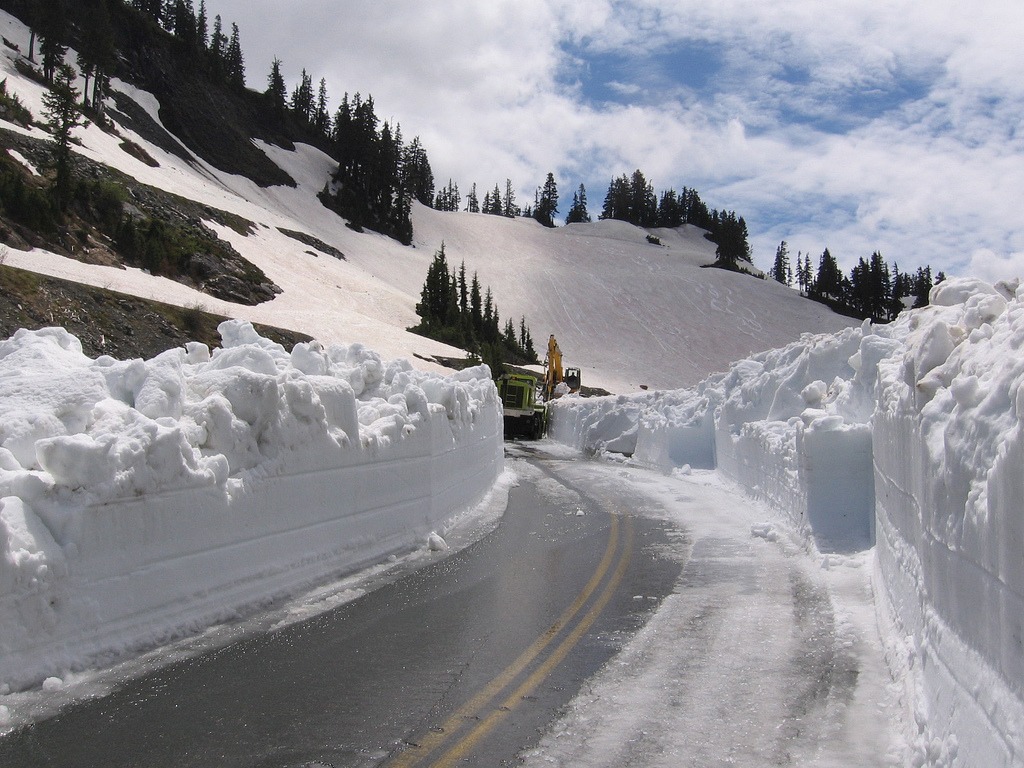
Strada sgombrata dalla neve ai piedi del monte Baker

Il clima delle Cascade Mountains è temperato. A causa della loro vicinanza al Pacifico e ai venti prevalenti da ovest, le pendici occidentali della catena sono esposte all'influenza oceanica e le precipitazioni risultano relativamente elevate. Durante l'estate, un anticiclone si deposita sul Pacifico settentrionale portando aria fresca e secca da nord-ovest; d'altra parte, da ottobre ad aprile, si verifica una depressione e masse d'aria umida e nuvolosa salgono da sud-ovest, determinando livelli annuali dell'acqua superiori a 4000 mm in media in alcune aree. Risultano notevoli le cadute di neve fino a 600 metri di altitudine: più nel dettaglio, il monte Baker ha avuto il record di copertura nevosa in una stagione in Stati Uniti, eccezion fatta per l'Alaska, con 29 m di neve accumulata durante l'inverno 1998-1999, superando il precedente di 28,5 registrato presso il monte Rainier nel 1971-1972. In virtù di siffatta premessa, si comprende perché la maggior parte delle High Cascades vengano coperte da nevicate durante tutto l'anno. Le temperature sono raramente inferiori a -10 °C e superiori a 25 °C. La differenza tra giorno e notte è moderata, a causa dell'influenza oceanica.
Le precipitazioni medie annue scendono a 200 mm sulle zone pedemontane orientali per via dell'ombra pluviometrica. Presso il lago Crater, ad esempio, il 90% delle precipitazioni cade tra il 1º ottobre e il 31 maggio. Il clima in loco è di tipo continentale, con variazioni di temperatura stagionali più pronunciate e con raffiche di vento non proprio inusuali. Le temperature estreme nella catena, fenomeno registrato in varie annate con discreta costanza, sono state spesso condizionate dalla presenza dell'alta pressione a nord o ad est delle Cascate, con un flusso d'aria che procedeva dall'interno verso ovest.

### Ecosistema
Le caratteristiche climatiche dell'areale fanno sì che i versanti occidentali siano densamente boscosi e composti di pini dell'Oregon (Pseudotsuga menziesii), tsughe occidentali (Tsuga heterophylla) e ontani rossi (Alnus rubra), mentre i versanti orientali più asciutti si presentano principalmente con pini gialli (Pinus ponderosa) e, a quote maggiori, larici occidentali (Larix occidentalis).
L'agenzia statunitense per la protezione dell'ambiente e la Commissione per la cooperazione ambientale riconoscono tre ecoregioni di livello III che attraversano la catena delle Cascate, che appartengono al gruppo delle montagne boscose occidentali del nord-ovest di livello I e II. Secondo il sistema di classificazione del WWF, l'area comprende le ecoregioni delle foreste sottovento della catena delle Cascate, le foreste della catena delle Cascate centrale e meridionale e le foreste della catena delle Cascate orientale.

#### Macroecoregione delle Cascate

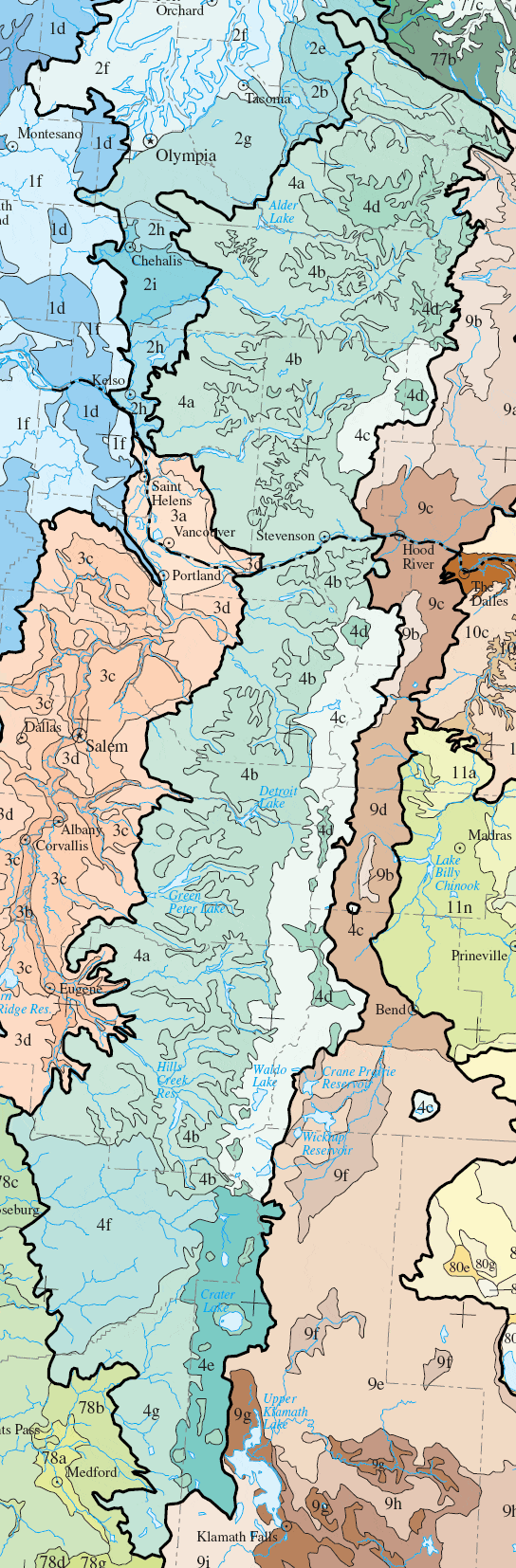
Mappa delle ecoregioni di livello IV nella macroecoregione delle Cascate (livello III in colore turchese)

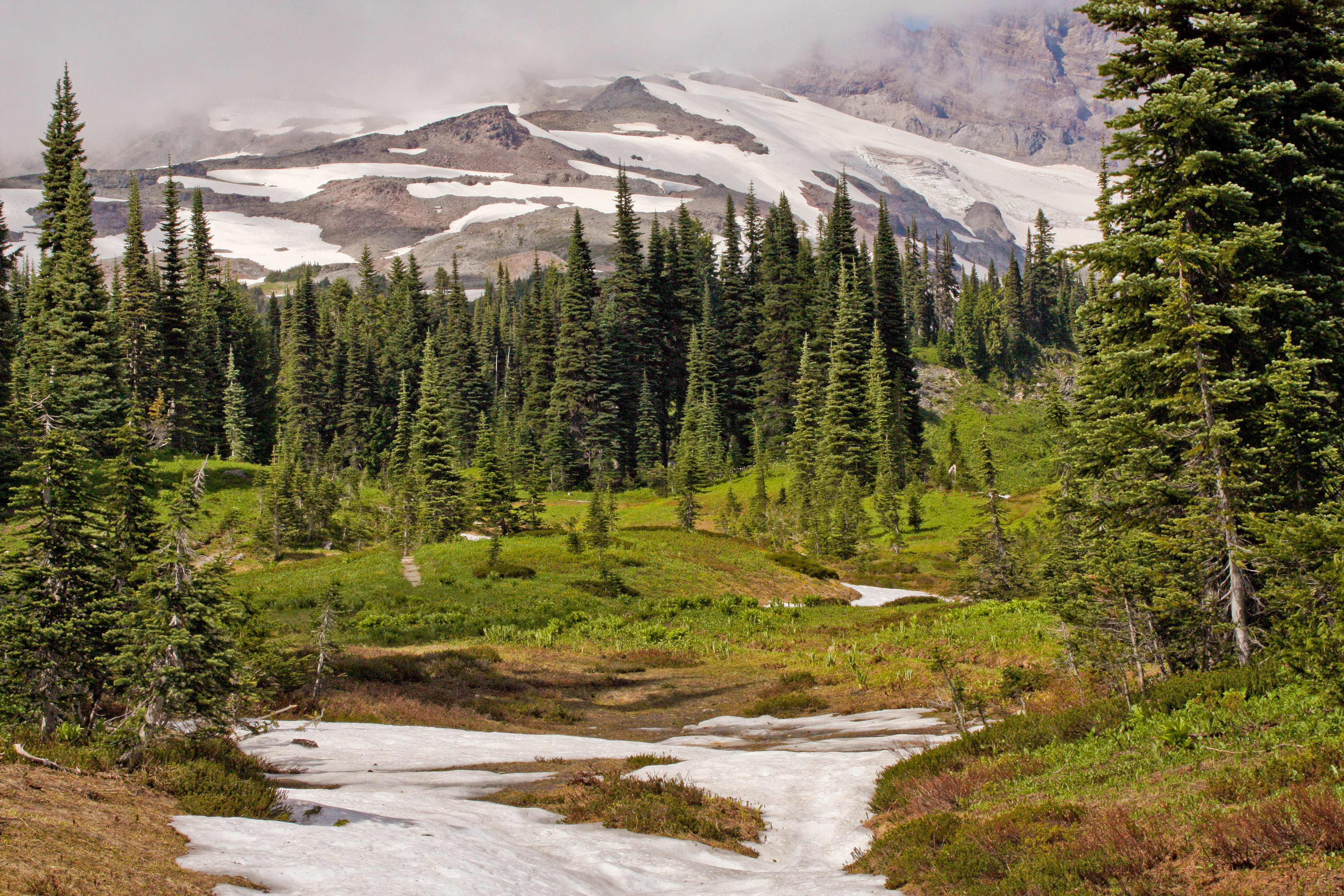
Paesaggio del parco nazionale del monte Rainier

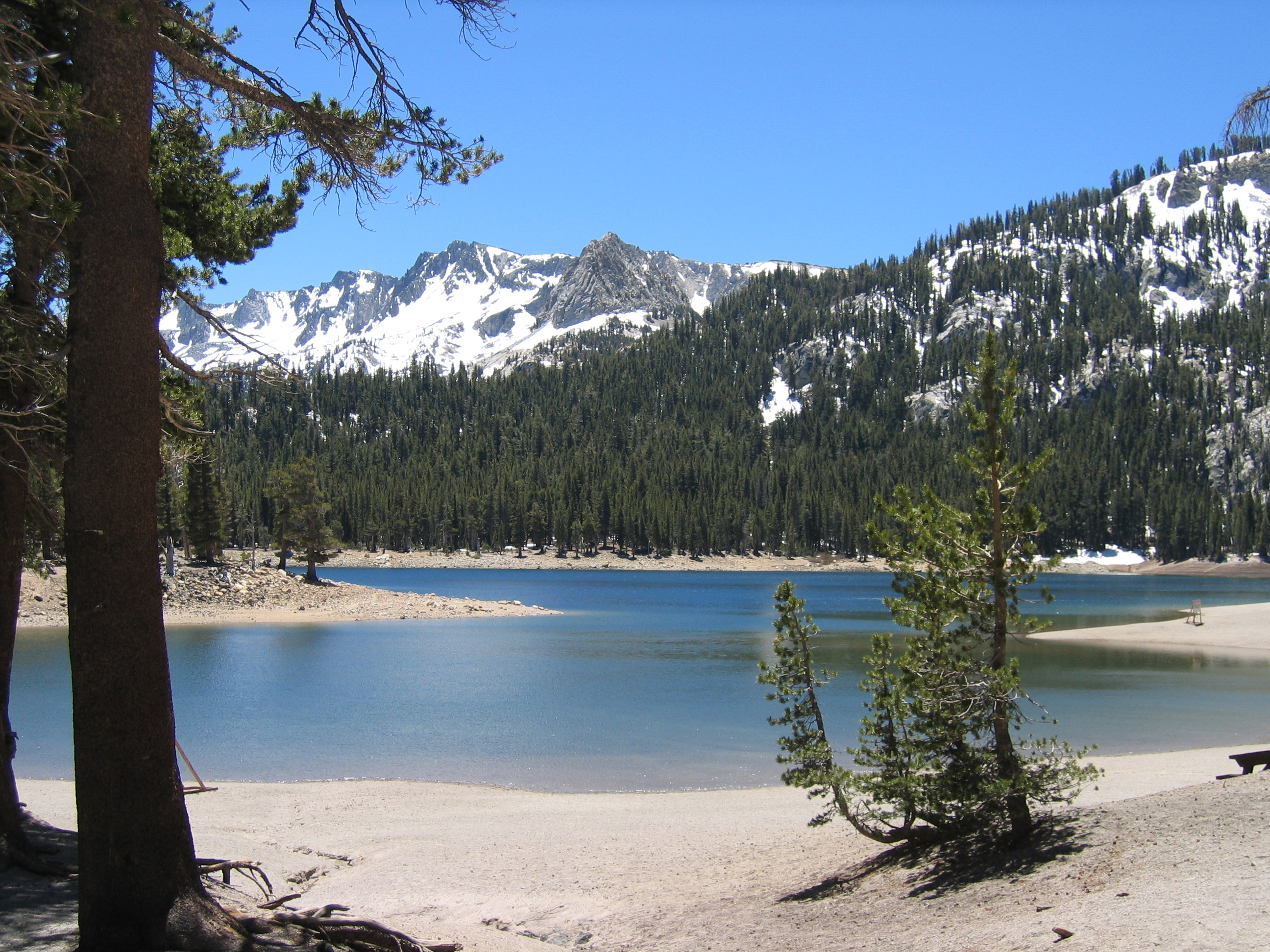
Vista del lago Horseshoe nel parco nazionale vulcanico di Lassen

La macroecoregione delle Cascate, che include il versante occidentale e le creste di High Cascades, si estende negli stati di Washington e dell'Oregon, incorporando pure il passo di Snoqualmie, vicino a Seattle, fino al passo del monte Hayden, inclusa un'enclave in California intorno al monte Shasta. Composta da rocce vulcaniche del Cenozoico erose dalle glaciazioni, la parte orientale della regione comprende crateri rientranti nel arco delle Cascate, la cui sommità maggiore tocca i 3426 m. La parte occidentale corrisponde alla zona pedemontana e presenta terreni più antichi e intervallati da profonde valli fluviali. Il clima umido e temperato permette la proliferazione di foreste di conifere temperate e, su quote maggiori, di praterie subalpine.
Per quanto riguarda la fauna locale, si segnalano grandi erbivori quali la capra delle nevi (Oreamnos americanus), il cervo mulo (Odocileus hemionus) e il wapiti (Cervus canadensis), mentre i principali predatori risultano l'orso nero (Ursus americanus), il puma (Puma concolor), la lince rossa (Lynx rufus), la volpe rossa (Vulpes vulpes) e il coyote (Canis latrans). Tra i piccoli mammiferi rientrano il castoro americano (Castor canadensis), la martora americana (Martes americana), il procione comune (Procyon lotor), il pica americano (Ochotona princeps), lo scoiattolo di Douglas (Tamiasciurus douglasii), lo scoiattolo terricolo dal mantello dorato (Spermophilus saturatus), la marmotta americana (Marmota monax), il toporagno comune (Sorex palustris) e sei specie di chirotteri, tra cui il pipistrello dalle gambe lunghe (Myotis volans).
Il picchio di Lewis (Melanerpes lewis), la quaglia della California (Callipepla californica), il tetraone dal collare (Bonasa umbellus) e il succiacapre nordamericano (Chordeiles minor) sono comuni negli spazi aperti ai piedi delle colline. Nonostante il loro sfruttamento, le foreste ospitano il tordo dal collare (Ixoreus naevius), lo scricciolo comune (Troglodytes troglodytes), il picchio pileato (Dryocopus pileatus), il picchio villoso (Leuconotopicus villosus), la pernice fuligginosa (Dendragapus fuliginosus), la ghiandaia di Steller (Cyanocitta stelleri), la ghiandaia grigia canadese (Perisoreus canadensis), il fiorrancino americano (Regulus satrapa), il regolo americano (Regulus calendula), il picchio muratore pigmeo (Sitta pygmaea), il picchio muratore dal petto rosso (Sitta canadensis) e la cincia bigia dal dorso bruno (Poecile rufescens). Si possono incontrare nelle alte praterie l'azzurro di montagna (Sialia currucoides), la nocciolaia di Clark (Nucifraga columbiana), il tordo eremita (Catharus guttatus), il colibrì calliope (Selasphorus calliope), la cincia delle Montagne Rocciose (Poecile gambeli) e il passero volpe (Passerella iliaca). L'allodola golagialla (Eremophila alpestris), la pernice coda bianca (Lagopus leucura), il fanello rosato testagrigia (Leucosticte tephrocotis) o la pispola golarossa (Anthus rubescens) si trovano su quote più elevate.
I bacini idrografici principali e secondari, generalmente orientati verso ovest, ospitano diverse specie di salmonidi di acque fredde, tra cui il salmone reale (Oncorhynchus tshawytscha), la trota iridea (Oncorhynchus mykiss) e la trota toro (Salvelinus confluentus), considerate specie minacciate.
Gli anfibi locali vivono nelle zone umide: tra questi, figurano la salamandra nordoccidentale (Ambystoma gracile), la salamandra tigre (Ambystoma tigrinum), la salamandra gigante del Pacifico (Dicamptodon tenebrosus), la salamandra di Van Dyke (Plethodon vandykei), la salamandra dal dorso rosso (Plethodon vehiculum), il tritone dalla pelle rugosa (Taricha granulosa), il rospo boreale (Bufo boreas), la rana con la coda (Ascaphus truei), la rana dalle zampe rosse (Rana aurora) e la rana delle Cascate (Rana cascadae).
Tra i rettili si annoverano il boa caucciù (Charina bottae), il serpente giarrettiera terricolo (Thamnophis elegans), il serpente giarrettiera nordoccidentale (Thamnophis ordinoides), il serpente giarrettiera comune (Thamnophis sirtalis) e la lucertola alligatore cerulea (Elgaria coerulea).
Gli insetti includono formiche, sirfidi, ditteri tabanidi, tabanidi, asilidi, bombini, api, mutillidi, alcune libellule tra cui il darker verde (Anax junius) e zigopteri, vari coleotteri, cavallette o anche farfalle, incluse Oeneis nevadensis, Cercyonis sthenele, Papilio eurymedon, Papilio zelicaon, Papilio rutulus, Carterocephalus palaemon, Hesperia juba, Callophrys augustinus, Incisalia eryphon, Neophasia menapia, Pontia sisymbrii, Coenonympha tullia, Colias philodice, l'atalanta (Vanessa atalanta), Limenitis lorquini, la vanessa del cardo (Vanessa cardui), Vanessa annabella, Aglais milberti, la vanessa antiopa (Nymphalis antiopa), Nymphalis californica, Apodemia mormo, Speyeria zerene, Boloria chariclea, Phyciodes cocyta, Phyciodes mylitta, Phyciodes pulchella, Chlosyne hoffmanni, Chlosyne palla, Euphydryas chalcedona, Polygonia gracilis, Callophrys sheridanii, Strymon melinus, Lycaena mariposa, Lycaena helloides, Lycaena nivalis, Plebejus anna, Agriades glandon, Icaricia icarioides, Plebejus melissa, Glaucopsyche lygdamus, Celastrina echo, Hemileuca eglanterina e Pyrrharctia isabella.

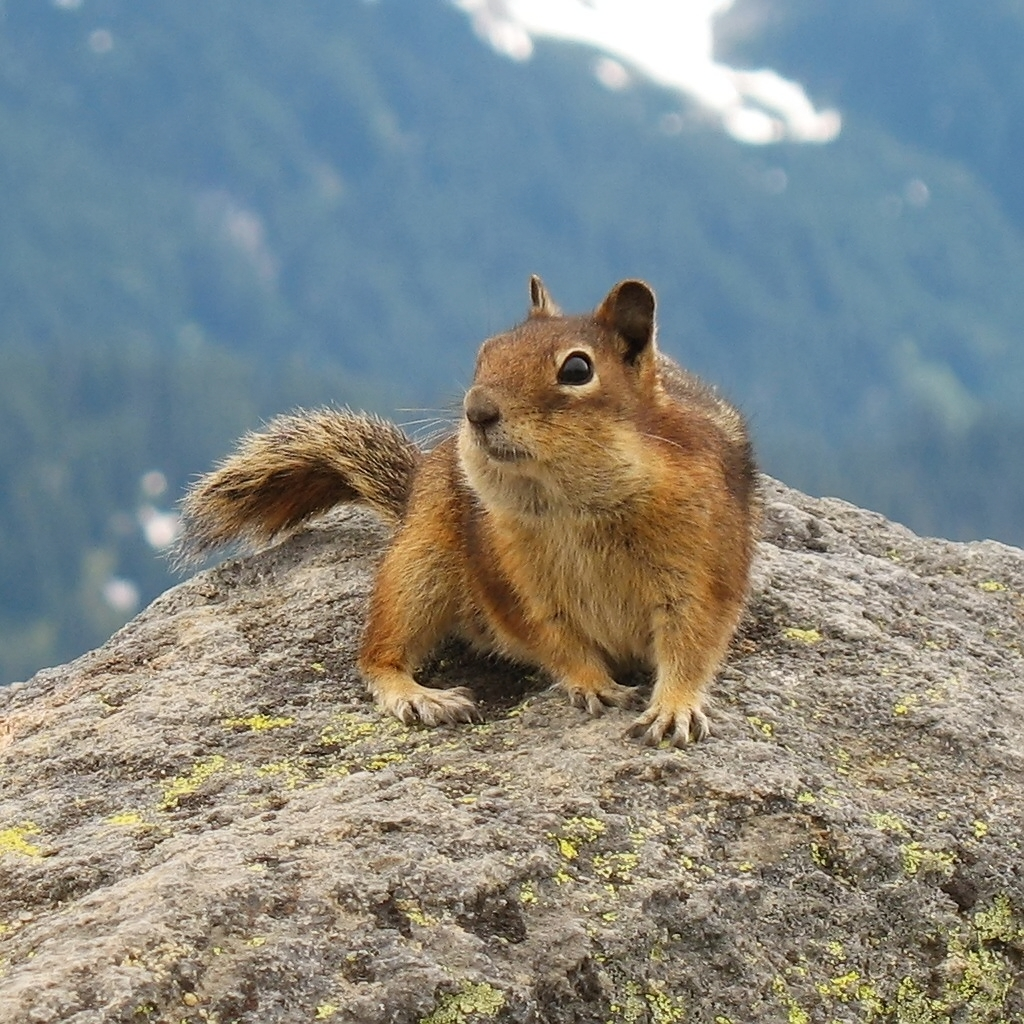
Scoiattolo terricolo dal mantello dorato (Callospermophilus saturatus) nel parco nazionale del monte Rainier
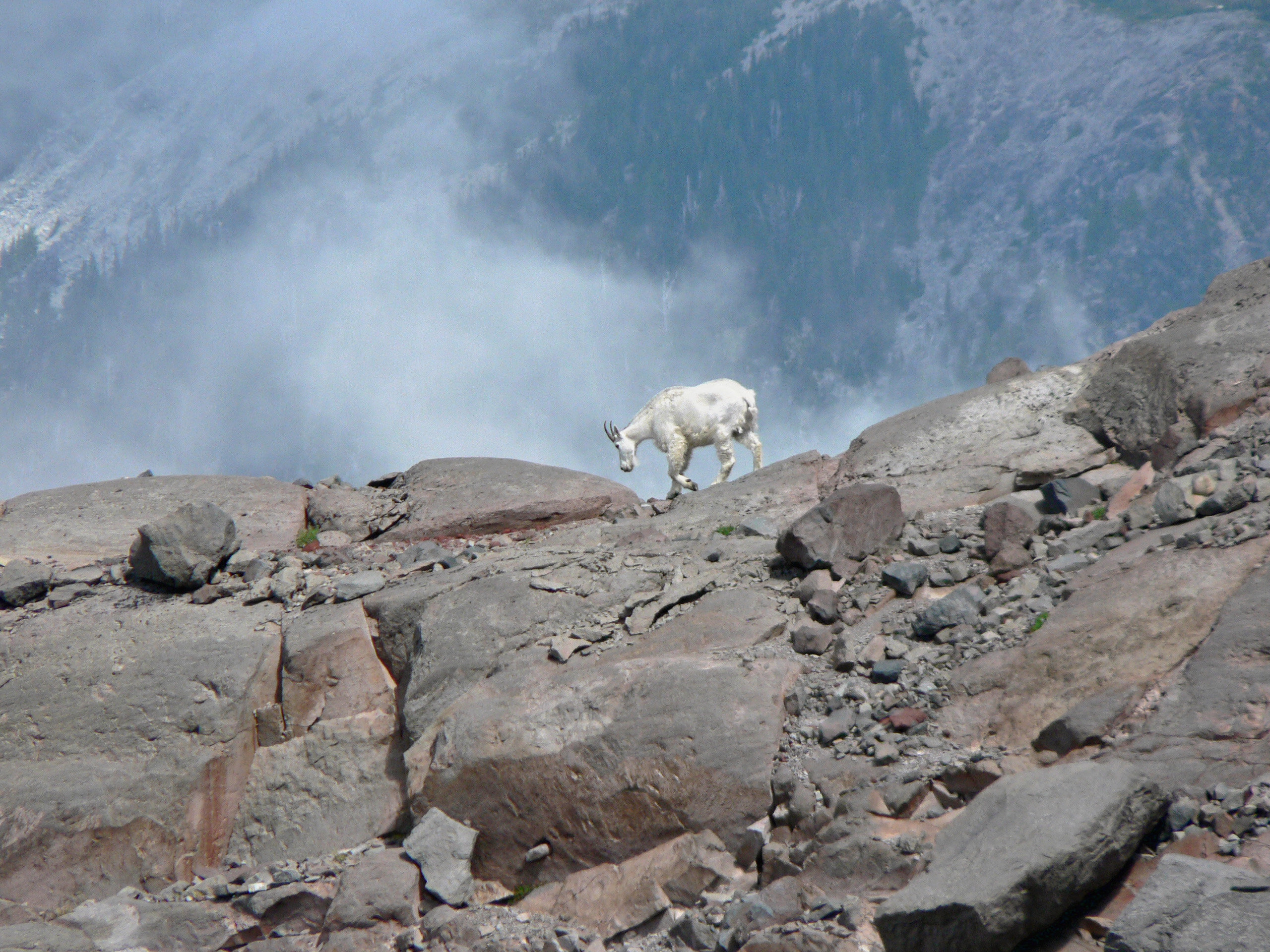
Capra delle nevi nel parco nazionale del monte Rainier
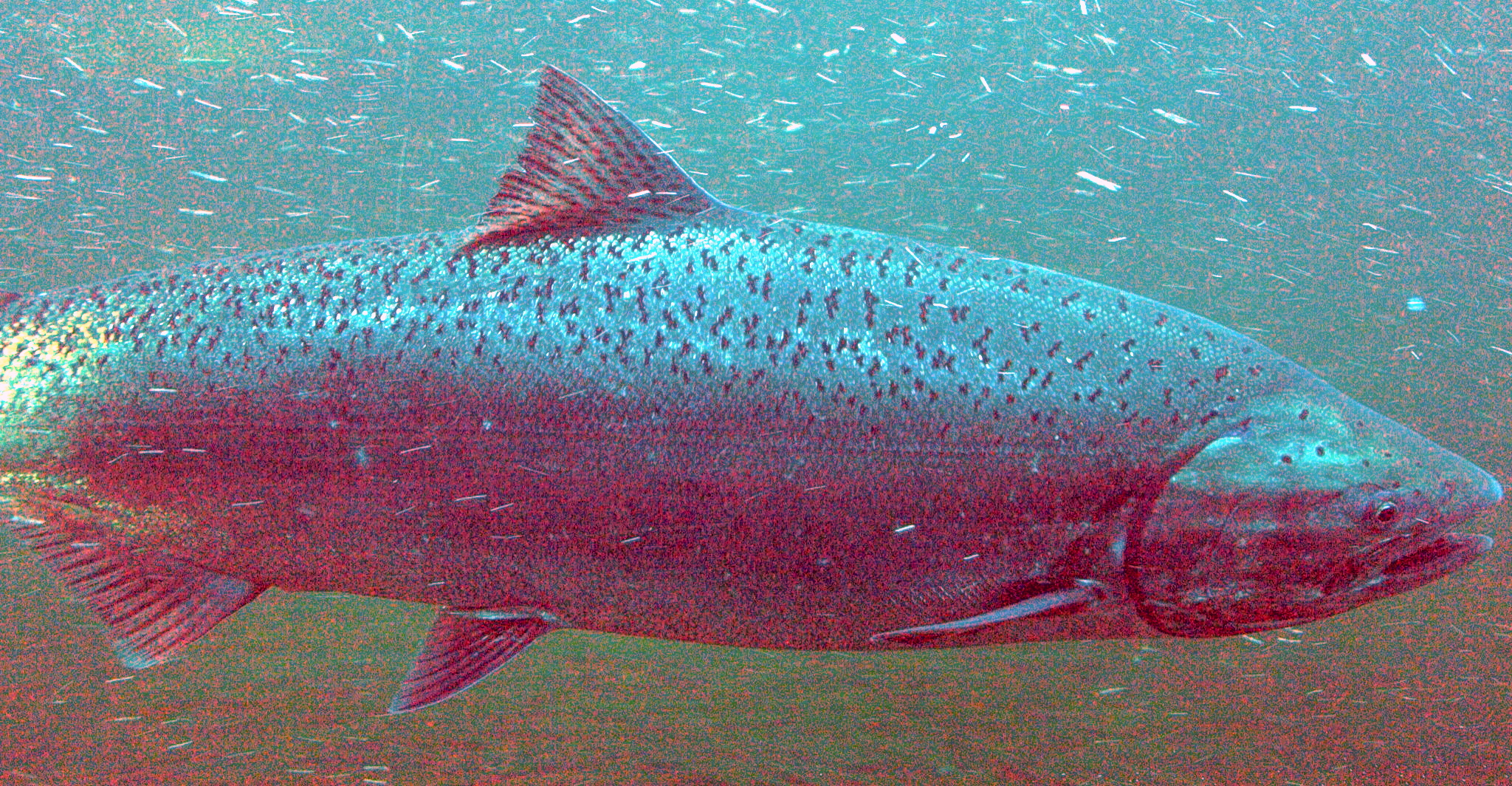
Salmone reale (Oncorhynchus tshawytscha) in un fiume locale
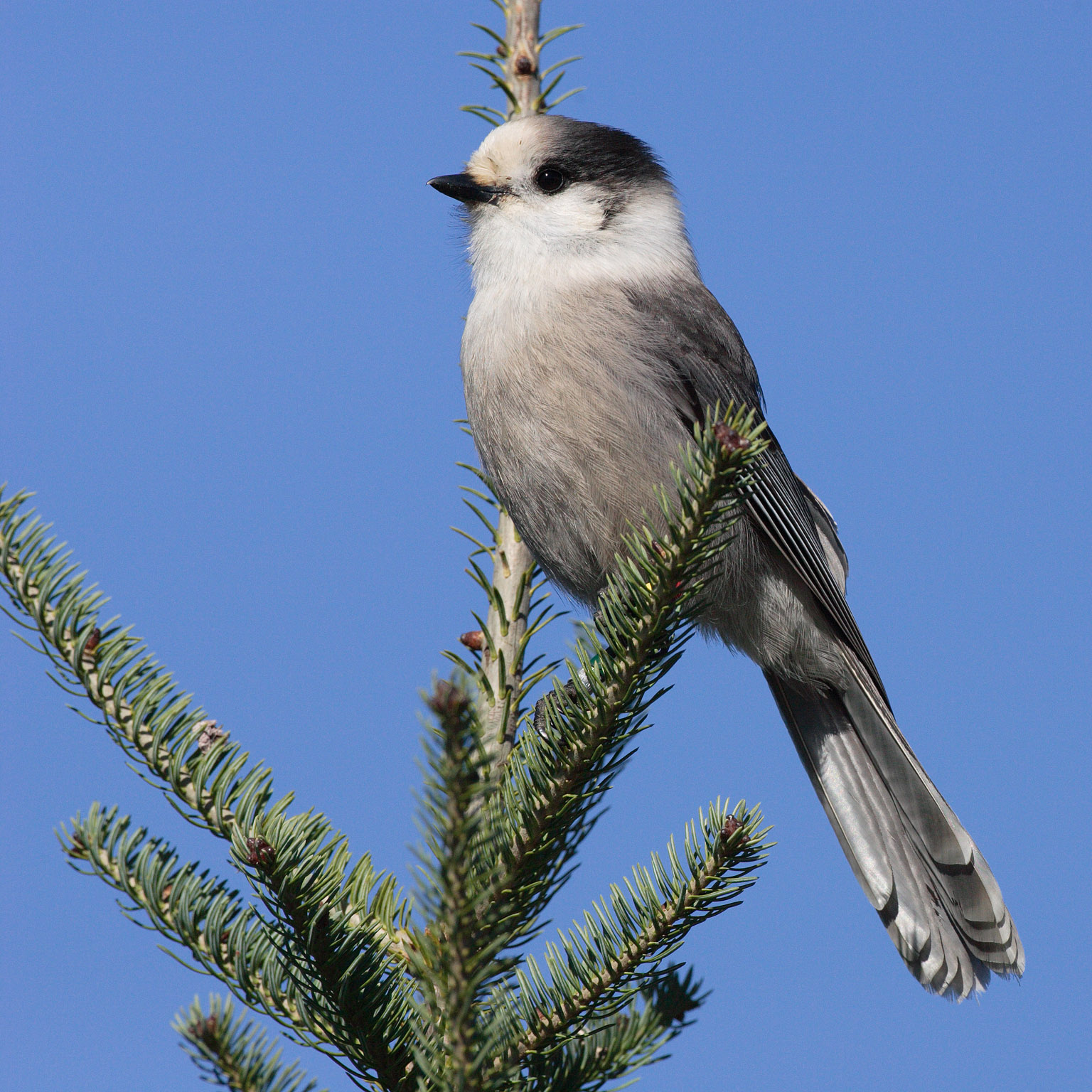
Ghiandaia grigia canadese (Perisoreus canadensis)

Valli e zone pedemontane delle Cascate Occidentali (4a)
Questa ecoregione (in inglese Western Cascades Lowlands and Valleys) è costituita da ripidi pendii e profonde vallate alle pendici occidentali delle Cascate. L'altitudine varia da 200 a 1 200 metri: il suo clima mite e umido favorisce foreste rigogliose composte da tsughe occidentali (Tsuga heterophylla) e l'abete di Douglas (Pseudotsuga menziesii), insieme ai vari cedro rosso del Pacifico (Thuja plicata), acero dalle foglie larghe (Acer macrophyllum), ontano rosso (Alnus rubra), acero della vite (Acer circinatum), Gaultheria willon, specie del genere Rhododendron, Mahonia aquifolium), specie del genere Gaylussacia, Rubus parviflorus, Polystichum munitum, specie del genere Oxalis e Corylus. La regione, la più grande delle Cascate con 10114 km² in Oregon e 6208 nello stato di Washington. sta sperimentando un intenso disboscamento.
Altopiani delle Cascate Occidentali (4b)
Questa ecoregione (Western Cascades Montane Highlands) è caratterizzata da ripidi pendii e aspre montagne intervallate da grandi ruscelli e laghi glaciali. Le rocce, composte principalmente da basalto del Miocene, sono più antiche ed erose rispetto al livello dell'altopiano e dei coni vulcanici a est. L'altitudine varia da 900 a 2000 m e il clima è più freddo e nevoso in inverno che nelle valli e nelle zone pedemontane a ovest. I suoli hanno un regime di temperatura gelido o critico, con forti precipitazioni che favoriscono lo sviluppo delle foreste dominate da pini dell'Oregon, tsughe del Pacifico, Tsuga mertensiana, abeti nobili (Abies procera), abeti delle rocce (Abies lasiocarpa), abeti bianchi americani (Abies grandis), abeti amabili (Abies amabilis), ontani rossi e tassi del Pacifico (Taxus brevifolia), nonché, nel sottobosco, aceri della vite, specie del genere Rhododendrum, agrifogli Mahonia e vari generi di bacche. In tale zona lo sfruttamento delle foreste ha un notevole impatto, nonostante esse forniscano l'habitat ideale di varie specie. Quest'ecoregione copre 7068 km² in Oregon e 4734 km² nel Washington.
Foreste montane delle creste delle Cascate (4c)
Questa ecoregione (Cascade Crest Montane Forest) consiste in un altopiano collinare costellato da butte e da coni vulcanici che salgono a 2000 m di altitudine. Il vulcanismo del Pliocene con le sue andesiti ha ricoperto le rocce precedenti, ma un altro segno evidente è stato lasciato dalle glaciazioni del Pleistocene, le quali hanno permesso la formazione di laghi glaciali al centro dell'altopiano. Corsi d'acqua secondari e tortuosi attraversano questo terreno parzialmente ghiacciato, nei pressi dei quali si sviluppano vaste foreste di tsughe occidentali, abeti amabili, con abete di Vancouver, abete nobile, abeti delle rocce, pini dell'Oregon, pecci di Engelmann (Picea engelmannii) e pini contorti (Pinus contorta). Nel sottobosco si rintracciano aceri e rododendri, ma anche fiori di montagna il cui nome scientifico è Xerophyllum tenax, la linnea boreale (Linnaea borealis) e bacche di Gaultheria (Gaultheria procumbens). Le praterie d'alta quota ospitano Salix herbacea, il migliarino maggiore (Deschampsia cespitosa) e specie del genere Cyperaceae. L'ecoregione copre 4944 km² in Oregon e 803 nel Washington, procedendo lungo le creste delle High Cascades con un'enclave intorno al vulcano Newberry, a sud di Bend.
Livelli alpini e subalpini delle Cascate (4d)
Questa ecoregione (Cascades Subalpine/Alpine) comprende alcune delle più alte vette vulcaniche innevate delle Cascate, che svettano oltre i 2000 m di altitudine, al di sopra dei prati di alta montagna, dei circhi e dei laghi glaciali. Le glaciazioni del Pleistocene rimodellarono fortemente il paesaggio e lasciarono delle morene e delle valli a forma di U. Le dimensioni dei ghiacciai e dei nevai aumentano man mano che si spostano verso nord. La vegetazione è adattata a queste condizioni di altitudine, freddo e neve. Alcuni esemplari di tsuga mertensiana, abete delle rocce e pino dalla corteccia bianca (Pinus albicaulis) punteggiano i prati subalpini composti da piante erbacee e arbusti al livello della linea degli alberi. Carex breweri, Carex eteroneura, Carex nigra e astri alpini (Aster alpinus) prosperano nei pressi dei bacini idrici stagnanti. I lupini, i gigli, gli astri, i phlox, i rododendri e i digitali risultano le piante da fiore maggiormente comuni. Questa ecoregione copre 857 km² in Oregon e 1005 nel Washington intorno al monte Rainier, all'Adams, all'Hood, al Jefferson, alle Three Sisters, al Bachelor, al Diamond Peak, al monte Scott e al McLoughlin.
Foreste di alta montagna delle Cascate Meridionali (4e)
Questa ecoregione (High Southern Cascades Montane Forest) è costituita da un altopiano vulcanico collinoso e ghiacciato, con l'eccezione di colline e coni vulcanici isolati, tra 1200 m e 2500 m di altitudine. I suoli con un regime di temperatura freddo favoriscono lo sviluppo di foreste miste di conifere, che vedono la presenza la tsuga mertensiana, il pino contorto e l'abete amabile. L'abete di Vancouver, del Colorado (Abies concolor) e quello rosso della California (Abies magnifica) sono più comuni nel sud e nell'est. Il pino della corteccia bianca si trova in quota. La copertura vegetale è composta da specie dei generi Luzula, Lupinus e  Pyrola, oltre a Chimaphila umbellata nelle foreste ed Eriogonum pyrolifolium, Polygonum newberryi e Carex breweri nelle praterie alte. Si estende per 2370 km² nell'Oregon meridionale e comprende le regioni inferiori del parco nazionale del lago Crater.
Cascate meridionali (4f, 4g)
Questa ecoregione (Southern Cascades) è posizionata ad altitudini inferiori (400-1600 m) e meno accidentate di quelle che la circondano; i suoi pendii risultano infatti meno ripidi e le valli più ampie. La vegetazione riflette la lunga siccità estiva e i suoli in regime di temperatura mesica. La portata dei fiumi è significativamente inferiore rispetto al resto delle Cascate e, in tale zona, la tsuga occidentale e il cedro rosso del Pacifico lasciano gradualmente il posto, man mano che ci si spinge verso meridione, a piante diffuse in Sierra Nevada come il cedro della California (Calocedrus decurrens), l'abete del Colorado, l'abete rosso e il pino di Lambert (Pinus lambertiana) nonché, nel sottobosco, specie del genere Symphoricarpos, linee boreali, agrifogli, specie dei generi Amelanchier e Crysolepis e l'Holodiscus discolor. A basse altitudini dominano il pino di Oregon e il pino giallo (Pinus ponderosa). Questa ecoregione copre 3662 km² nell'Oregon meridionale e parti dei bacini dell'Umpqua meridionale e del Rogue.

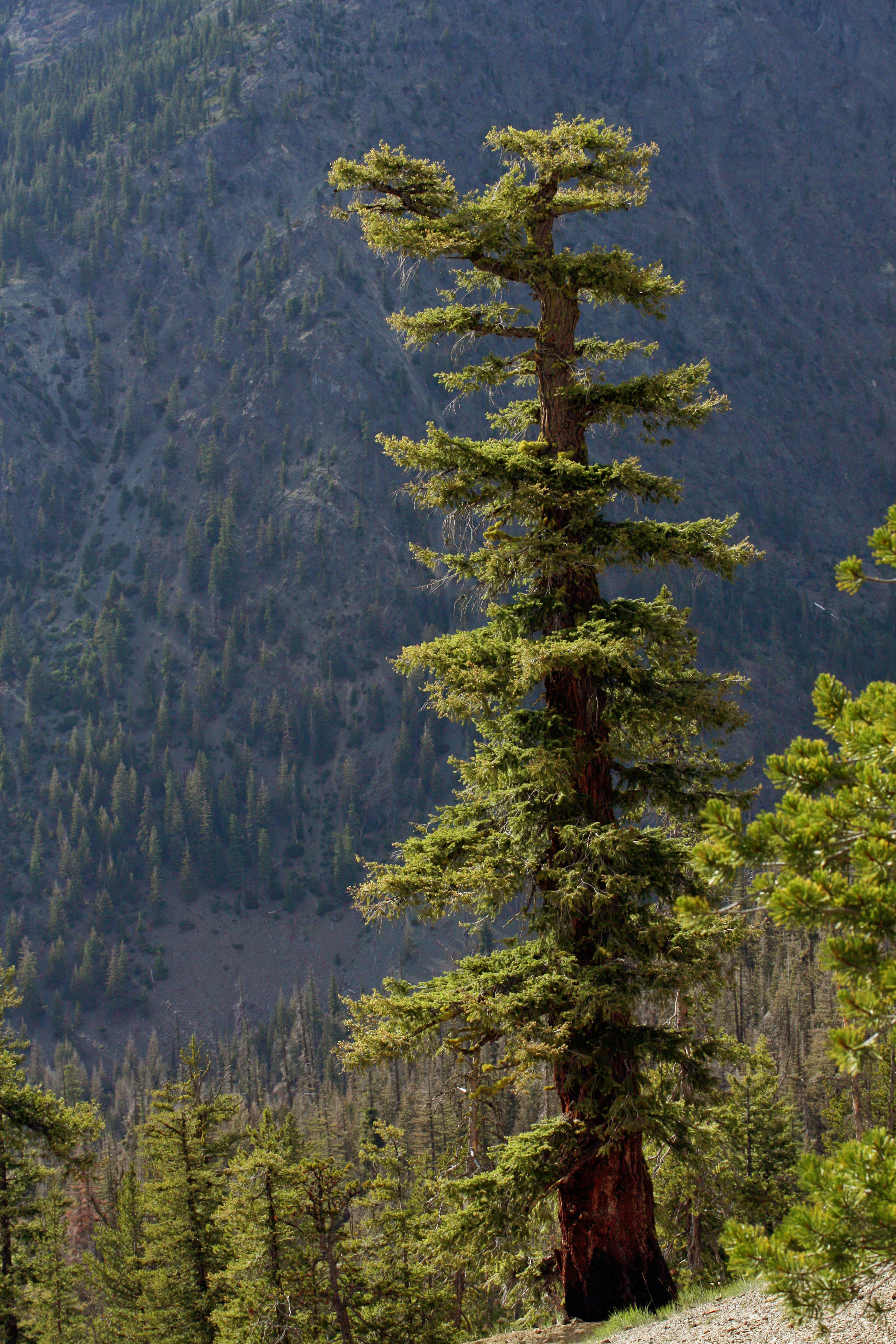
Pino dell'Oregon sui monti Wenatchee
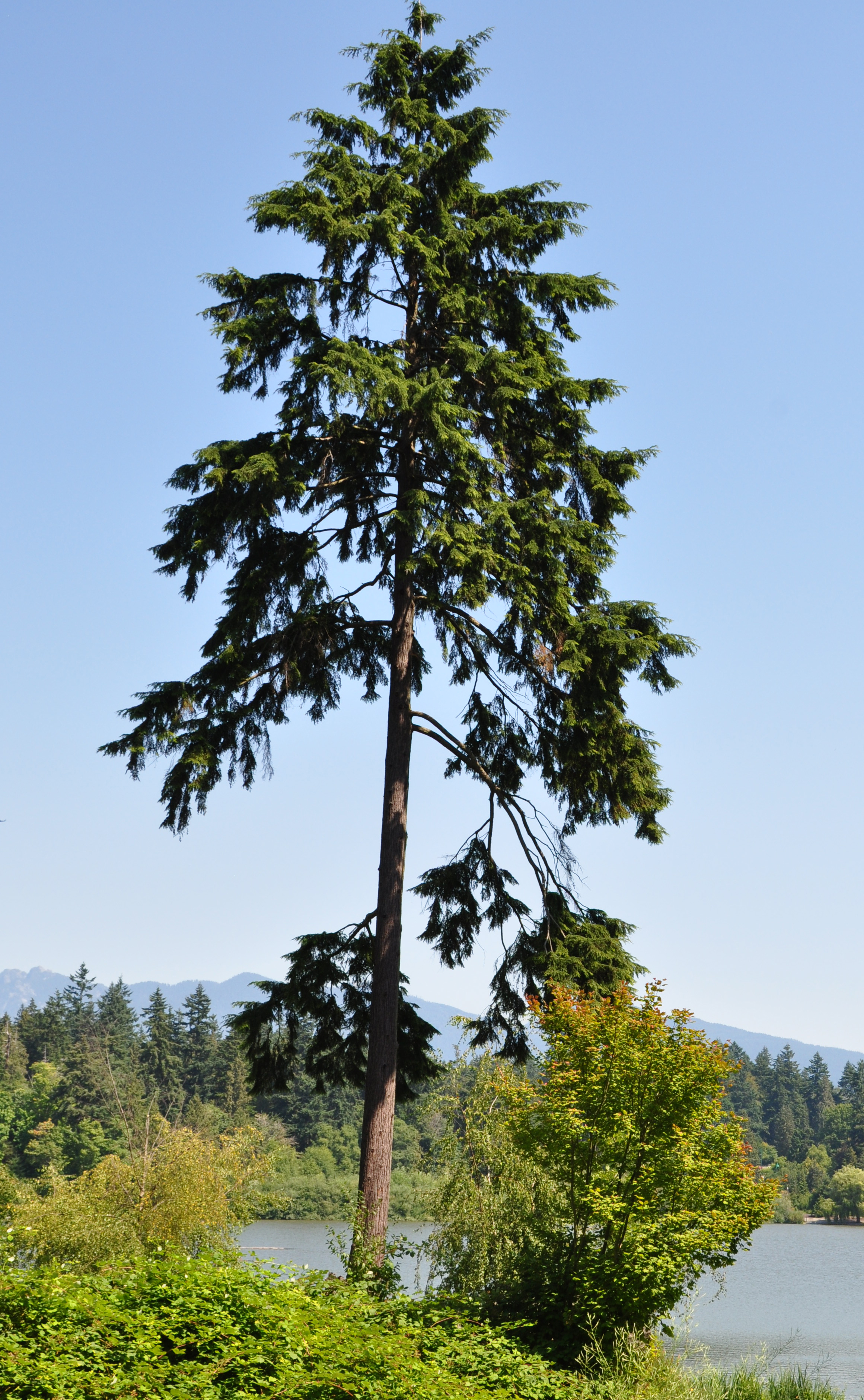
Tsuga occidentale nella Columbia Britannica
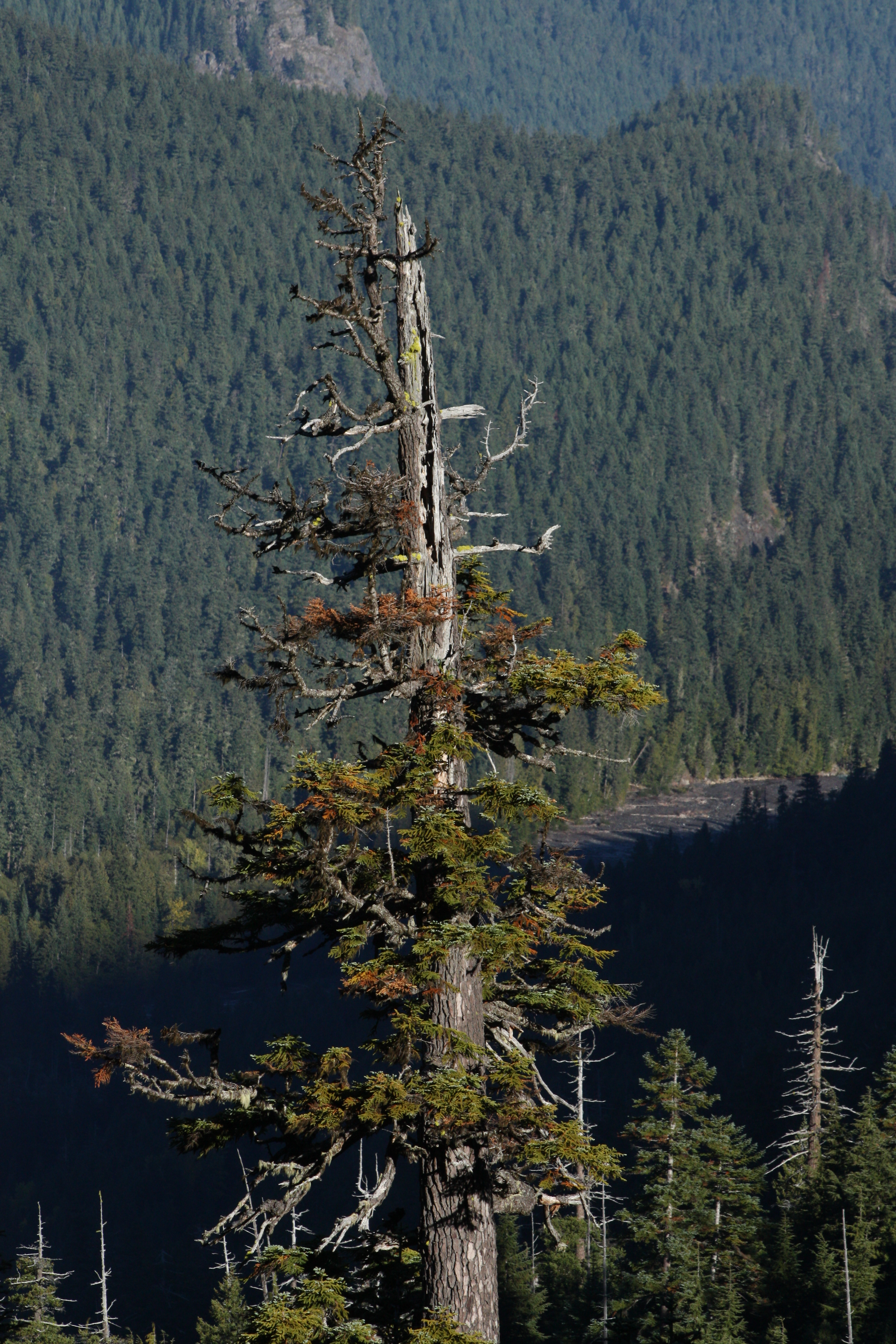
Esemplare secolare di abete nobile nel parco nazionale del Monte Rainier
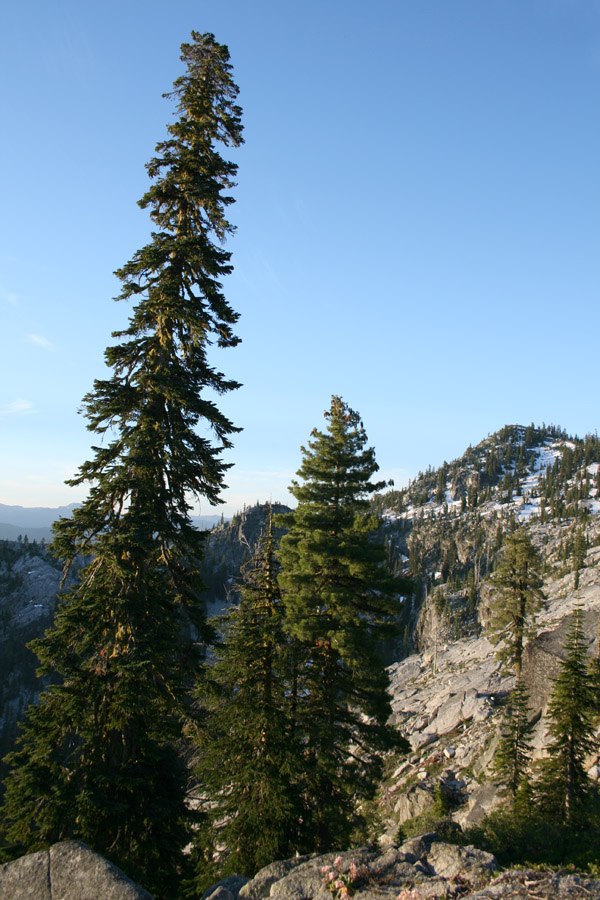
Abete amabile nei monti Siskiyou

#### Ecoregione dei versanti orientali e pedemontane delle Cascate

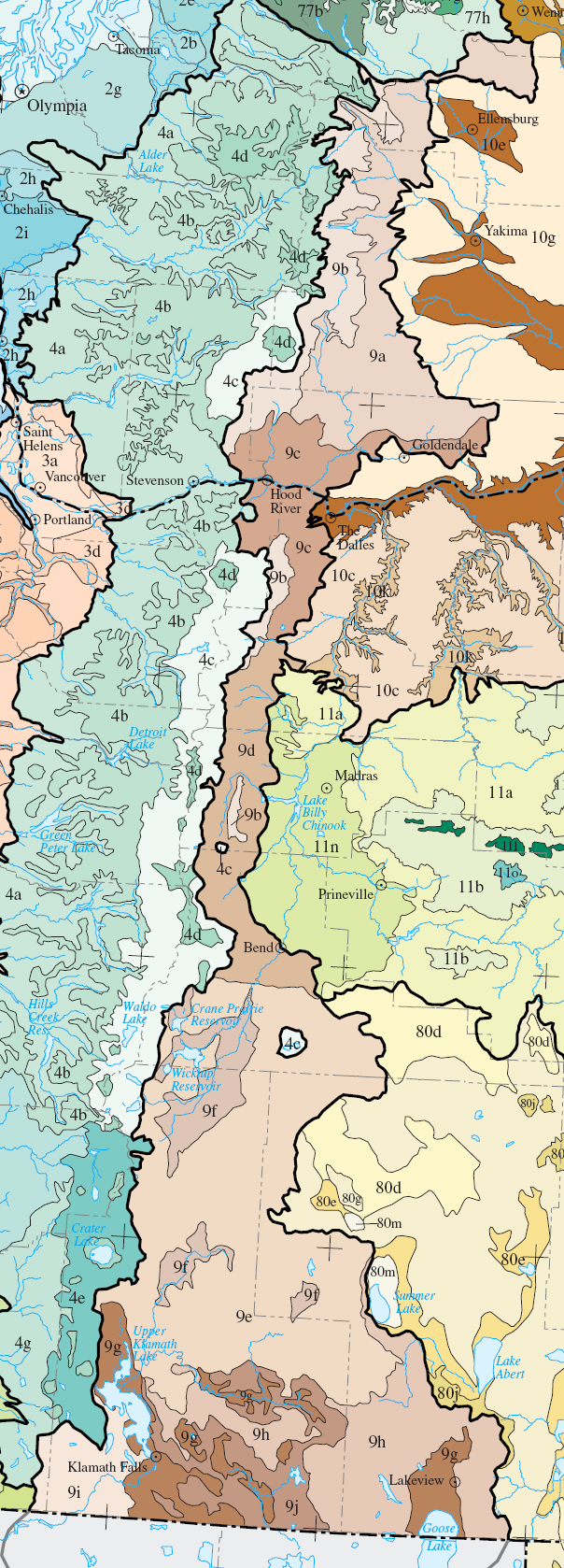
Mappa delle ecoregioni di livello IV nelle aree orientali e pedemontane delle Cascate (livello III, in sfumature di marrone)

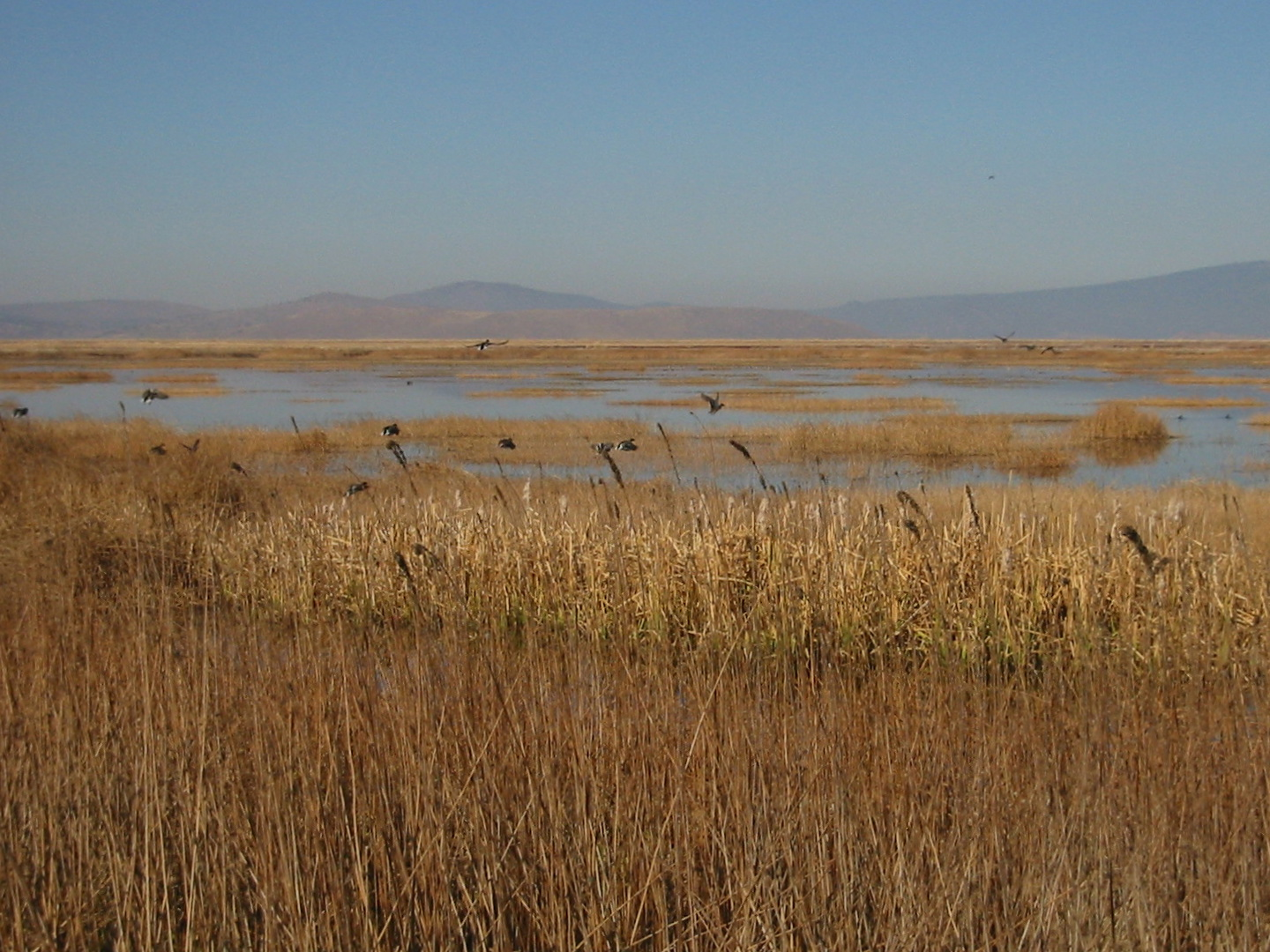
Riserva faunistica nazionale del basso Klamath

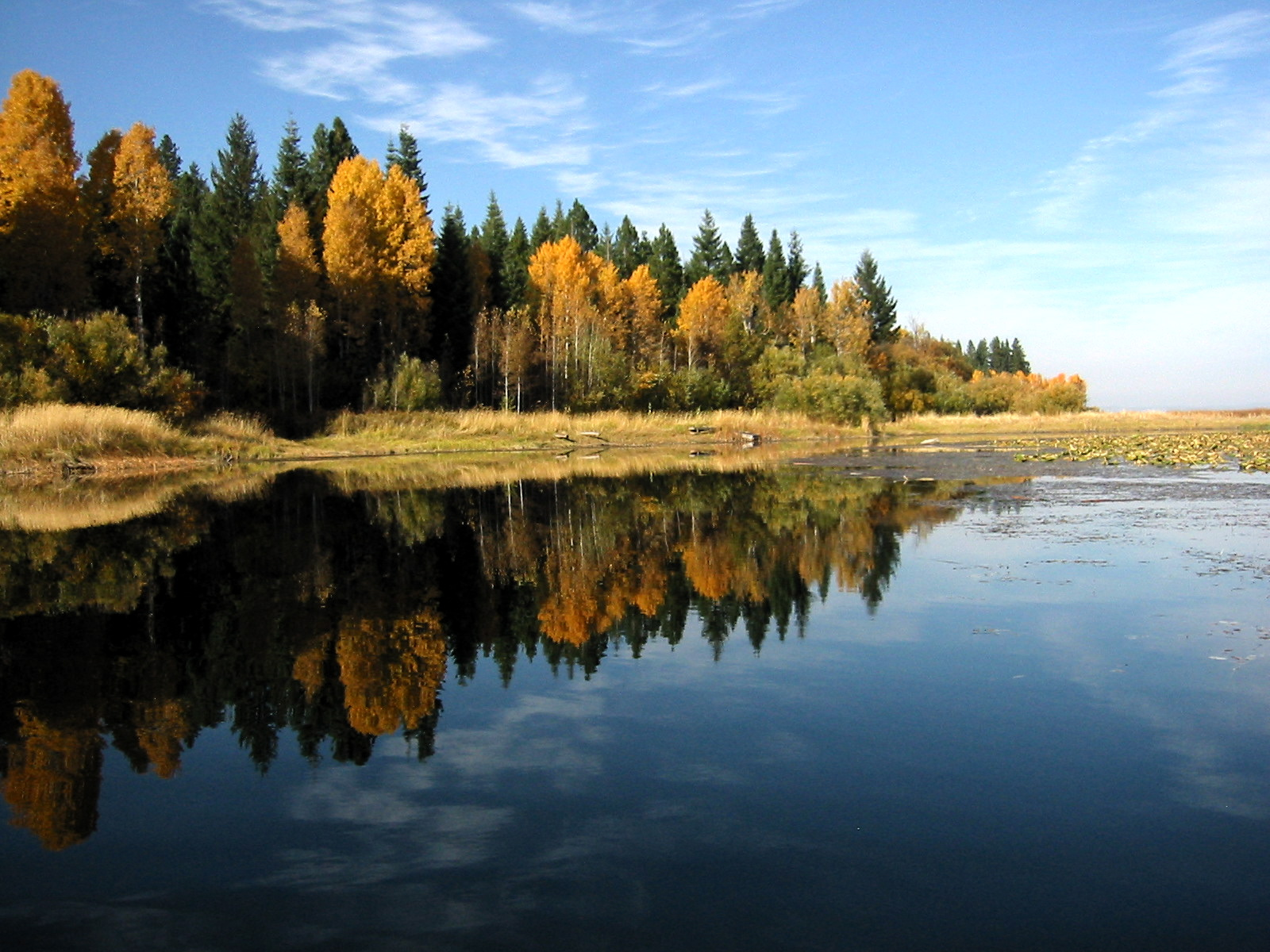
Il lago Klamath Superiore. Si scorgono sulle rive esemplari di pioppi tremuli, pini gialli e abeti del Colorado

L'ecoregione dei versanti orientali e pedemontani delle Cascate, corrispondente alla sezione delle High Cascades situata nell'ombra pluviometrica della catena, è quella soggetta a maggiori escursioni termiche. Il clima è quindi più continentale di quello del versante occidentale e ciò consente la proliferazione di numerose macchie verdi composte da pini gialli e pini contorti. La zona, altamente esposta al rischio di incendi boschivi, si estende negli stati di Washington, Oregon e California e comprende numerosi coni e butte vulcanici.
Tra i mammiferi figurano insettivori come il toporagno errante (Sorex vagrans), il toporagno comune (Sorex palustris) e la talpa toporagno (Neurotrichus gibbsii). I chirotteri sono rappresentati dal vespertilio bruno (Myotis lucifugus) e dal serotino bruno (Eptesicus fuscus). Quali carnivori si segnalano l'orso nero (Ursus americanus), la donnola dalla coda lunga (Mustela frenata), il coyote (Canis latrans) e la volpe rossa (Vulpes vulpes), mentre i grandi erbivori svariano in estrema sintesi dal wapiti di Roosevelt (Cervus canadensis roosevelti) al cervo mulo (Odocoileus hemionus), inclusa la sua sottospecie columbianus, ovvero il cervo dalla coda nera colombiano. L'antilocapra (Antilocapra americana) è un esemplare ben adattatosi alla bassa vegetazione tipica dell'altopiano di pomici. Ad ogni modo, sono i piccoli mammiferi a fare da padrone tra la fauna locale, figurando per esempio la marmotta dal ventre giallo (Marmota flaviventris), il chipmunk del pino giallo (Tamias amoenus), il glaucomio del nord (Glaucomys sabrinus) e la lepre scarpa da neve (Lepus americanus).
Le zone ripariali forniscono l'habitat ideale al crociere comune (Loxia curvirostra). In generale, paludi, laghi, bacini idrici, foreste umide, corsi d'acqua consentono la migrazione di vari uccelli acquatici: si pensi al piro-piro pettorossiccio maggiore (Limnodromus scolopaceus), il quale predilige il bacino fluviale del Klamath.
Il Deschutes, che disegna il confine orientale delle Cascate in Oregon, e gli affluenti di questo ospitano la trota iridea; la trota europea (Salmo trutta), introdotta dal Vecchio Mondo, costituisce una minaccia alle specie autoctone, avendo colonizzato alcuni dei loro habitat naturali.
Gli anfibi vivono nelle zone umide e tra di essi si annoverano la salamandra nordoccidentale (Ambystoma gracile), localizzata a nord-ovest del parco, la salamandra tigre (Ambystoma tigrinum), il tritone dalla pelle ruvida (Taricha granulosa), Ensatina eschscholtzii oregonensis, la rana con la coda (Ascaphus truei), il rospo boreale (Bufo boreas boreas), la raganella del Pacifico (Hyla regilla) e la rana delle Cascate (Rana cascadae).
Come rettili figurano la lucertola salvia (Sceloporus graciosus graciosus), Phrynosoma douglassii douglassii, la lucertola alligatore boreale (Gerrhonotus coeruleus) e il serpente giarrettiera (Thamnophis sirtalis fitchi).

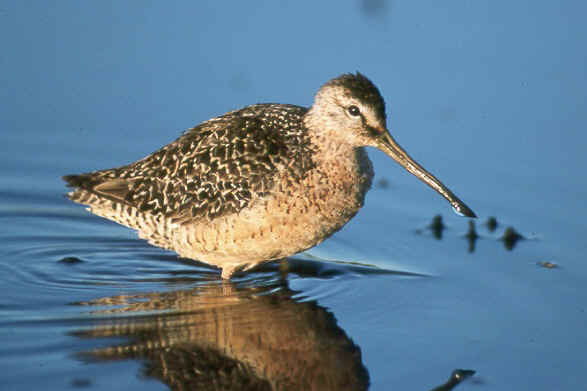
Piro-piro pettorossiccio maggiore nel bacino del fiume Klamath
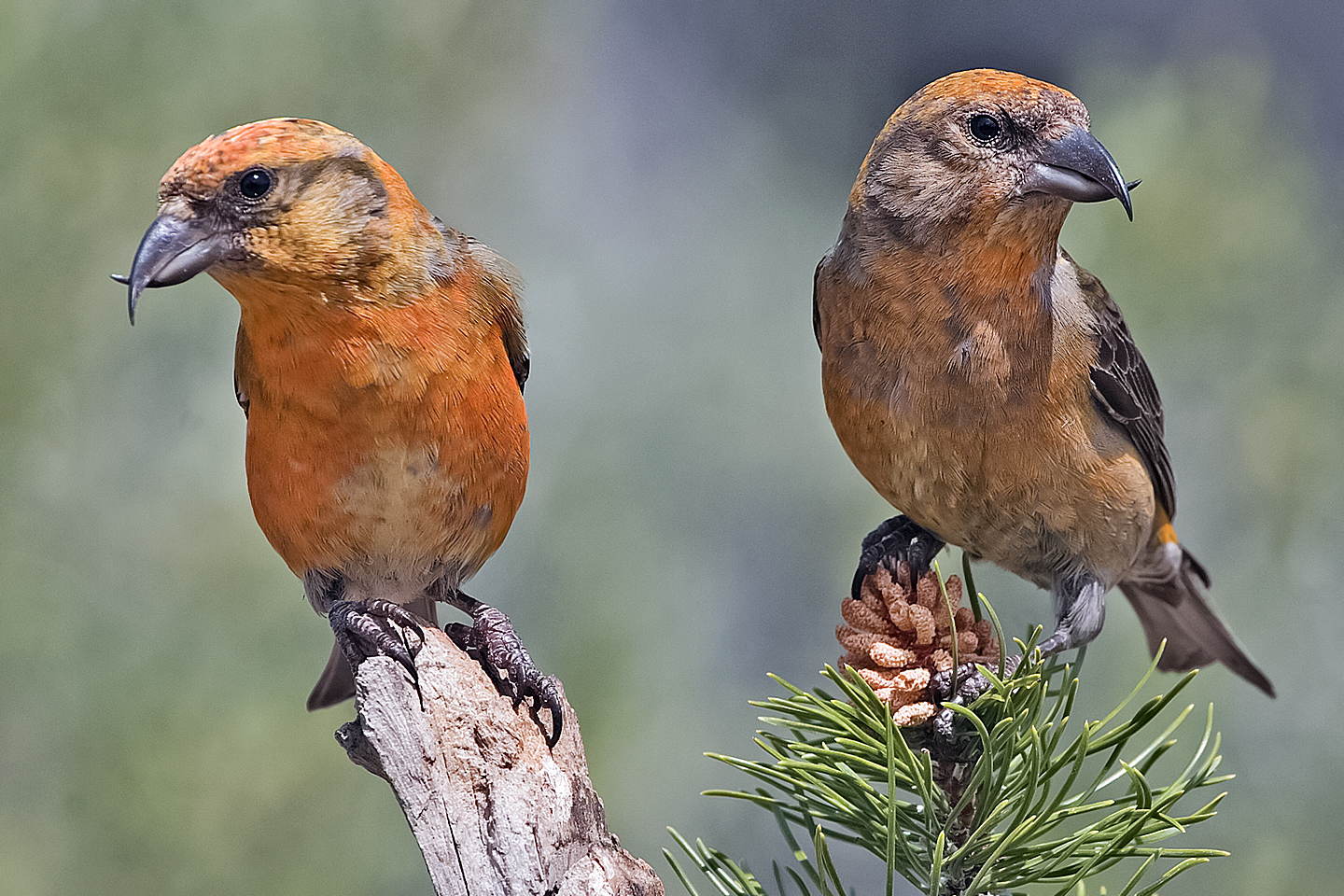
Crociere comune nella foresta nazionale di Deschutes
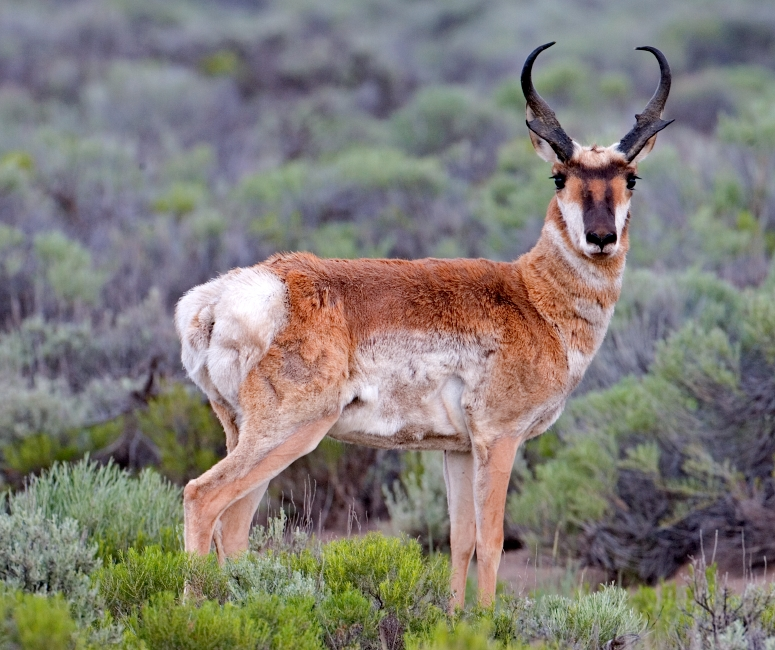
Antilocapra
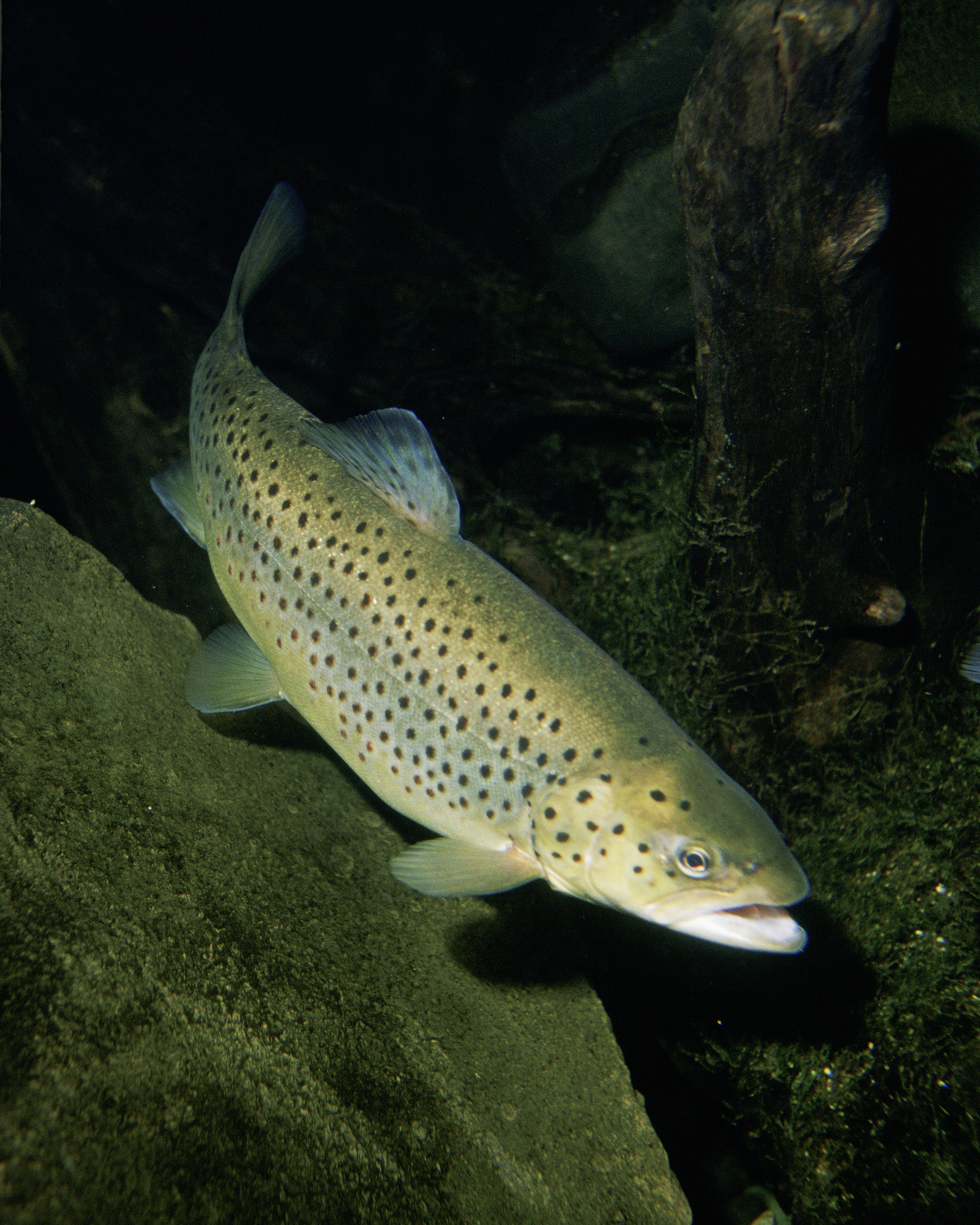
Trota

Altopiano di Yakima e le sue pendici (9a)
Questa ecoregione (Yakima Plateau and Slopes) è composta da altopiani, butte e canyon le cui rocce basaltiche vengono intervallate da grandi torrenti che scorrono in frequenti cascate, soprattutto al sud. L'altitudine varia da 750 a 1500 m: il clima continentale secco permette la crescita di pini gialli e piante del genere Purshia, con la presenza di pini dell'Oregon e querce di Garry (Quercus garryana). Gli incendi boschivi affliggono spesso tale porzione della catena, che copre 4644 km² nello stato di Washington, principalmente in terre abitate in passato dagli Yakama.
Bosco misto di abeti di Vancouver (9b)
Questa ecoregione (Grand Fir Mixed Forest) è caratterizzata da altopiani ghiacciati, montagne e canyon con importanti corsi d'acqua, oltre ad ospitare diversi laghi glaciali. L'altitudine varia da 650 a 1800 m. Le temperature rigide e il clima continentale nevoso consentono lo sviluppo sia degli abeti di Vancouver che di pini dell'Oregon, con la presenza di pini gialli e larici occidentali. Nel sottobosco si rintracciano Acer circinatum, specie del genere Corylus e Symphoricarpos e Holodiscus discolor. Estesa per 2103 km² nel Washington e 420 nell'Oregon, la zona comprende a est dei monti Rainier, Adams e Hood, oltre che sul Black Butte.
Querce e conifere pedemontane (9c)
Questa ecoregione (Oak/Conifer Foothills) è relativamente bassa e secca e supporta la più grande biodiversità della parte orientale delle Cascate. Composta da zone pedemontane, basse montagne, altipiani e valli che si estendono tra i 150 e i 1050 m di altitudine, le influenze del clima oceanico giungono attraverso la gola del Columbia, moderando l'impatto di quello continentale. Di conseguenza, l'ecosistema condivide le peculiarità dell'Oregon orientale e occidentale. La regione è inoltre caratterizzata rispettivamente dalla presenza di querce di Garry e pini gialli da un lato e da quella dei pini dell'Oregon e tsughe occidentali dall'altro. Nel sottobosco si rintracciano Festuca idahoensis, Pseudoroegneria spicata, Purshia tridentata, Mahonia, nocciole e specie del genere Symphoricarpos. Risultano un'eccezione le praterie e il territorio, in gran parte privato, sottoposto alla selvicoltura, frutticoltura, orticoltura e zootecnia. Tale ecoregione si estende per 1458 km² nel Washington e 1194 km² in Oregon, lungo il bacino del Columbia.
Foreste di pini gialli e di tsughe (9d)
Tale ecoregione (Ponderosa Pine/Bitterbrush Woodland), collocata tra i 700 e i 1600 m, è dominata da altipiani vulcanici e canyon in fondo ai quali scorrono fiumi di media lunghezza e dimensione. L'idrogeologia vulcanica, condizionata inevitabilmente dalle ceneri del monte Mazama, garantisce un deflusso permanente ai fiumi e un buon drenaggio dei suoli, anche durante i mesi freddi. Le pinete dominano i paesaggi locali, salvo patire talvolta alcuni roghi. A bassa quota, gli arbusti di medio fusto costituiscono un'importante fonte di cibo per i cervidi durante l'inverno. Su quote elevate si rintracciano Arctostaphylos patula e specie del genere Symphoricarpos, mentre le aree ripariali ospitano ontani bianchi (Alnus incana), varianti di corniolo (Cornus) e salici (Salix), nonché piante della famiglia delle ciperacee. La superficie totale dell'ecoregione ammonta a 2 789 chilometri quadrati in Oregon, compresi a est del monte Jefferson, del Three Fingered Jack e delle Three Sisters.

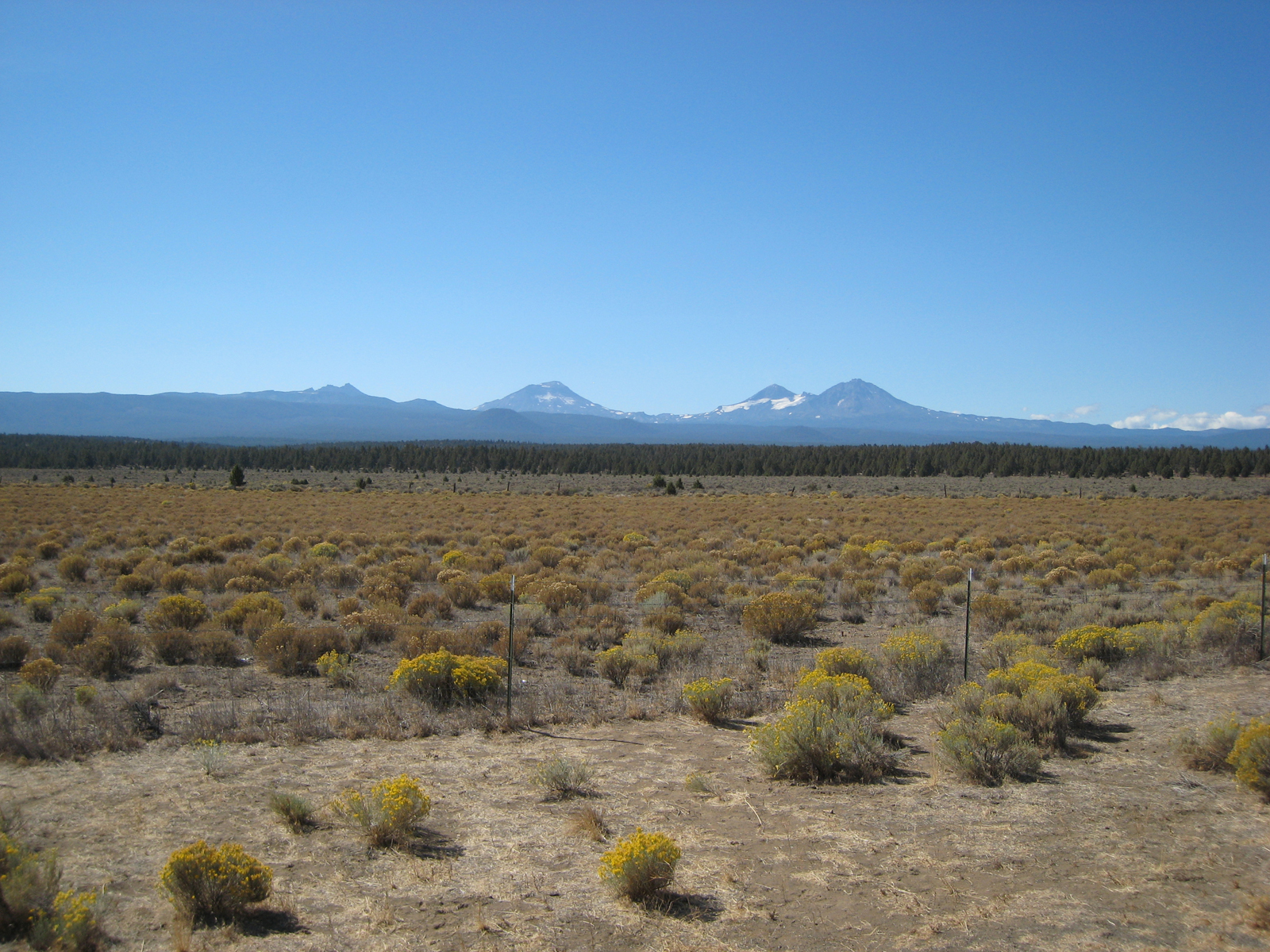
Veduta dell'altopiano di pomici verso i vulcani della catena a ovest

Altopiano di pomici (9e)
Questa ecoregione (Pumice Plateau) è un alto altopiano vulcanico tipicamente coperto da spessi depositi di cenere e pomici dal Monte Mazama. L'altitudine varia da 1300 a 2500 m. I suoli sono altamente permeabili e dunque, poiché non riescono a trattenere l'umidità, sono soggetti a siccità e alimentati solo in modo intermittente da piccoli ruscelli e paludi che si formano in primavera: si possono percepire temperature basse in ogni mese dell'anno. Le foreste di pini gialli ricoprono i pendii, mentre gli abeti del Colorado prediligono altitudini più elevate. Le depressioni più fredde, dove i depositi di pomice risultano maggiormente spessi, vedono la presenza di pini contorti e, su suoli diversi, di diversi arbusti. Le zone ripariali offrono l'habitat perfetto per gli ontani bianchi, i cornioli e i salici, nonché pioppi tremuli (Populus tremuloides). In virtù dei suoi 10971 km² di estensione, l'altopiano rappresenta la maggiore ecoregione delle pendici orientali e delle colline pedemontane delle Cascate tra Bend e Klamath Falls in Oregon.
Bacini freddi e umidi dell'altopiano di pomici (9f)
Questa ecoregione (Cold Wet Plateau Basins) comprende le paludi del fiume Sycan e del fiume Klamath, che sono circondate dall'altopiano di pomici ma presentano vegetazione e topografia differenti, nonché La Pine. Situati tra 1250 e 1600 m in elevazione, i bacini "intrappolano" le masse d'aria fredda durante l'inverno, determinando temperature minime assai fredde. A causa della presenza di falde freatiche per il grosso dell'anno, i suoli risultano più umidi che sull'altopiano. Il bacino di La Pine poggia su fitti depositi lacustri da cui sgorgano falde acquifere alimentate da ghiacciai sciolti. In zona, si rintracciano pini contorti e, nelle aree umide, salici e pioppi tremanti. I pini gialli, sparsi un po' ovunque, sono presenti nei terreni più asciutti. Le paludi dei fiumi Sycan e Klamath hanno una tipica vegetazione di praterie umide, tra cui lische lacustri (Scirpus lacustris acutus) e migliarini maggiori (Canche cespiteuse). L'ecoregione si sviluppa su 1686 km² in Oregon.
Bacini caldi e umidi dei laghi Klamath e Goose (9g)
Sebbene questa ecoregione (Klamath/Goose Lake Warm Wet Basins) sia la più arida dell'intera parte orientale delle Cascate, ospita tuttavia delle golene, un terrazzo fluviale e un lago pluviale. L'altitudine varia da 1200 a 1650 metri. Specie di Leymus, Poa ed Elymus ricoprivano una volta questi bacini, salvo poi scomparire dopo il drenaggio messo in atto per favorire la realizzazione di aree urbane o idonee alla pastura e all'orticoltura. Arbusti e graminacee dominano pressoché incontrastate il paesaggio, lasciando spazio a giunchi nei pressi delle paludi. Per salvaguardare la biodiversità locale, sono state istituite alcune riserve naturali, in particolare nell'interesse di esemplari ornitologici e ittici presenti intorno al bacino del fiume Klamath. Vasta 2691 km², l'ecoregione si sviluppa nelle contee di Klamath e Lake in Oregon; le aree contigue della California non sono ancora state mappate.
Foresta di pini e abeti Fremont (9h)
Questa ecoregione (Fremont Pine/Fir Forest) è costituita da rilievi relativamente ripidi e altopiani che raramente superano la linea degli alberi (1500-2450 m). A differenza dell'altopiano di pomici, dove i suoli originali sono stati profondamente sepolti sotto la cenere, in loco essi sono situati a pochi metri di profondità e vengono bagnati da laghetti, alcuni laghi glaciali, numerose cascate e torrenti. A causa del clima continentale e della varietà dei terreni, la vegetazione si presenta in maniera molto varia. Il pino giallo e il ginepro occidentale (Juniperus occidentalis) riescono a crescere solo a bassa quota, mentre l'abete del Colorado, il pino di Lambert, il pino dalla corteccia bianca, il pino contorto e il calocedro si trovano ad altitudini elevate e sui pendii settentrionali. Le specie dei generi Symphoricarpos, Arnica e Poa, unite alla purshia tridentata e a Carex inops costituiscono il sottobosco locale. L'estensione dell'ecoregione, localizzata in Oregon, risulta pari a 4330 km²; le aree contigue della California non sono ancora state mappate.
Pendici delle Cascate meridionali (9i)
Questa ecoregione (Southern Cascades Slope), compresa tra i 1000 e i 1900 metri di elevazione sul livello del mare, funge da zona di transizione tra le pendici occidentali e orientali della catena, con alture moderatamente ripide. Le precipitazioni sono significative e consentono la proliferazione di foreste di pini gialli. L'abete del Colorado, l'abete rosso della California, il pino dell'Oregon e il cedro gigante crescono senza alcun problema ad alta quota. Nel sottobosco, si rintracciano varianti di festuche (quella occidentalis risulta la più comune), purshia tridentata, Carex rossii, specie del genere Symphoricarpos e Castanopsis chrysophylla. Questa ecoregione copre 1334 km² in Oregon, perlopiù intorno al bacino del fiume Klamath; le aree contigue della California non sono ancora state mappate.
Foreste di ginepri di Klamath (9j)
Questa ecoregione (Klamath Juniper Woodland) è costituita da colline e scarpate ricoperte da boschi tra i 1350 e i 1900 m s.l.m.. La precipitazione media annua è compresa tra i 300 e i 500 mm. Il ginepro occidentale cresce in terreni poco profondi e rocciosi, dove vive l'artemisia tridentata, specie del genere Purshia ed arbusti quali la Poa flagellata. Diverse piante tipiche delle steppe arbustive sono piuttosto insolite nell'Oregon orientale: tra queste, si pensi a Wyethia mollis, Prunus subcordata e Cercocarpus betuloides). Gli arbusti forniscono un habitat importante per la fauna selvatica, alimentando gli erbivori e rendendo più affollate le vicinanze dei fiumi, alcuni dei quali vengono sfruttati per l'irrigazione dei campi coltivati. L'ecoregione si spande per 2031 km² in Oregon, a sud di Klamath Falls, nel bacino del fiume Lost; le aree contigue della California non sono ancora state mappate.

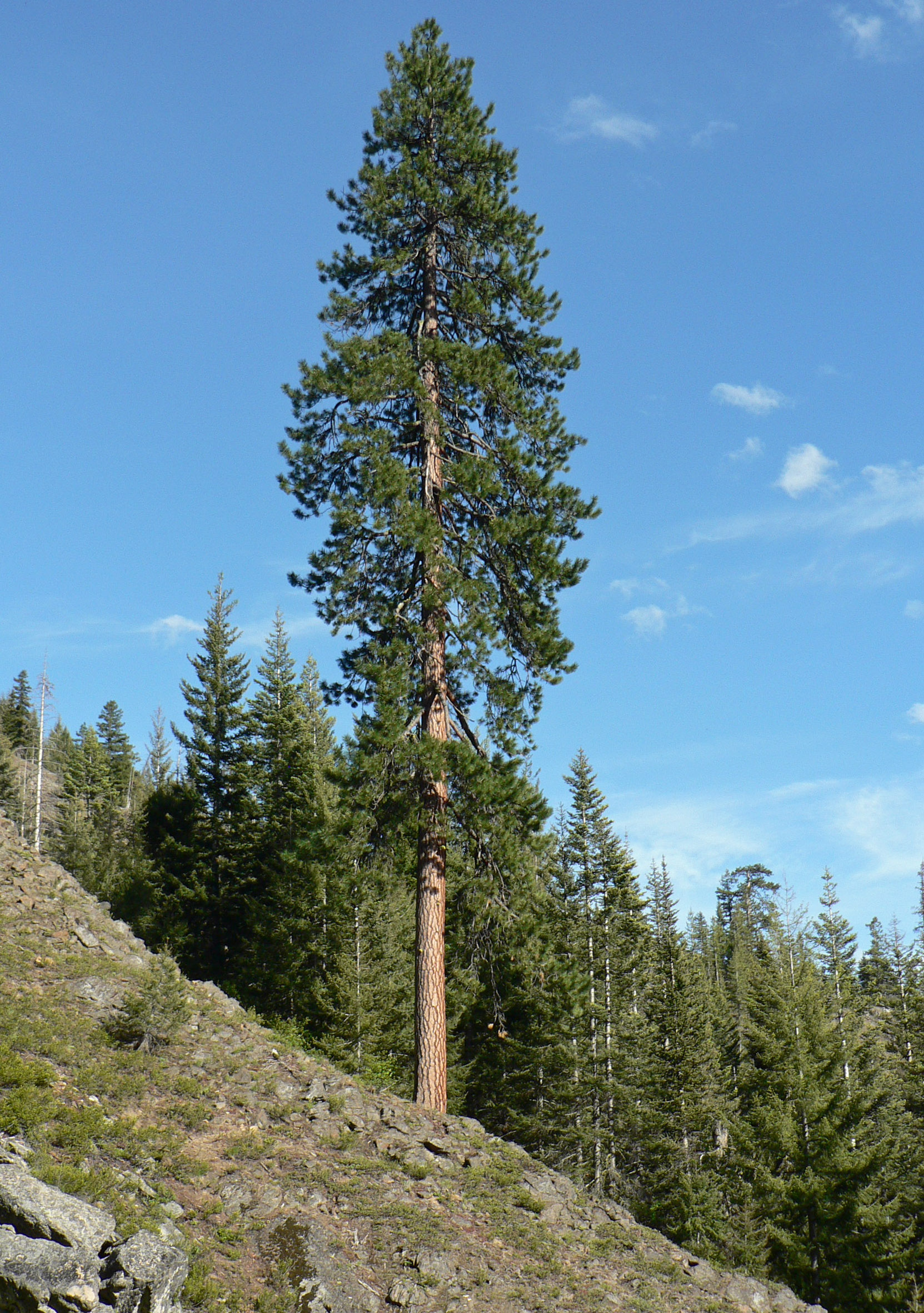
Pino giallo nella foresta nazionale di Wenatchee
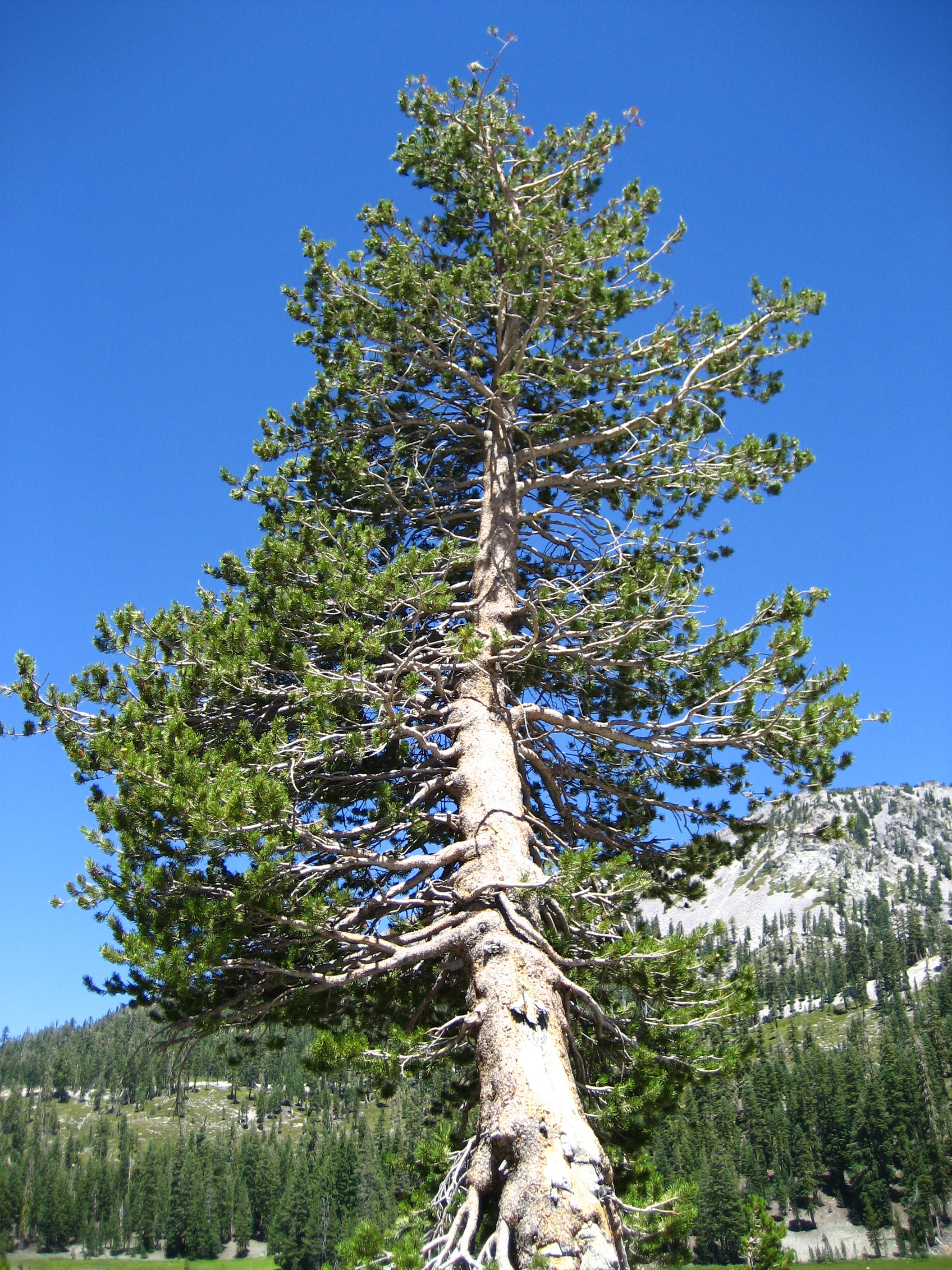
Pino contorto nel parco nazionale vulcanico di Lassen
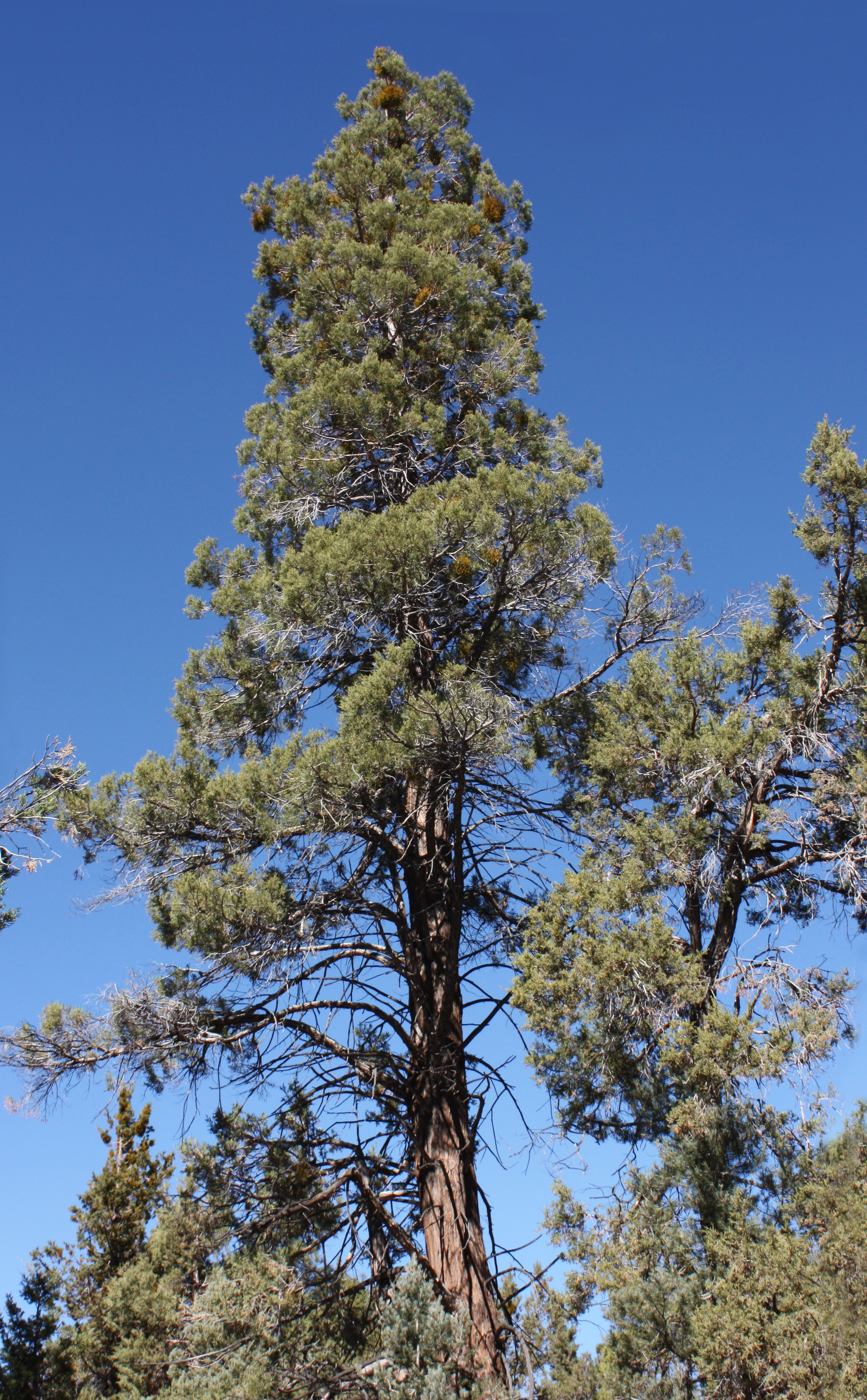
Calocedro nella California settentrionale
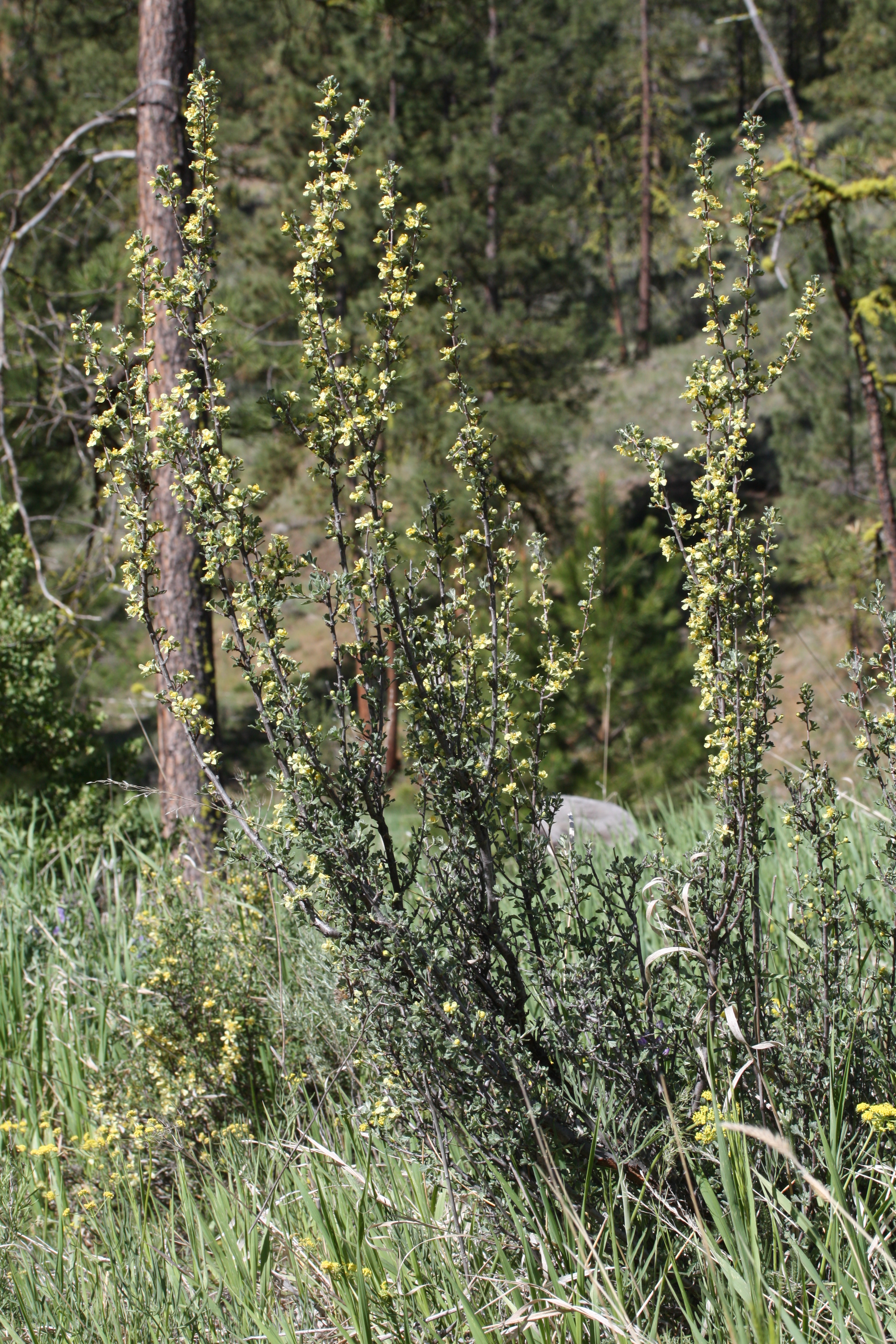
Purshia tridentata

#### Ecoregione delle North Cascades

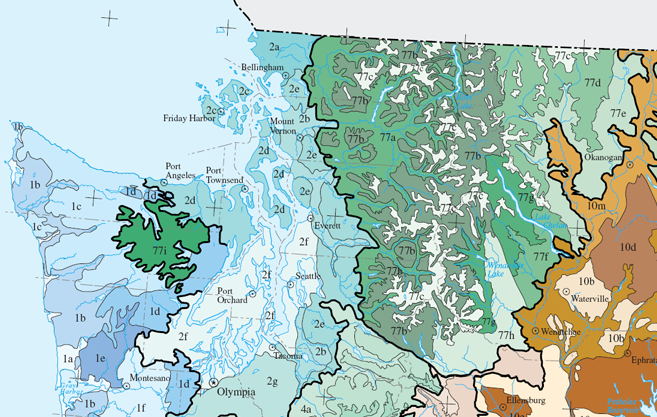
Mappa delle ecoregioni di livello IV nell'ecoregione di North Cascades (livello III con sfumature di verde)

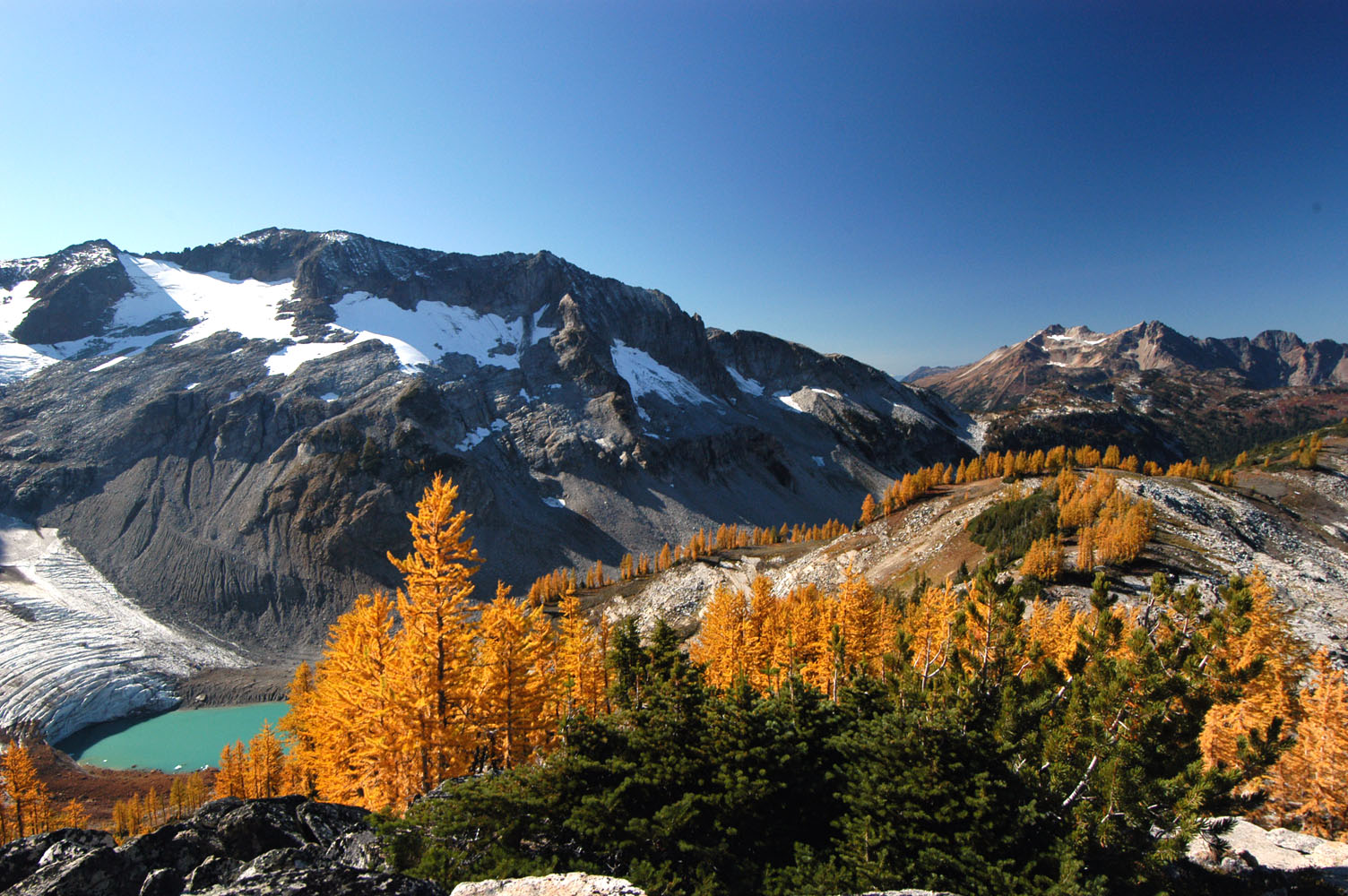
Paesaggi boscosi della riserva naturale di Glacier Peak

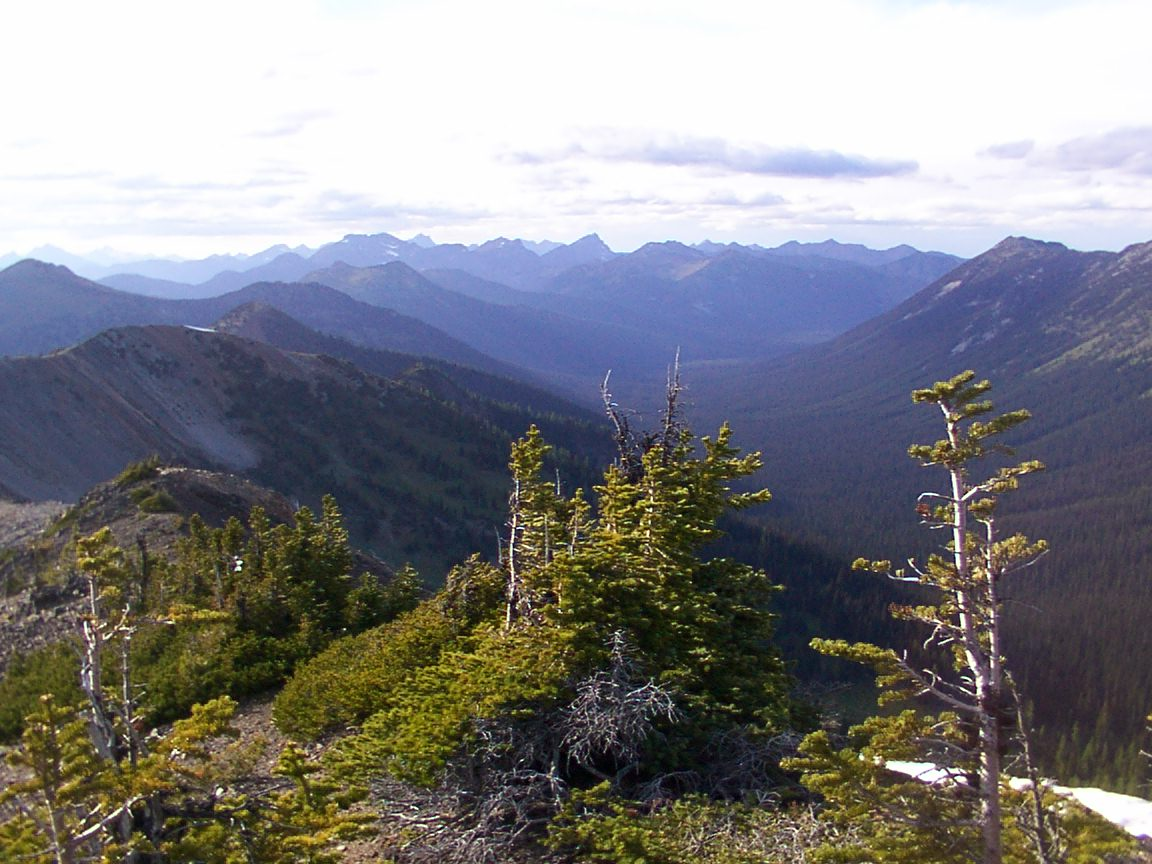
Paesaggio nella riserva naturale di Pasayten

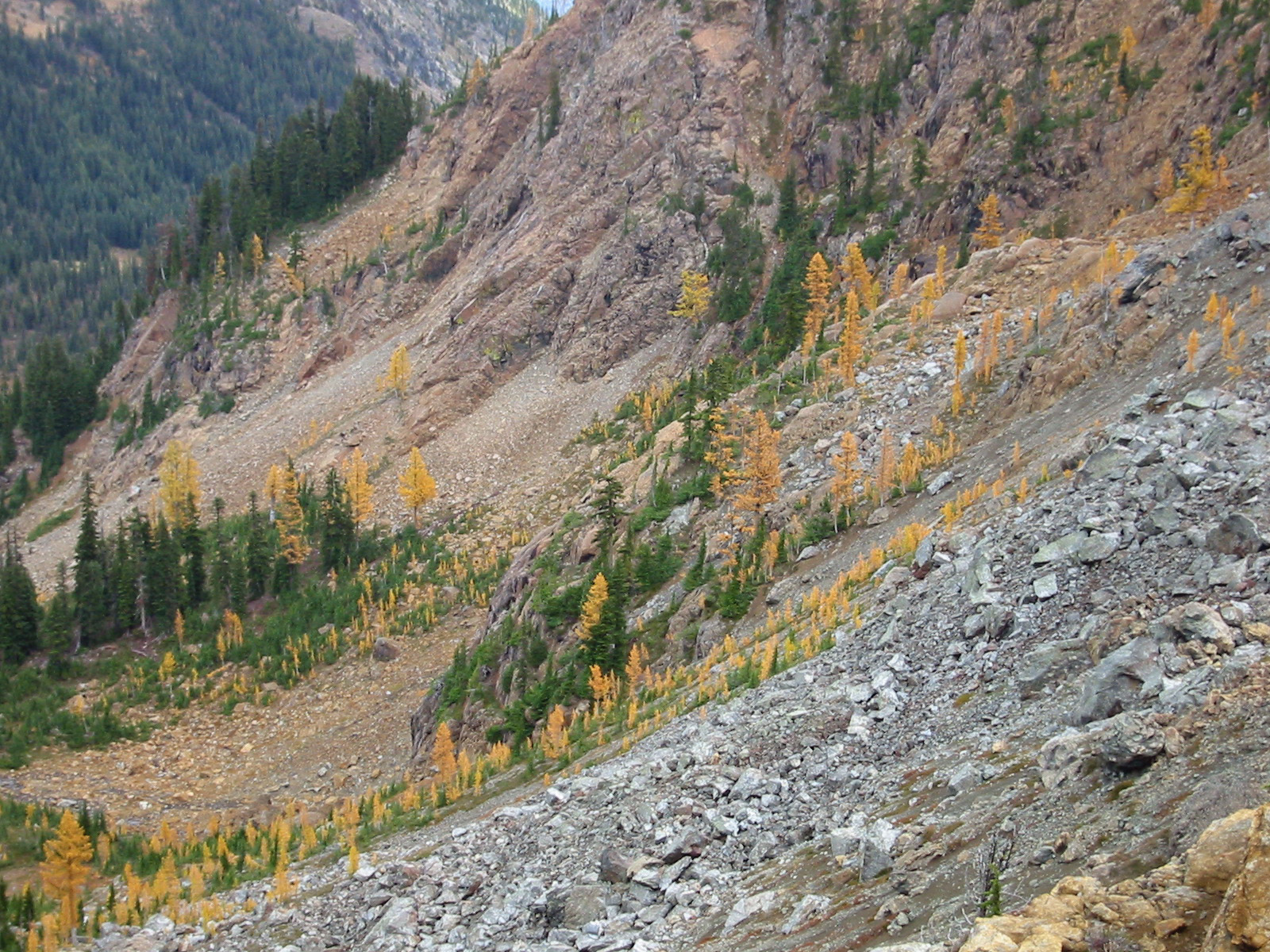
I monti Wenatchee

L'ecoregione delle North Cascades accorpa il gruppo montuoso più settentrionale della catena, a cui si aggiungono i più alti rilievi dei monti Olympic (High Olympics, 77i). Il massiccio è composto principalmente da cime alte e brulle, con un numero di vulcani di gran lunga inferiore rispetto a quello delle High Cascades. La concentrazione di ghiacciai è la più alta negli Stati Uniti, eccezion fatta per l'Alaska. Il clima è vario, con influenze oceaniche miti e umide a ovest e clima continentale secco a oriente. Le specie vegetali dominanti sono le conifere, nello specifico: tsuga occidentale, tsuga mertensiana, abete bianco, abete delle rocce, abete di Vancouver e pino dell'Oregon. La fauna è composta da Cervidi, Ursidi, puma, capre delle nevi, marmotte, urogalli o anche pernici bianche comuni (Lagopus muta). Questa ecoregione si estende nella Columbia Britannica e nel Washington.
I grandi erbivori sono rappresentati dalla capra delle nevi (Oreamnos americanus), dalla pecora delle Montagne Rocciose (Ovis canadensis), dall'alce (Alces americanus), dal cervo mulo (Odocoileus hemionus) e dal wapiti (Cervus canadensis). I principali predatori risultano l'orso nero (Ursus americanus), il grizzly (Ursus arctos horribilis), il lupo grigio (Canis lupus), il puma (Puma concolor), la lince canadese (Lynx canadensis) e la lince rossa (Lynx rufus). Tra i piccoli mammiferi si rintracciano il castoro americano (Castor canadensis), la martora americana (Martes americana), la lontra canadese (Lontra canadensis), l'opossum comune (Didelphis marsupialis), lo scoiattolo di Douglas (Tamiasciurus douglasii), lo scoiattolo terricolo dal mantello dorato (Spermophilus saturatus), il toporagno comune (Sorex palustris) e dodici varianti di chirotteri, tra cui il pipistrello di Yuma (Myotis yumanensis).
L'aquila di mare testabianca (Haliaeetus leucocephalus), l'urietta marmorizzata (rachyramphus marmoratus) e l'allocco macchiato (Strix occidentalis) appaiono le uniche tre specie di uccelli minacciate a livello nazionale nel parco nazionale delle North Cascades. Più della metà degli uccelli sono migratori, lasciando il parco per le aree più meridionali dall'autunno alla primavera. Nella parte occidentale del parco, ad un'altitudine inferiore a 500 m e nella foresta temperata umida vivono il già citato allocco macchiato, l'allocco barrato (Strix varia), il gufo della Virginia (Bubo virginianus), il tetraone dal collare (Bonasa umbellus), la colomba fasciata (Patagioenas fasciata), il rondone codaspinosa di Vaux (Chaetura vauxi), il picchio pileato (Dryocopus pileatus), la ghiandaia di Steller (Cyanocitta stelleri), la cincia bigia dal dorso bruno (Poecile rufescens), il fiorrancino americano (Regulus satrapa), il tordo di Swainson (Catharus ustulatus), il passero canoro (Melospiza melodia) e il carpodaco purpureo (Haemorhous purpureus). Il picchio pettorosso (Sphyrapicus ruber), la ghiandaia grigia canadese (Perisoreus canadensis) , il picchio muratore pettofulvo (Sitta canadensis), il tordo vario (Zoothera naevi) , la parula di MacGillivray (Geothlypis tolmiei), il passero di Lincoln (Melospiza lincolnii) e il crociere comune (Loxia curvirostra). Tra i 1500 m e la linea degli alberi, l'area ospita principalmente la pernice fuligginosa (Dendragapus fuliginosus), il colibrì calliope (Stellula calliope), il picchio tridattilo (Picoides tridactylus), la nocciolaia di Clark (Nucifraga columbiana), il tordo solitario di Townsend (Myadestes townsendi), il tordo eremita (Catharus guttatus), la silvia di Townsend (Dendroica townsendi), il passero volpe (Passerella iliaca) e il crociere fasciato (Loxia leucoptera). Sul piano alpino, dove gli alberi lasciano il posto all'erba, vivono la pernice coda bianca (Lagopus leucura), il corvo imperiale (Corvus corax), l'allodola golagialla (Eremophila alpestris), lo spioncello (Anthus spinoletta). All'estremità orientale e più asciutta del parco vivono l'assiolo americano occidentale (Otus kennicottii), il sopraccitato picchio muratore pigmeo, lo scricciolo delle case (Troglodytes aedon), l'uccello gatto grigio (Dumetella carolinensis) e il carpodaco di Cassin (Haemorhous cassinii).
Il fiume Skagit e i suoi affluenti ospitano la trota iridea, la trota iridea golarossa (Oncorhynchus clarkii), la trota Varden (Salvelinus malma), il prosopio di Williamson (Prosopium williamsoni). Il corso del Wenatchee è popolato dalle sopraccitate trote iridea e golarossa, il salmerino di fonte (Salvelinus fontinalis), il salmone reale e alcuni piccoli crostacei.
Diverse specie di anfibi vivono nelle zone umide delle Cascate settentrionali, tra cui la salamandra nordoccidentale (Ambystoma gracile), la salamandra tigre (Ambystoma tigrinum), la salamandra maggiore (Dicamptodon ensatus), la salamandra striata (Plethodon vehiculum), il tritone dalla pelle ruvida (Taricha granulosa), l'ensatina dell'Oregon (Ensatina eschscholtzii), il rospo boreale (Bufo boreas), la rana del Pacifico (Pseudacris regilla), la rana con la coda (Ascaphus truei), la rana aurora (Rana aurora), la rana delle Cascate (Rana cascadae), la rana maculata (Rana luteiventris) e la rana toro (Lithobates catesbeianus).
I serpenti sono rappresentati dal boa caucciù (Charina bottae), dal colubro nero (Coluber constrictor), dal crotalo verde (Crotalus viridis), dal serpente giarrettiera terricolo (Thamnophis elegans), dal serpente giarrettiera (Thamnophis sirtalis) e lucertole quali quella alligatore (Elgaria coerulea), lo sceloporo occidentale (Sceloporus occidentalis) e la lucertola dalle chiazze (Uta stansburiana). La tartaruga palustre dipinta (Chrysemys picta) è l'unica specie del suo genere attestata nel parco nazionale.
Anellidi e insetti quali rispettivamente i Mesenchytraeus e i Collembola riescono a sopravvivere anche al livello dei ghiacciai.

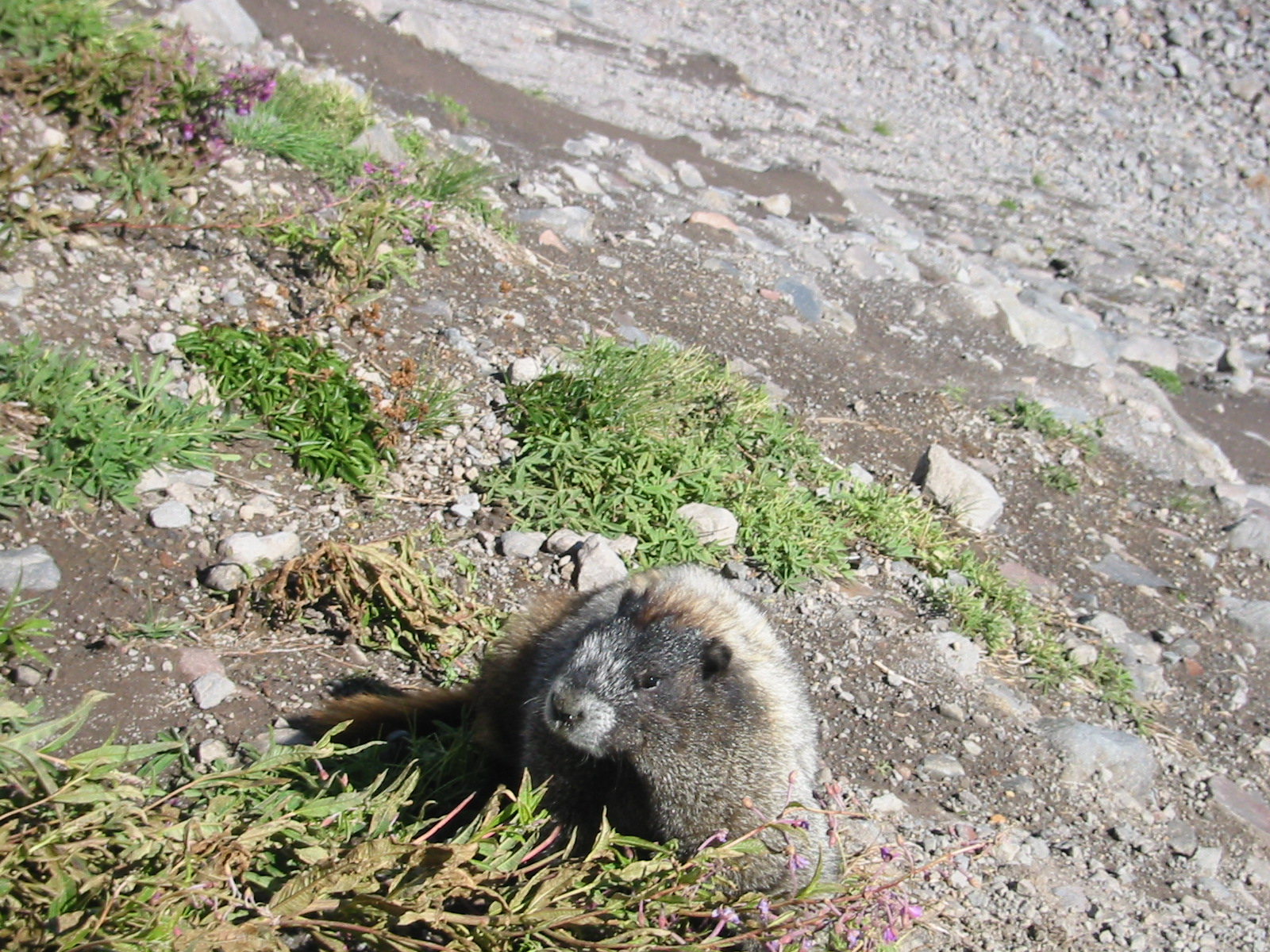
Marmotta grigia nella riserva naturale del monte Baker
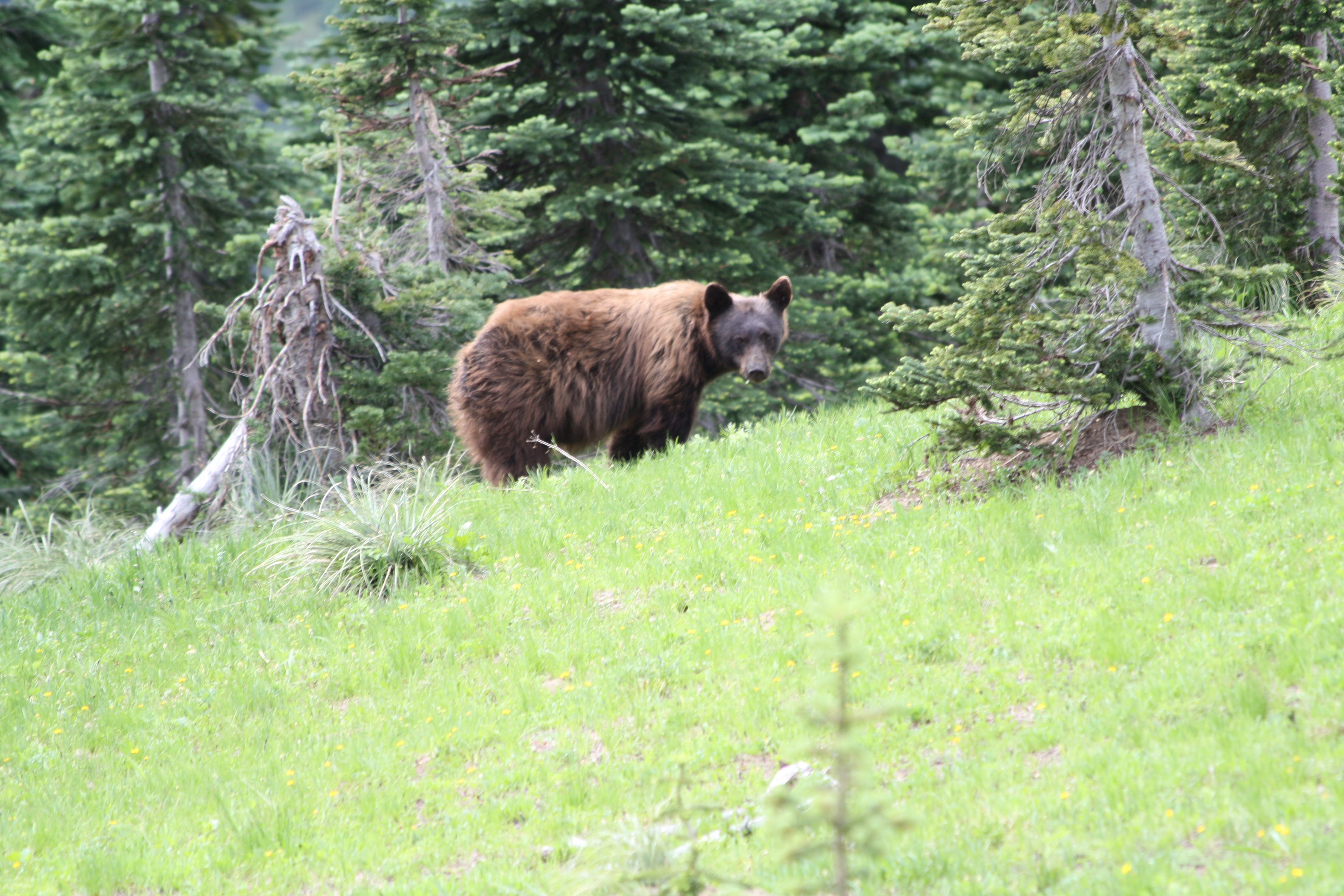
Orso nero nel parco nazionale del Monte Rainier
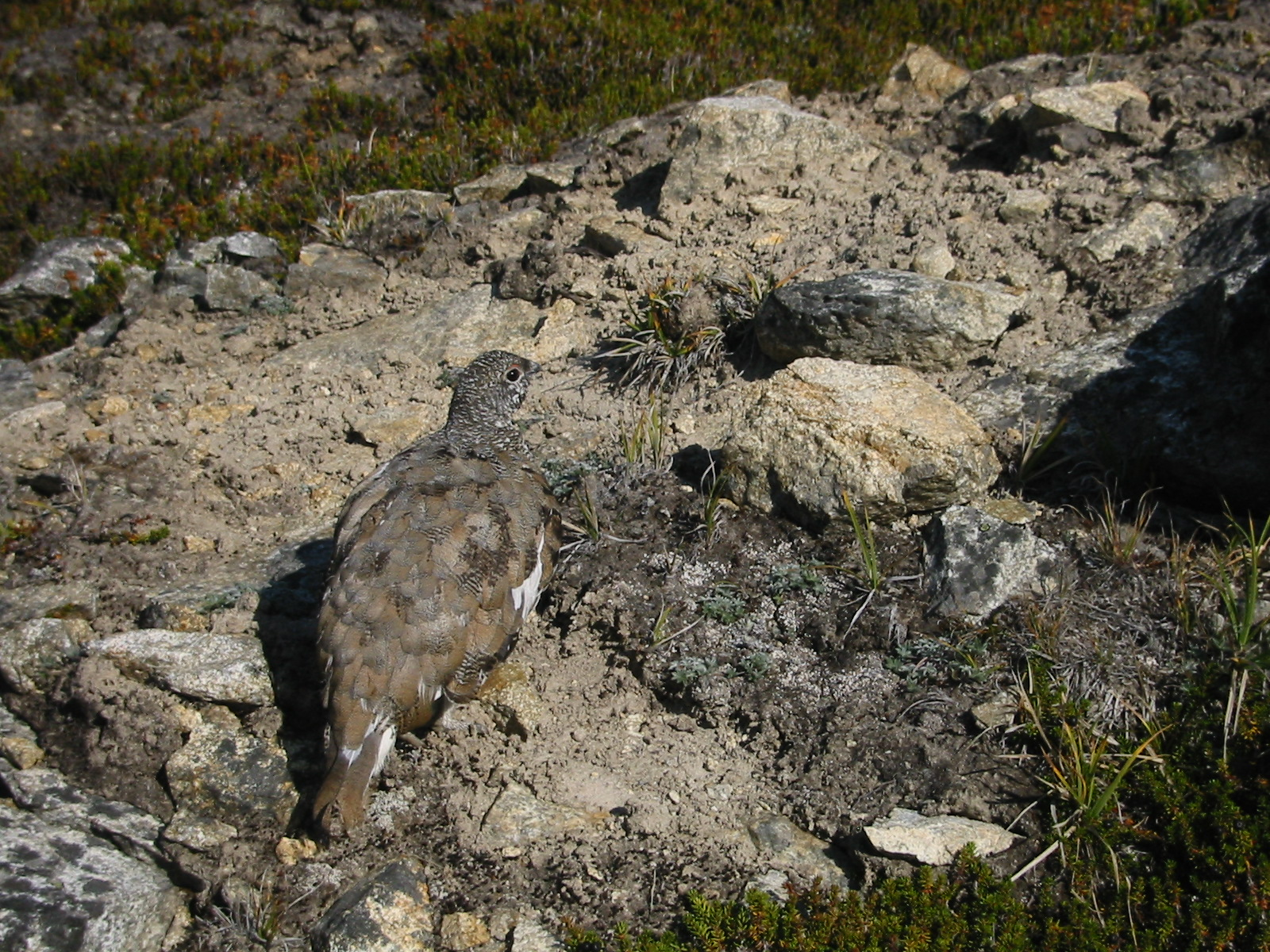
Pernice coda bianca nella riserva naturale di Glacier Peak
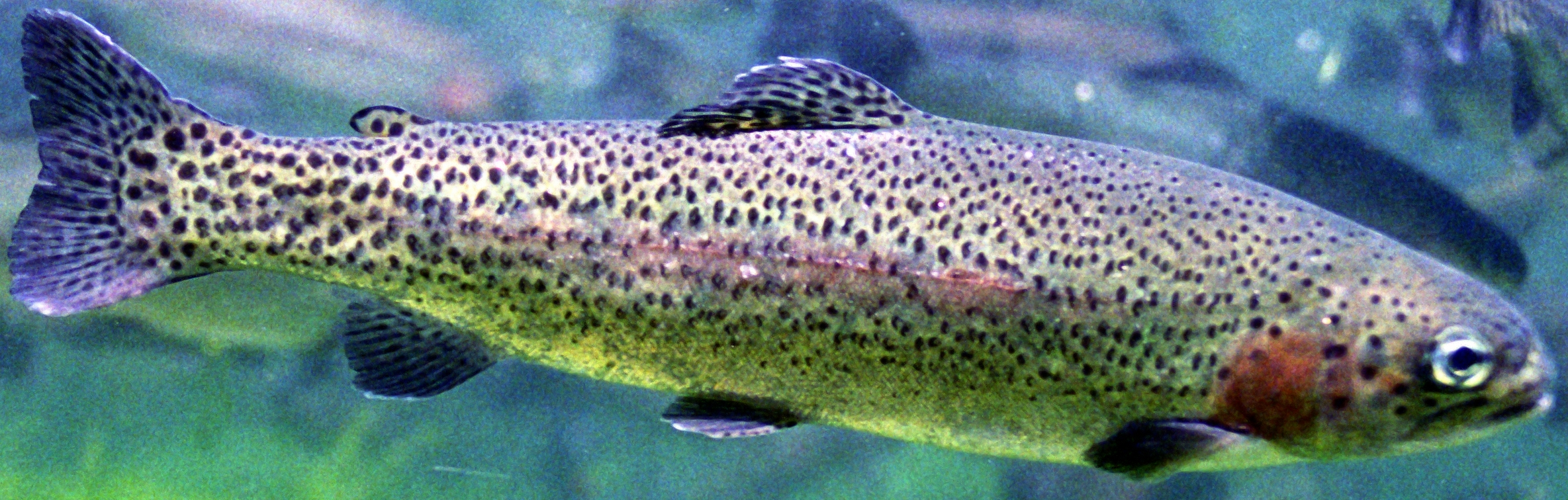
Trota iridea

Foreste della Valle delle Cascate Settentrionali (77a)
Questa ecoregione (North Cascades Lowland Forests) è costituita da basse montagne e ampie valli glaciali, in fondo alle quali scorrono grandi fiumi alimentati dallo scioglimento dei ghiacciai e dalle piogge comprese tra i 1500 e i 2300 mm annuali. Il sito è compreso tra i 100 e i 1000 m di altitudine. Grazie al clima oceanico umido, si sono sviluppate foreste temperate, dominate da tsughe occidentali, pini dell'Oregon e cedri rossi della California, mentre zone di pastura occupano le valli. Questa ecoregione copre 2031 km² nel Washington; le aree contigue della Columbia Britannica non sono ancora state mappate.
Foreste montane delle North Cascades (77b)
Questa ecoregione (North Cascades Highland Forests) è caratterizzata da creste montuose ripide e ghiacciate, torrenti e laghi glaciali. L'altitudine varia da 850 a 2000 m e il clima risulta in genere freddo, con manti nevosi di una certa consistenza. Dominano i boschi di abete amabile, tsuga occidantale, abete delle rocce e alcuni esemplari di pini dell'Oregon. Estesa 8133 km² nel Washington, le aree contigue appartenenti amministrativamente alla Columbia Britannica non sono ancora state mappate.
Piano alpino e subalpino delle North Cascades (77c)
Questa ecoregione (North Cascades Subalpine / Alpine) è caratterizzata da picchi rocciosi che si ergono tra i 1700 e i 3300 metri d'altitudine, ai cui piedi si ritrovano ghiacciai, circhi e laghi glaciali. Le precipitazioni possono raggiungere 3500 mm all'anno e alimentano molti torrenti. I prati subalpini composti da erbe e arbusti presentano alcuni rari esemplari di tsuga occidentale, abete delle rocce e larice subalpino (Larix lyallii) circondano le vette più alte e ospitano specie animali e vegetali adattatesi alle condizioni del clima subartico e del terreno ghiacciato più di 300 giorni all'anno. Questa ecoregione copre 4328 km² nel Washington; le aree contigue della Columbia Britannica non sono ancora state mappate.
Rilievi di Pasayten e Sawtooth (77d)
Questa ecoregione (Pasayten/Sawtooth Highlands), sul versante orientale delle Cascate, vede gli inverni più rigidi dell'intera catena, nonostante un'altitudine media compresa tra 1200 e 2400 m: in passato, le glaciazioni hanno contribuito a conformare il paesaggio locale, nello specifico i suoi crinali, altopiani e valli, tutte dominate dall'abete delle rocce. Nel nord-est cresce anche il pino contorto, mentre il pino dell'Oregon si trova a basse altitudini, dove hanno luogo le aree umide, mentre il pino della corteccia bianca cresce ad alte quote. Questa ecoregione si sviluppa lungo 3017 km² nel Washington; le aree contigue della Columbia Britannica non sono ancora state mappate.
Pini di Okanagan e colline di abeti (77e)
Questa ecoregione (Okanogan Pine/Fir Hills) è costituita da montagne dalla forma smussata e ampie valli glaciali. Sebbene l'altitudine vari solo tra i 750 e i 1700 m, la maggior parte delle precipitazioni annuali (250-900 mm) cade allo stato solido. La distribuzione della vegetazione cambia notevolmente a seconda della zona più o meno piovosa e della temperatura, la quale varia notevolmente a seconda dell'altitudine. Per questi motivi, il pino giallo cresce nelle aree meno elevate e più secche mentre il pino dell'Oregon non si rintraccia nella stessa fascia. Le graminacee sono comuni nel sottobosco assieme a sparuti arbusti. L'ecoregione copre 3033 km² nello stato di Washington; le aree contigue della Columbia Britannica non sono ancora state mappate.
Colline tefritiche Chelan (77f)
Tale ecoregione (Chelan Tephra Hills) presenta rilievi ripidi e ghiacciati ricoperti da spessi depositi tefritici, che rendono maggiormente marcata la siccità in quest'area. Le alture, comprese tra 350 e 1750 metri sul livello mare, vedono pini gialli presso le basse quote e l'abete delle rocce solo sopra 1500 m, mentre il pino dell'Oregon sta nel mezzo. L'ecoregione copre solo 1127 km² nello stato di Washington.
Vallate di Wenatchee e Chelan (77 g)
Questa ecoregione (Wenatchee/Chelan Highlands) è caratterizzata da rilievi ripidi, creste ghiacciate, valli glaciali con fiumi che scorrono a grande velocità e alcuni laghi glaciali. L'altitudine risulta compresa tra i 350 e i 2000 m, con precipitazioni, principalmente sottovento, tra i 650 e i 1400 mm. Il pino dell'Oregon, l'abete di Vancouver, l'abete delle rocce e, nelle valli, arbusti quali il Calamagrostis rubescens; si trovano anche pini contorti e abeti rosso di Engelmann. Le piante da fiore del genere Lewisia si adattano a queste condizioni relativamente secche. Questa ecoregione copre 1922 km² nello stato di Washington.
Colline e valli di Chiwaukum (77h)
Questa ecoregione (Chiwaukum Hills and Lowlands) è costituita da arenarie ricche di feldspato, un minerale insolito per le North Cascades. Il rilievo, infatti, è composto da colline e cuesta fortemente erose e instabili, che si elevano tra i 600 e i 1600 metri di altitudine. I torrenti in fondo a valli a forma di V trasportano con sé quantità significative di sedimenti. La vegetazione è costituita da pini gialli, pini dell'Oregon, abeti di Vancouver, alcuni esemplari di abeti delle rocce, specie del genere Purshia e Calamagrostis rubescens. L'ecoregione copre 2059 km² nello stato di Washington.

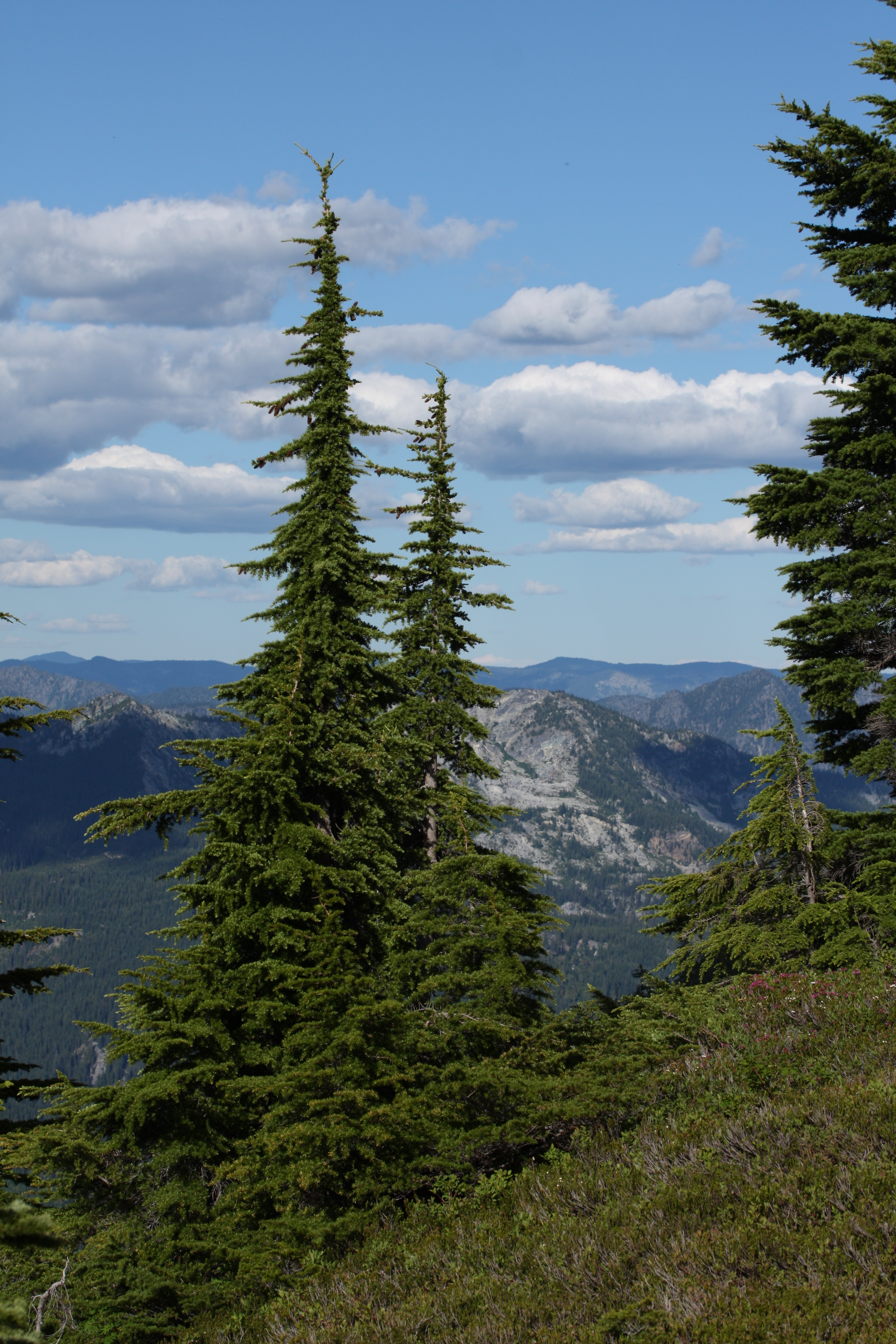
Tsuga mertensiana nella riserva naturale Henry M. Jackson
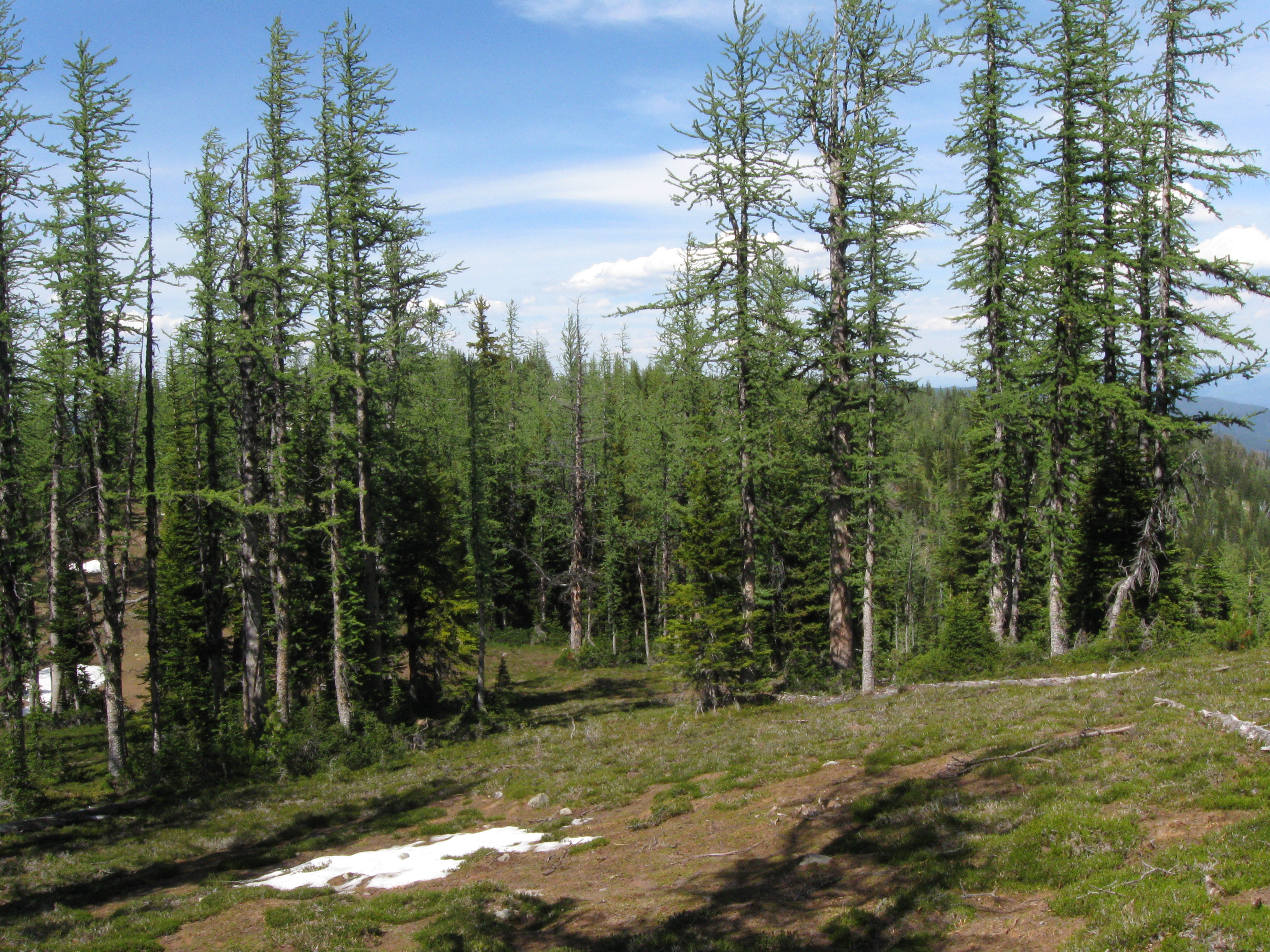
Foresta di larici subalpini in Columbia Britannica
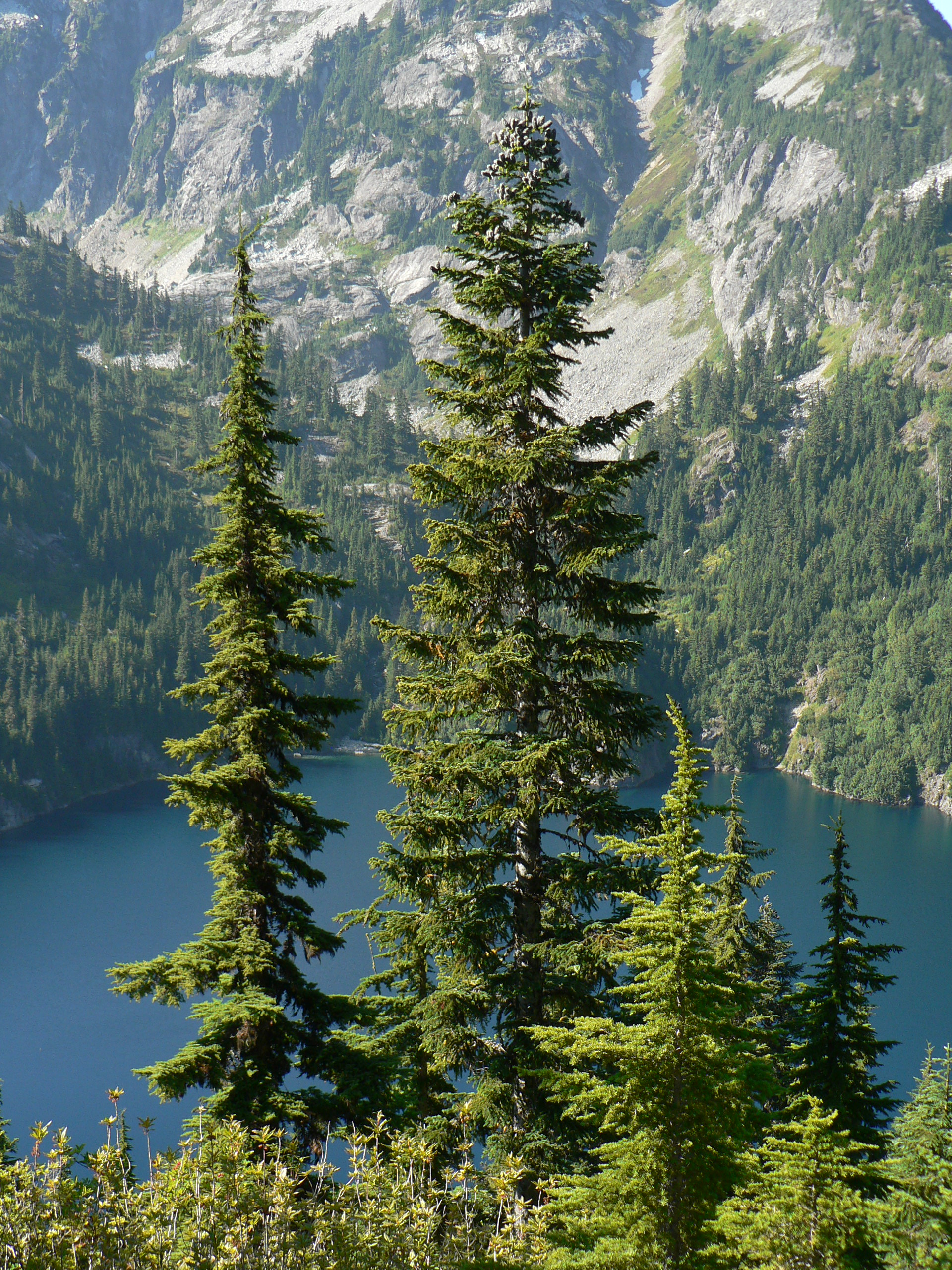
Abete delle rocce nel parco nazionale delle North Cascades
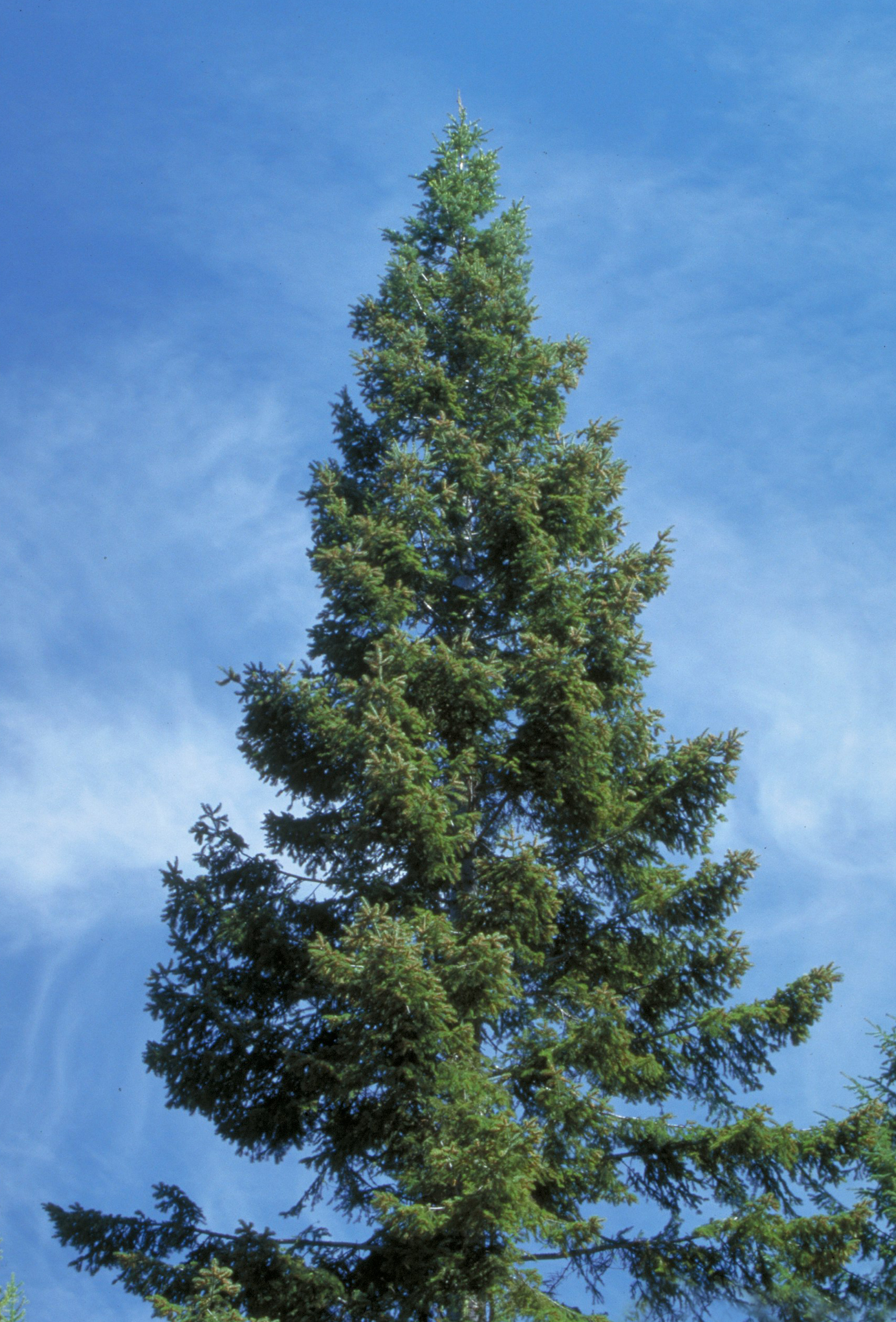
Abete di Vancouver

## Storia

### Epoca antica

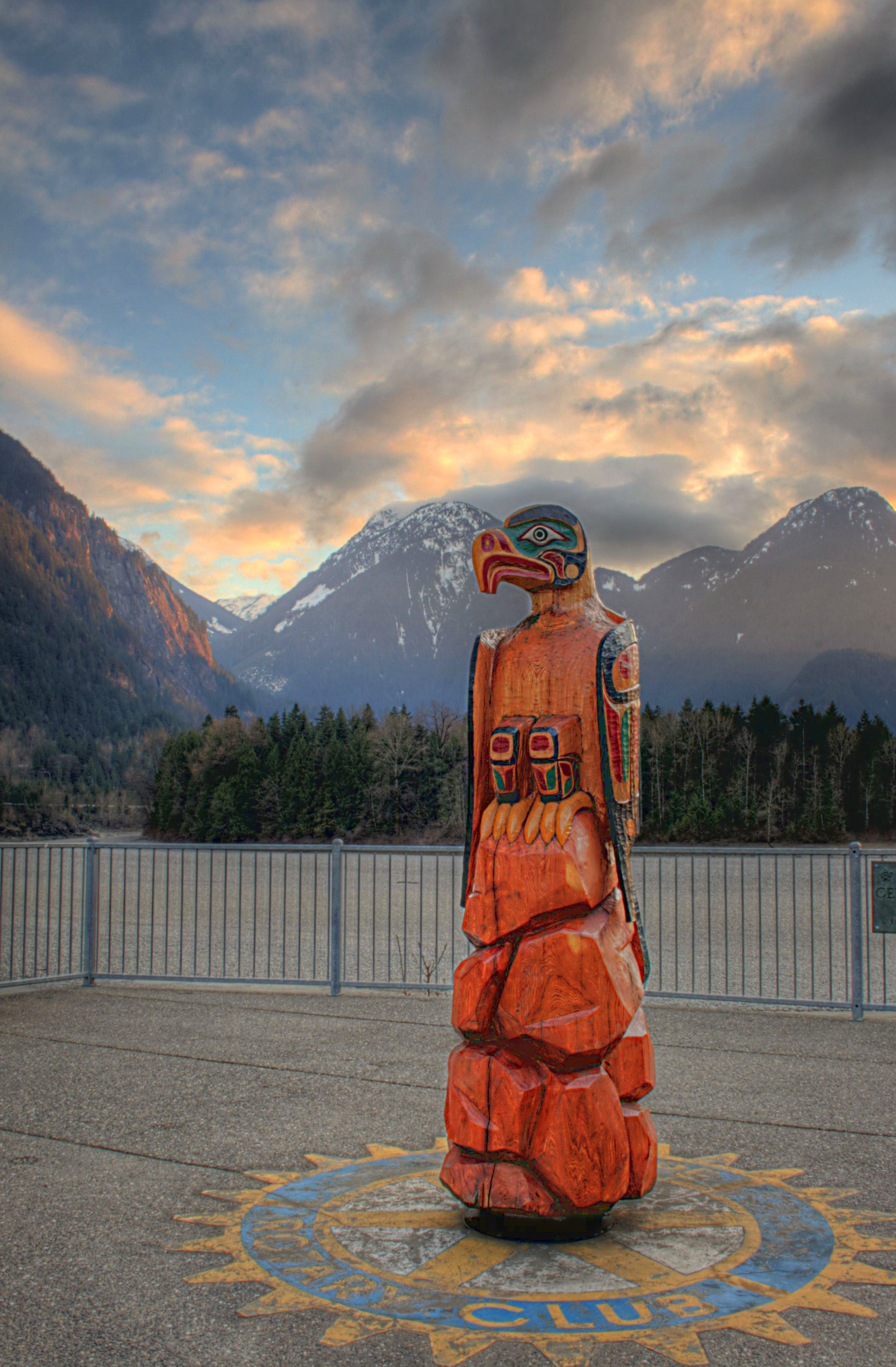
Un palo totemico a Hope, all'estremità settentrionale delle Cascate

Gli amerindi abitarono la regione delle Cascate per diverse migliaia di anni. Le più antiche testimonianze di insediamento risalgono agli sgoccioli dell'ultima grande era glaciale, ovvero 11 000 anni fa.
Le principali tribù che gradualmente popolarono le pendici della catena furono, da nord a sud, i Nooksack, gli Nlaka'pamux, gli Okanagan, i Wenatchi, gli Skagit, i Duwamish, i Kittitas, i Puyallup, gli Yakama, i Klickitat, i Cowlitz, i Chinook del nord, i Molala, i Tenino, gli Hunipui, i Kalapuya, gli Yahuskin, i Klamath, i Takelma, i Modoc, gli Shasta, gli Achomawi, i Wintu, gli Atsugewi, gli Yana e i Maidu. Nelle classificazioni dei nativi americani le tribù locali sono spesso riunite in gruppi che però si esprimevano in idiomi ben diversi.
I nativi americani usavano il cedro rosso gigante della California al fine di costruire delle canoe e tagliavano sezioni dei tronchi per costruire le loro abitazioni, nonché l'ontano come combustibile. Una delle principali risorse alimentari era rappresentata dal salmone, il quale veniva essiccato in autunno per consumarlo fino alla fine dell'inverno, cosa resa possibile dalla sedentarizzazione. Inoltre, le specie ittiche venivano utilizzate anche nei rituali. Potrebbero aver praticato agricoltura, ma le fonti risultano scarne e non è possibile azzardare conclusioni inequivocabili. Il principio della condivisione dei beni costituiva un punto importante nella società dei nativi americani. I compiti erano perfettamente divisi per età, ceto sociale, ma soprattutto genere: le donne si occupavano delle funzioni domestiche, come intrecciare cesti e stuoie, raccogliere bacche, confezionare vestiti e pulire, mentre gli uomini si concentravano sulla caccia e sulla pesca. Questi venivano aiutati nel loro lavoro da servi ottenuti da atti di guerra o dalla tratta degli schiavi. Sul versante occidentale della catena, si potevano ammirare ampi rifugi in legno di forma ovoidale le cui dimensioni erano comprese tra i 6x15 m di larghezza, per i più piccoli, e i 20 di altezza: questi ultimi erano riservati ai capotribù e alle loro famiglie. Alcuni ripari, riccamente decorati con dipinti e sculture, risultavano destinati alle cerimonie. In caso di morte dell'occupante principale, il rifugio veniva bruciato per paura che lo spirito del defunto potesse perseguitare altri membri della sua famiglia. Le canoe, lunghe a volte 15 metri e ben realizzate, potevano contenere fino a venti guerrieri o cinque tonnellate di pesce. Le montagne, le rocce, gli alberi, gli animali avevano per gli amerindi una propria forza spirituale. I pali totemici, anch'essi in legno e adornati con conchiglie trovate sulla costa, rappresentavano uomini e animali. I disegni si fecero più complessi con l'arrivo dei primi coloni e cominciarono ad essere adoperati anche strumenti in ferro; i totem finirono per diventare il simbolo di ogni tribù e l'espressione della propria cultura.
Due grandi riserve indiane furono create sul versante orientale delle Cascate nel 1855: quella di Warm Springs in Oregon (2640 km²) e quello di Yakama nel Washington (5662 km²).

### Scoperta ed esplorazione da parte degli europei
Sebbene la prima data di osservazione del canale da parte degli europei sia incerta, la sua prima menzione scritta si rintraccia in due schizzi dello spagnolo Gonzalo López de Haro risalenti al 1790. Questi accompagnò Manuel Quimper e Juan Carrasco, che per primi esplorarono lo stretto di Juan de Fuca. Haro immortalò "La gran montaña del Carmelo", in seguito ribattezzata monte Baker, e le "Sierras Nevada di San Antonio", la parte delle Cascate intorno al futuro monte Rainier.
Il 30 aprile 1792, George Vancouver e l'equipaggio della HMS Discovery costeggiò le coste del Nord-ovest Pacifico alla ricerca dell'ipotetico stretto di Anián, segnalato da Juan de Fuca quasi due secoli prima, e di una foce o baia per ancorare. A fine pomeriggio il tempo era sereno e il terzo tenente Baker segnalò un avvistamento ad est, riportato con queste parole nel diario di bordo:

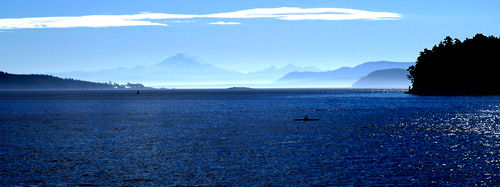
Il monte Baker visto dallo stretto di Georgia

Quest'importante scoperta sembrava aver chiarito come in realtà non esistesse uno stretto che collegava l'Oceano Pacifico all'Oceano Atlantico. Ad ogni modo, i viaggiatori non tornarono subito indietro e procedettero comunque a mappare le coste dello stretto di Puget, scoprendo altre tre alte montagne. Inoltre, i pini dell'Oregon vennero utilizzati dopo l'abbattimento per rafforzare l'albero e il pennone per le navi.
Mentre il commercio marittimo si sviluppò dagli anni 1790 in particolare nello stretto di Georgia e nello stretto di Puget, i monti Rainier e Baker divennero punti di riferimento marittimi familiari a capitani ed equipaggi, inclusi britannici e statunitensi.

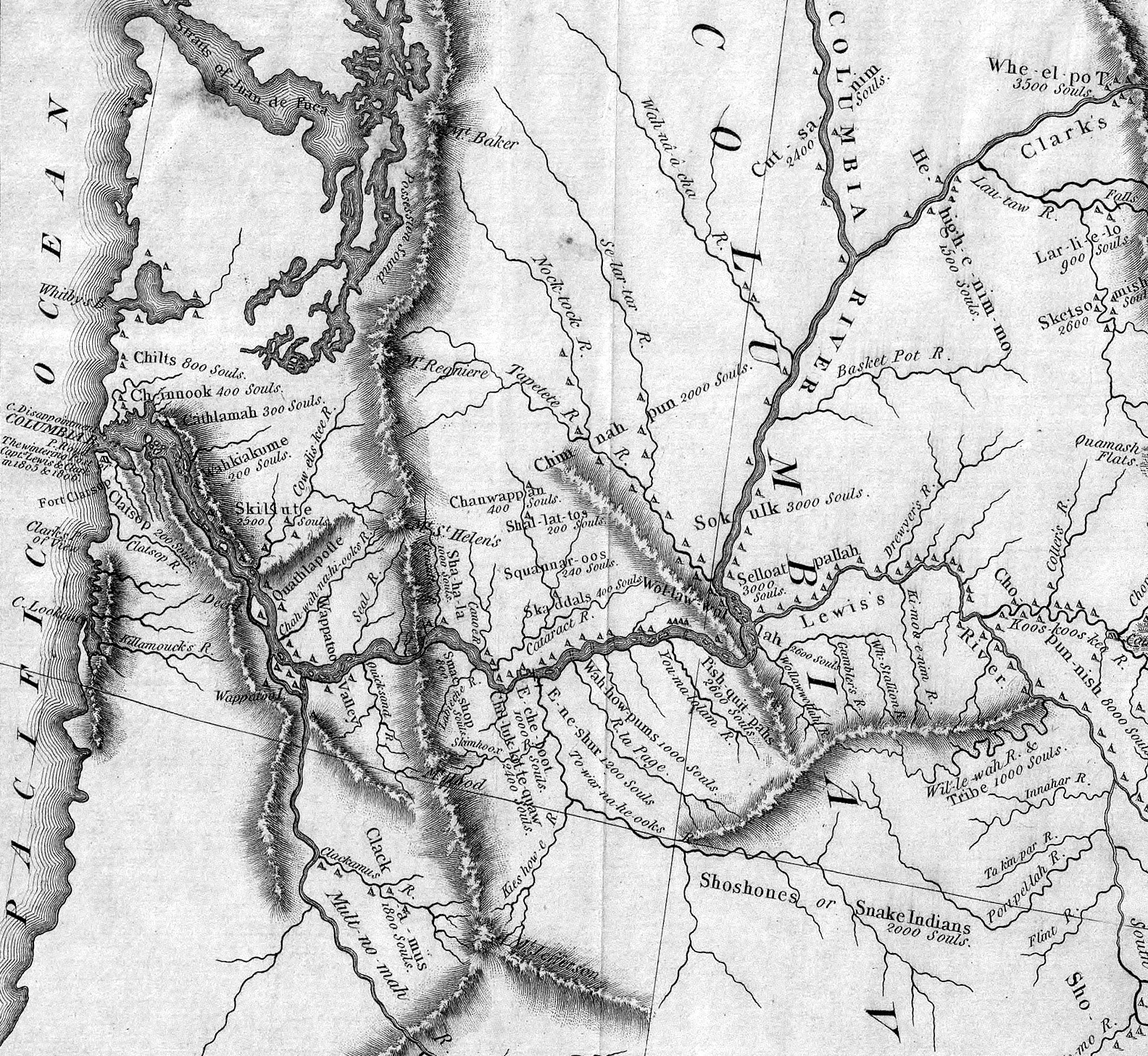
Dettaglio della mappa della spedizione di Lewis e Clark. Sono indicati cinque vulcani della catena delle Cascate, tra cui il Rainier (riportato come Regniere. Qui la cartina completa

Nel 1806, i membri della spedizione di Lewis e Clark furono i primi ad attraversare la regione, seguendo il corso del fiume Columbia verso l'Oceano Pacifico. Il passaggio attraverso la gola del Columbia rimase a lungo l'unico percorribile in zona. Il commercio sul fiume inferiore iniziò solo dopo la partenza del viaggio di ritorno di Lewis e Clark, nel 1806, anche se si intensificò in maniera decisa dopo le esplorazioni di Simon Fraser lungo il fiume che porta il suo nome nel 1808 e di David Thompson lungo il Columbia tra il 1808 e il 1811. A recarsi in loco risultarono soprattutto i commercianti di pelli e coloro che lavoravano per la Compagnia del Nord-Ovest.
Nel 1814, Alexander Ross, un commerciante di pellicce incaricato dalla North West Company di ricercare un percorso affidabile attraverso le montagne, esplorò e si avventurò tra le North Cascades tra Fort Okanagan e lo stretto di Puget. Il suo resoconto di viaggio rimane vago ed è stato difficile ricostruire i suoi passi. A quanto sembra, egli seguì il corso inferiore del Methow e, forse, raggiunse il passo di Cascade per poi raggiungere il fiume Skagit. Si trattò del primo americano non nativo ad esplorare il Methow e forse lo Stehekin e le sorgenti di Bridge Creek. Dopo di lui, a causa della difficoltà nell'attraversamento delle North Cascade e della penuria dei ricercatissimi castori, le compagnie di commercio di pellicce avviarono solo rare esplorazioni nelle montagne a nord della Columbia.

### Colonizzazione e sviluppo commerciale
L'esplorazione e la colonizzazione della regione da parte di europei e statunitensi furono accelerate dalla creazione di un importante avamposto commerciale da parte della Compagnia della Baia di Hudson a Fort Vancouver, sulla riva destra del Columbia, di fronte al sito dell'attuale città di Portland. Da questa posizione, il commercio di pellicce poté sbocciare in gran parte della catena. Così, seguendo quella che poi divenne la Siskiyou Trail, i cacciatori risultarono i primi americani di origini europee ad esplorare le Southern Cascades negli anni 1820 e 1830, battendo sentieri vicino al lago Crater, al monte McLoughlin, al lago Medicine, allo Shasta e al Lassen Peak. Allo stesso tempo, iniziò a svilupparsi l'industria del legname, specie dopo la costruzione di una segheria a Fort Vancouver, a valle della catena e non distante dal corso del Columbia. Il porto divenne immediatamente un punto d'interesse ideale per la costruzione di imbarcazioni anche grazie all'importante patrocinio della Compagnia della Baia di Hudson. Tra i nuovi mercantili, rientravano quelli salpati per le isole Sandwich.
     La York Factory Express, che collegava York Factory, sulla baia di Hudson (oggi nella regione di Manitoba, a Fort Vancouver
     La Pista dell'Oregon, la cui sezione finale corre lungo il fiume Columbia
     Spartiacque continentale delle Americhe

Mappa che illustra la disputa sul confine dell'Oregon con l'Oregon Country da una parte (USA) e il Distretto di Columbia (Regno Unito di Gran Bretagna e Irlanda) dall'altro:
La York Factory Express, che collegava York Factory, sulla baia di Hudson (oggi nella regione di Manitoba, a Fort Vancouver
La Pista dell'Oregon, la cui sezione finale corre lungo il fiume Columbia
Spartiacque continentale delle Americhe

La storia politica del nord-ovest Pacifico interessò lo spartiacque della catena delle Cascate quando una simile proposta andò presentata come linea di demarcazione durante la disputa sul confine dell'Oregon nel 1846. Gli Stati Uniti respinsero la proposta e insistettero sul fatto che essa fosse tracciata lungo il 49º parallelo Nord, il quale intersecava la catena montuosa appena a nord del monte Baker. Per tutto il conflitto, perdurato fino alla creazione della colonia della Columbia Britannica nel 1858, la York Factory Express della Compagnia della Baia di Hudson seguì il corso dell'Okanagan, lungo il versante orientale delle Cascate, e poi quello del Columbia, proprio nel mezzo della catena. I passi di montagna erano poco conosciuti e quasi mai utilizzati: facevano eccezione il Naches, utile per guidare bestiame e i cavalli a Fort Nisqually, e lo Yakima. La stragrande maggioranza dei coloni nella catena delle Cascate, fino al 1840, rispondeva alla Corona britannica, mentre fra le minoranze si annoveravano francesi, amerindi, alcuni hawaiani, afroamericani e scozzesi, spesso presenti nei ruoli amministrativi di spessore della Compagnia della Baia di Hudson.
A proposito delle difficoltà sperimentate nell'attraversamento la catena, George Law Curry, uno dei primi giornalisti dell'Oregon, faceva notare nel 1846:
La colonizzazione americana della catena costiera dell'Oregon non ebbe luogo fino alla fine del 1840, essendo infatti cominciata in principio solo marginalmente. In seguito al trattato dell'Oregon, il flusso migratorio si intensificò lungo la Pista dell'Oregon e vennero esplorati e popolati i passi e le valli secondarie dell'attuale stato di Washington. Non passò molto tempo prima che si decidesse di costruire la ferrovia. Nella Columbia Britannica, la storia risulta segnata tra il 1858 e il 1860 dalla febbre dell'oro del canyon Fraser e dalla famosa Cariboo Road, nonché dai sentieri della Compagnia della Baia di Hudson: la Brigade Trail che andava dal canyon all'entroterra, la Dewdney Trail e i vecchi sentieri che collegavano il Similkameen e l'Okanagan a est. Il principale ramo meridionale del Canadian Pacific entra nella catena attraverso i passi del Coquihalla, attraverso una delle regioni più ripide e innevate di qualsiasi vetta della catena costiera del Pacifico. La Barlow Road fu la prima tratta progettata specificamente per i coloni americani, nel 1845, e costituiva il tratto finale della pista dell'Oregon, mentre in precedenza si doveva discendere lungo le pericolose rapide delle Cascate sul Columbia. La strada lasciava il corso d'acqua al livello del fiume Hood, passando lungo il versante meridionale del monte omonimo, a Government Camp, e con tappa finale a Oregon City. Se si voleva attraversare la zona finale del cammino era necessario pagare un pedaggio di cinque dollari per convoglio, circostanza che non fermò comunque i viaggiatori. Alle strade appena citate si aggiunse la Applegate Trail, finalizzata ad evitare anche le rapide delle Cascate. Il percorso finì per essere collegato con la pista della California, la quale attraversava il Nevada prima di svoltare a nord-ovest verso Ashland. Da lì, tutto ciò che bisognava fare era dirigersi a nord sul sentiero Siskiyou fino alla valle di Willamette, la più popolosa dell'Oregon.
Nel 1852, il presidente Millard Fillmore decise di costruire una linea ferroviaria militare per il Pacifico e destinò 20000 $ a questo progetto diretto di Jefferson Davis. Il governatore del Territorio di Washington, Isaac Stevens, supervisionò lo studio della sezione settentrionale (Northern Pacific Railroad Survey), tra il 47º e il 49º parallelo nord. La missione di trovare un percorso nella catena andò assegnata a George McClellan, veterano della guerra messico-statunitense. Tuttavia, questo si accontentò di consultare gli amerindi, i quali gli spiegarono che era impossibile far passare una strada attraverso la regione a causa delle asperità rappresentate dai rilievi e del manto nevoso. Insoddisfatto della risposta, McClellan decise di optare per il passo di Yakima, ma si verificarono episodi di insubordinazione che portarono alla rimozione del suo incarico. I lavori iniziarono comunque nel mese di luglio del 1853. La strada andò infine completata ad ottobre, attraverso il passo di Naches, grazie agli sforzi coordinati di una squadra su ciascun lato della formazione rocciosa. McClellan, tornato alla ribalta, non esitò ad esprimere la sua ammirazione per il lavoro, paragonando l'impresa alla costruzione della strada militare del passo del Sempione voluta da Napoleone Bonaparte. Tuttavia, tale sezione non venne preservata per la prima ferrovia transcontinentale e gradualmente cadde in disuso.
La deforestazione accelerò dal 1849 con la corsa all'oro californiana e poi in seguito al terremoto di San Francisco del 1906. Ogni estate, Seattle, Portland e Tacoma, tra gli altri agglomerati, venivano offuscati dal fumo generato dalla deforestazione e il pino dell'Oregon era considerato una risorsa inesauribile.
La miniera di rame di Holden, che prendeva il nome da James Henry Holden, proprietario dell'area dal 1896, divenne redditizia nel 1937. L'anno successivo furono estratte 2 000 tonnellate di minerale puro al giorno e la produzione dello stato di Washington aumentò da 64 000 a 6 milioni di tonnellate. Il giacimento ospitava, all'epoca, la maggiore miniera monometallica dell'intero Pacifico nord-occidentale. La Compagnia dello stretto di Howe stava costruendo una vera città sul lato nord di Railroad Creek. Tuttavia, il crollo del prezzo del rame dopo la seconda guerra mondiale portò, nel 1957, alla chiusura della miniera.

### Prime salite e diffusione dello sci
Se la prima grande vetta scalata della catena risultò il Diamond Peak nel 1852 ad opera di John Diamond e William Macy, fu la salita del monte Saint Helens di Thomas J. Dryer il 26 agosto 1853 che segnò l'inizio dell'età d'oro dell'alpinismo sulle High Cascades. Il fautore dell'impresa, essendo un corrispondente giornalistico, raccontò la sua salita lungo la cresta orientale, con un'esagerata pendenza di circa il 70%, la mancanza di ossigeno avvertita e i vapori di zolfo inalati durante il percorso, che costrinsero quattro dei membri della spedizione a desistere. Dalla vetta, si presero le misurazioni dell'altitudine del monte Hood, che Dryer sostenne di averne raggiunto la cima l'anno successivo; tuttavia, tale primato è fortemente contestato. Fu il suo successore Henry Pittock, per conto del quotidiano Oregonian e in un certo senso "rivale", ad essere ritenuto colui che raggiunse il traguardo l'11 luglio 1857, dopo che egli stesso aveva messo in dubbio i dettagli forniti da Dryer. Nello stesso periodo, fu un certo Belden ad interessarsi al monte Hood dicendo di averlo scalato e a fornire un'importante e cruda testimonianza:
Belden stimava che l'altezza del monte Hood fosse di 19 400 piedi (5 900 m), dato che venne corretto a 11 225 piedi (3419 m) solo nel 1866-1867: i resoconti dell'Himalaya non riportano mai fenomeni come quello narrato dall'autore sopraccitato, circostanza che la dice lunga sul peso specifico esercitato da questi vulcani durante la salita nei confronti dei primi coloni.

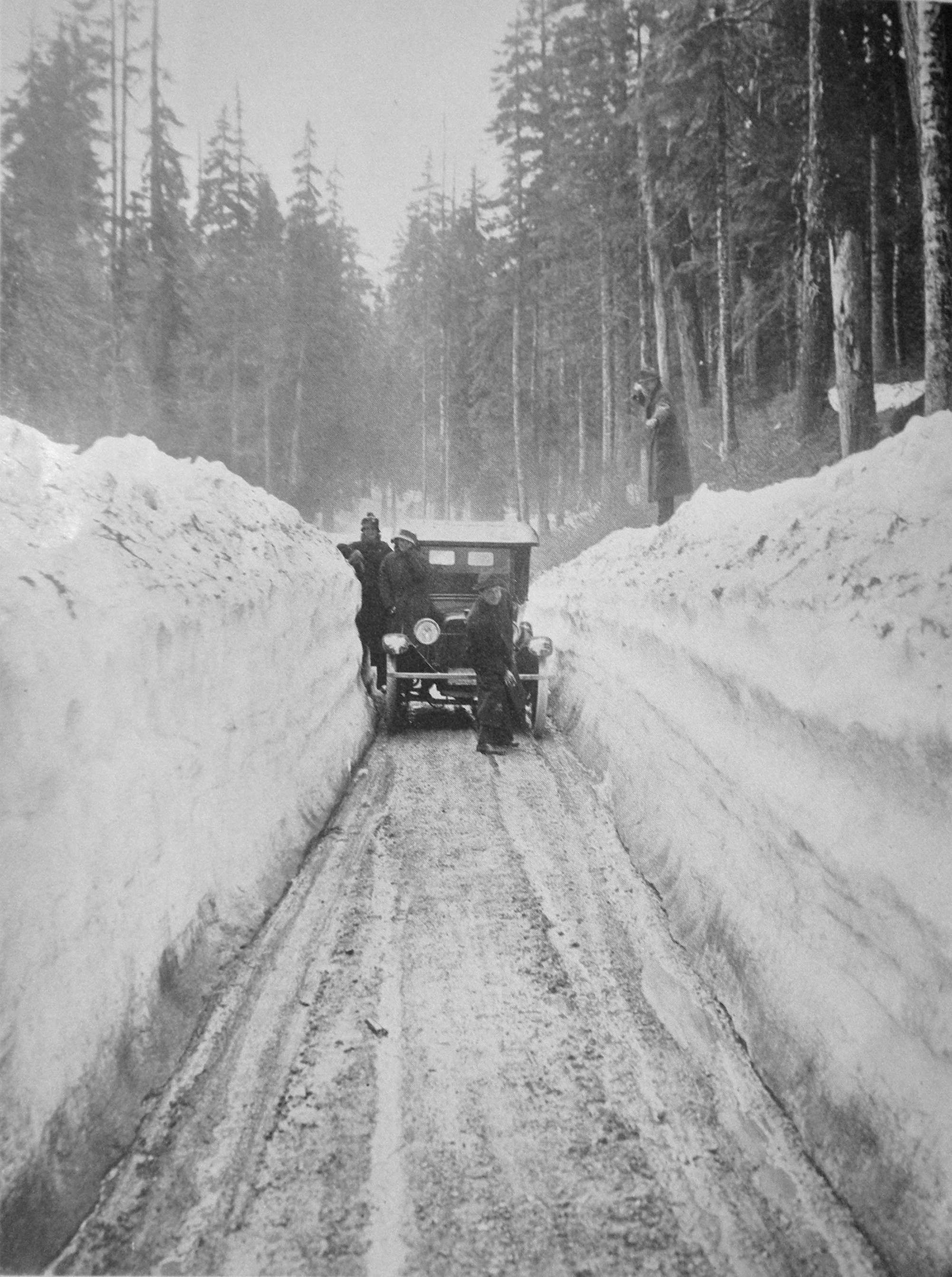
Scatto del giugno 1916 sulla Sunset Highway, nel centro dello stato di Washington, durante un inverno particolarmente rigido

Gli anni 1850 si caratterizzano per vari primati, nello specifico la scalata del monte Shasta di E.D. Pearce, oltre che dell'Adams ad opera di A.G. Aiken, Edward Allen, Andrew Burge e Shaw nel 1854. Durante l'estate del 1857, il Rainier non fu lontano dall'essere raggiunto dal tenente A.V. Kautz e dal suo medico del campo; fu il 1870 l'anno decisivo, quando Hazard Stevens e P.B. Van Trump, i quali discussero dei dettagli della scalata con l'inglese Edmund Coleman, autore della prima salita del Baker il 17 agosto 1868 dopo tre anni di tentativi infruttuosi, nonostante la vasta esperienza acquisita in Europa dopo la scalata del Cervino operata da Edward Whymper. Con l'arrivo di corde e piccozza alle Cascate, l'alpinismo si diffuse in maniera graduale. Il Thielsen fu raggiunto nel 1883 da E.E. Hayden, lo Jefferson il 12 agosto 1888 ad opera di R.L. Farmer e E.C. Cross e il Glacier Peak nel 1898 da parte di Thomas Gerdine. L'ultima grande sfida rimaneva il vertice settentrionale delle Three Sisters, soprannominato Faith ("fede"), a causa della sua grande difficoltà e inaccessibilità; il raggiungimento del punto avvenne infine nel 1910.
L'inizio del XX secolo vide soprattutto l'apertura di nuove vie, generalmente ben progettate, nei pressi di grandi vulcani, come il tracciato dal Willis Wall al Rainier e della parete orientale del monte Adams. Poiché la pratica dell'arrampicata su roccia divenne popolare nella valle di Yosemite, sul Three Fingered Jack e sul monte Washington, raggiunti nel 1923.

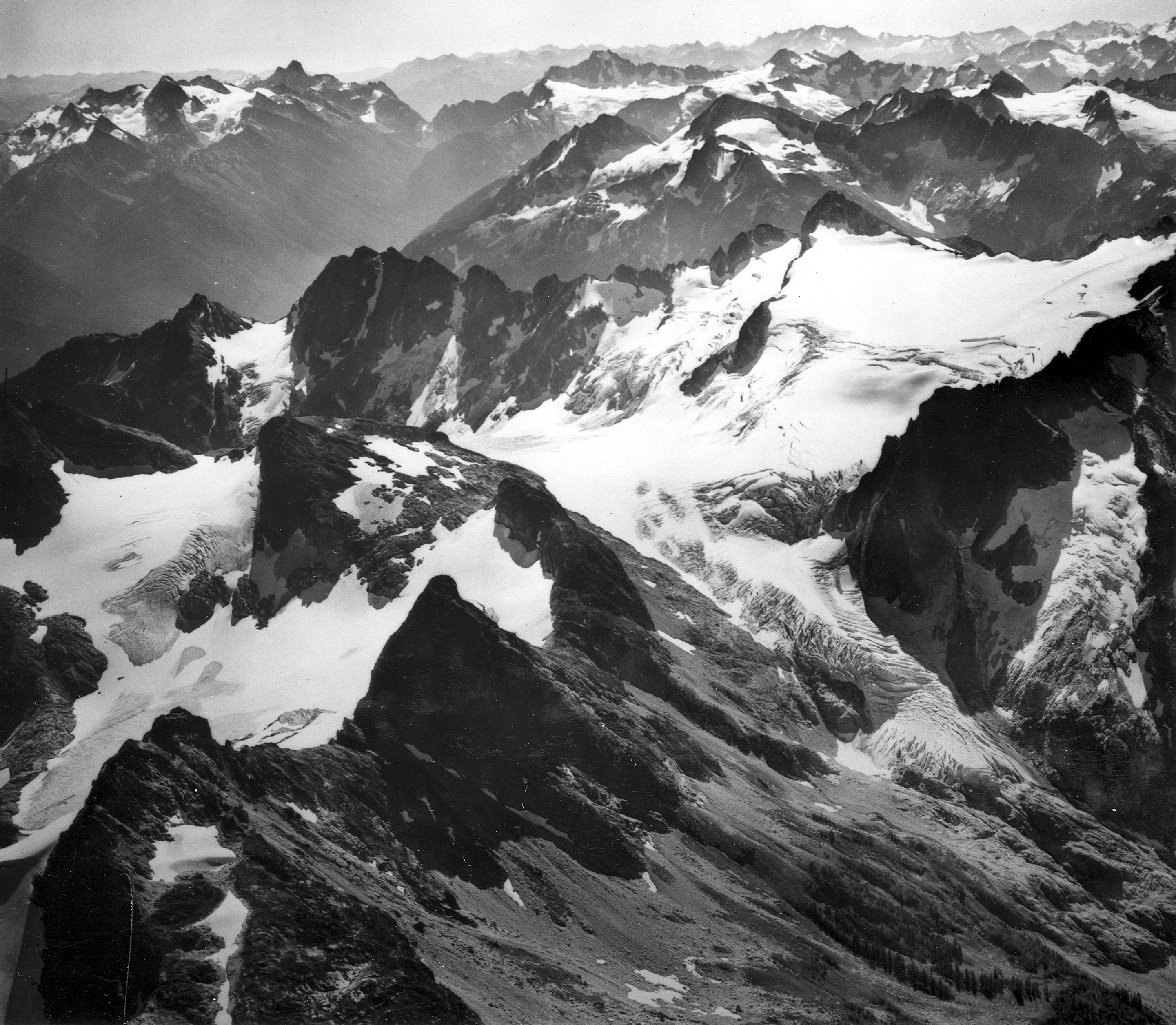
Panoramica aerea del monte Goode nel 1966, una delle ultime vette delle Cascate ad essere stata raggiunta

Ad eccezione del monte Stuart, toccato nel 1873, del Buckner nel 1901, del Jack nel 1904 e del Shuksan nel 1906, le North Cascades rimasero in gran parte da conquistare negli anni Trenta del Novecento. Con lo sviluppo delle tecniche in ambiente glaciale e di parete, molti alpinisti decisero di interessarsi seriamente a queste cime. Nonostante i suoi ripetuti fallimenti sul monte Goode, Hermann F. Ulrichs viene oggi considerato un pioniere nella regione, grazie ai suoi 21 primati raggiunti. I successi sono legati in sintesi al monte Fernow e al Seven Fingered Jack nel 1932, al Goode e all'Agnes nel 1936, oltre che al Bonanza Peak, prima vetta non vulcanica delle Cascate per altezza, nel 1937.
La pratica dello sci come sport fece la sua comparsa nella catena nel 1897, quando tre uomini a Cloud Cap Inn si recarono sul versante nord-est del monte Hood. In seguito, l'arrivo di coloni di origine scandinava ne favorì la diffusione e la prima pubblicazione su questo argomento risale al 1914, con il patrocinio del Circolo Alpino di Seattle. Dal 1916 al 1930 si tenne un'escursione annuale a Paradise Valley, mentre diversi tentativi di sciare sul Rainier ebbero luogo nel 1927-1928 prima del successo di Sigurd Hall.

### Storia eruttiva e sismica recente

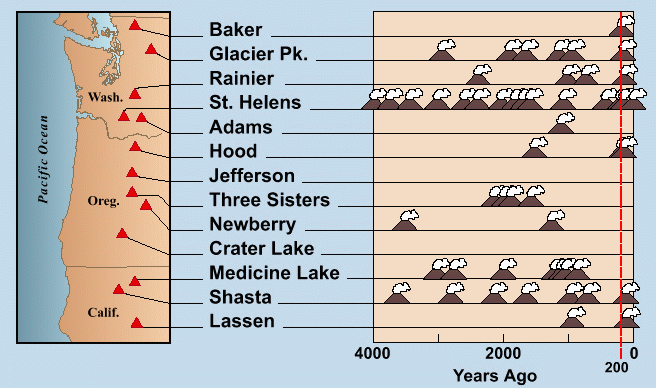
Diagramma delle eruzioni degli ultimi 4000 anni nella catena delle Cascate

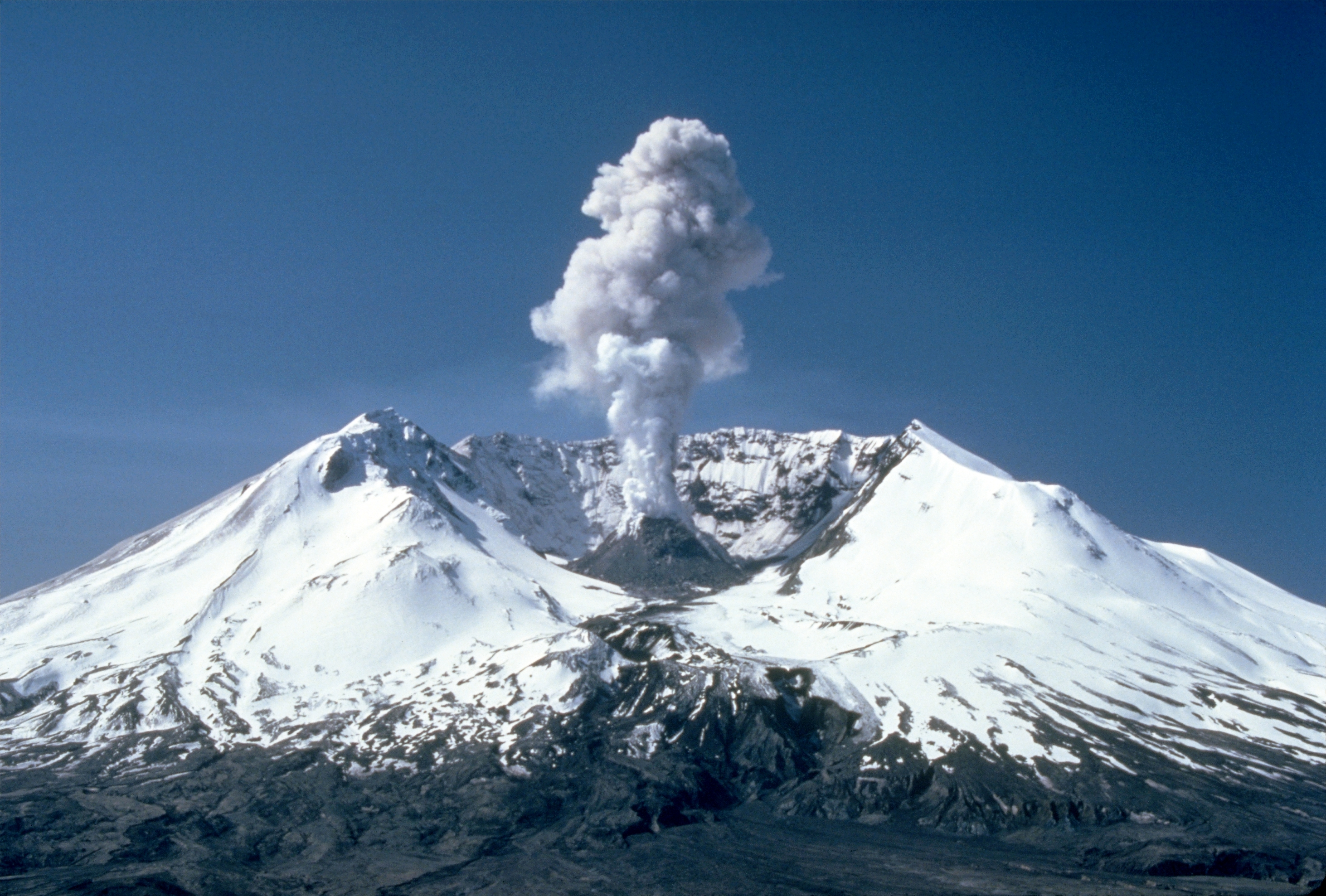
L'eruzione del Saint Helens del 1982

Negli ultimi 4 000 anni, undici vulcani eruttarono lungo la catena, di cui sette dall'inizio del XIX secolo. A parte l'eruzione del 1914-1917 del Lassen Peak, relativamente isolati nel nord della California, i crateri della Cascade Range risultavano dormienti da più di un centennio, fino a quando, in data 18 maggio 1980, il monte Saint Helens si è risvegliato. I vulcanologi temevano che a tale evento avrebbe fatto seguito un intenso risveglio dell'arco delle Cascate così come avvenuto tra il 1800 e il 1857, decenni durante i quali si verificarono otto eruzioni. Tuttavia, nessun nuovo evento significativo si è verificato dal 1980. Lo stato di allerta rimane pertanto basso al momento sia con riferimento al monte Rainier che al suo Volcano Lahar Warning System (un sistema di monitoraggio del cratere sulla base del lahar), considerato il vulcano potenzialmente più pericoloso della catena.
Gli ultimi terremoti di ampia portata che hanno colpito la catena sono quello di Cascadia del 1700 (magnitudo compresa tra 8,7 e 9,2), del lago Chelan del 1872 (magnitudo 6,8), di Klamath Falls del 1993 (magnitudo 6,0) e il Nisqually del 2001 (magnitudo 6,8). Il Pacific Northwest Seismic Network è responsabile del monitoraggio dell'attività sismica nel nord-ovest Pacifico.

## Società

### Centri urbani

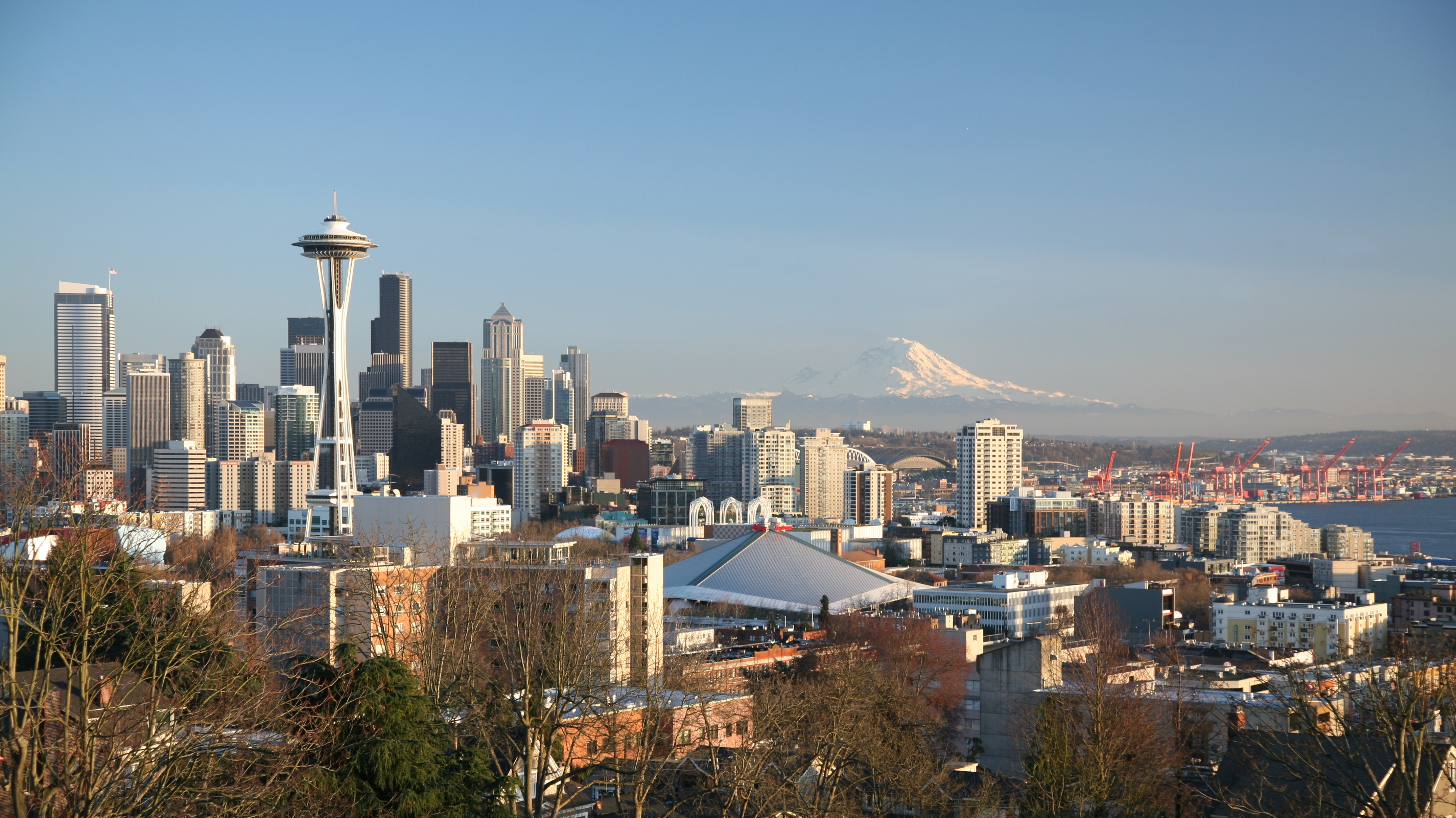
Seattle, la più grande metropoli localizzata alle porte della catena, con il monte Rainier sullo sfondo

Le principali città alla periferia della catena delle Cascate sono Abbotsford (124 000 abitanti) in Columbia Britannica, Everett (102 000 ab.), Seattle (602 000 ab.), Bellevue (102 000 ab.), Tacoma (201 000 ab.) e Vancouver (158 000 ab.) Nello stato di Washington, Portland (556 000 ab.), Salem (155 000 ab.) e Eugene (154 000 ab.) in Oregon, Redding (107 000 ab.) in California. Tutti questi agglomerati urbani, in gran parte affacciati sul mare e circondati da fattorie dedite alla coltura di cereali e a caseifici, si trovano sul versante occidentale delle Cascate. Nessuna città supera quota 100 000 sul lato orientale della catena; le due più importanti sono Yakima (72 000) nel Washington e Bend (75 000), in Oregon. Le attività commerciali si focalizzano al giorno d'oggi soprattutto la frutticoltura e l'ovinicoltura estensiva. L'interno della catena è quasi disabitato, con l'eccezione di pochi fondovalle scarsamente popolati e la maggior parte delle regioni montuose ancora lontane dall'impatto antropico e in alcuni casi inesplorate.

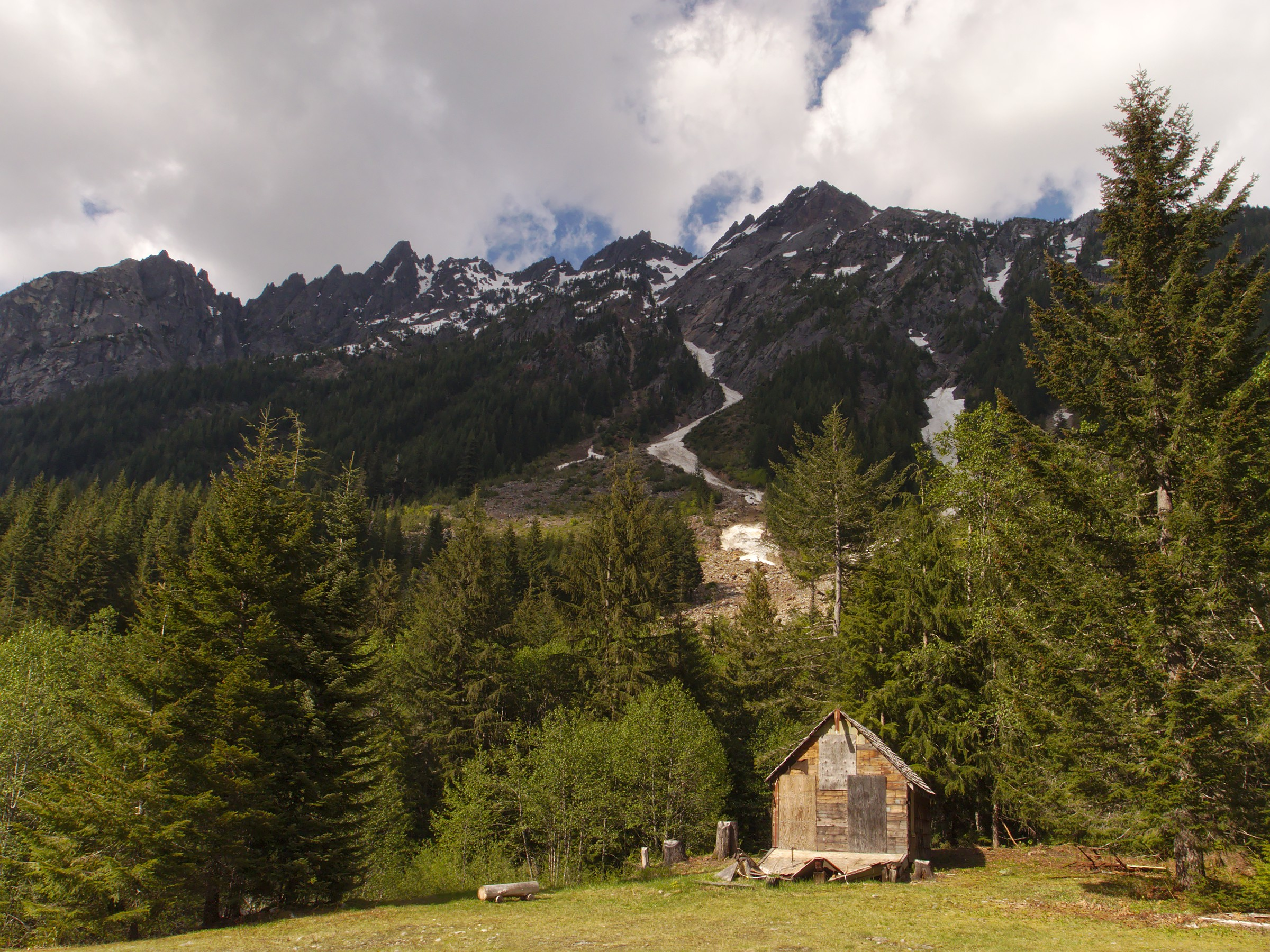
Rifugio montano situato nei pressi di Monte Cristo

L'aspetto delle aree abitate cambia rapidamente in base ai rischi ambientali e all'andamento delle attività economiche, con città fantasma che nei secoli scorsi sono diventate tali nel giro di pochi mesi. Uno degli esempi più importanti è Monte Cristo, situato a 842 m di elevazione lungo il bacino del fiume Sauk, che, durante l'ultimo decennio dell'Ottocento, prese vita e vide la sua popolazione raggiungere i mille abitanti. John Davison Rockefeller e la sua compagnia acquisiscono i due terzi delle gallerie minerarie più promettenti. Più di 200 di queste ultime riguardavano l'estrazione d'argento e comparvero nel giro di pochi mesi, soprattutto con l'arrivo della ferrovia, prima di essere sommerse a più riprese dalle alluvioni e infine abbandonate. All'inizio del secolo, Monte Cristo andò quasi abbandonata con la corsa all'oro del Klondike e l'ultima struttura ufficiale, una foresteria, finì in fiamme nel 1983.
La composizione demografica delle Cascate è decisamente poco omogenea. La prima ondata di immigrazione americana, dopo l'episodio della Compagnia della Baia di Hudson, proveniva principalmente dall'area del Midwest: Illinois, Wisconsin, Indiana, Kansas, Ohio e Nebraska. In seguito, gli stranieri furono attratti da queste regioni montuose, nel dettaglio scandinavi sul lato occidentale della catena, vicino all'oceano, tedeschi negli 1880 e 1890 principalmente nella contea di Snohomish e poi franco-canadesi vicino a Mineral, un centro urbano ai piedi del monte Rainier. Solo gli immigrati della Carolina del Nord e del Tennessee, stabilitisi dal 1910 nel nord-ovest e nel sud-ovest dello stato di Washington, e la cui popolazione crebbe a circa 3 000 persone, preferiscono mantenere le loro tradizioni tipiche degli Appalachi. Le usanze si avvertono anche in merito ad alcuni aspetti edilizi, quali ad esempio le casette in legno, spesso comunque esposte al rischio di valanghe o incendi.

## Attività

### Settore primario
I suoli delle Cascate sono in genere adatti all'agricoltura, in particolare sui pendii riparati dal vento. A rendere fertili i terreni è soprattutto la presenza di minerali tipici delle rocce vulcaniche, in particolare potassio, e la loro friabilità. I detriti vulcanici, specialmente quando producono lahar, livellano il terreno; le morfologie modellate dai vulcani immagazzinano acqua sotto forma di neve e ghiaccio che, quando si scioglie, fornisce acqua alle valli. È per questa ragione che in alcune valli sono presenti grandi serbatoi idrici, funzionali ad irrigare i campi.
Ad occidente, l'agricoltura si orienta verso la produzione cerealicola e di latticini, mentre ad est è più estensiva, con l'allevamento ovino e di bovini in grandi ranch, così come la frutticoltura: primeggiano mele, albicocche, pesche e ciliegie, presenti in frutteti che a volte si estendono a perdita d'occhio, ai margini delle pinete.
Il mercato del legname è ancora oggi abbastanza attivo, circostanza che, oltre ad esporre a rischio varie specie di conifere, ha accresciuto la percentuale di smottamenti registrati negli ultimi anni. La produzione di pini dell'Oregon, che rappresentano la metà degli alberi tagliati, ammonta a circa 5 m³ di legname per ettaro all'anno nella catena e può salire fino a 9 m³ nelle zone più favorevoli alla sua crescita sul versante occidentale. L'utilizzo dei tronchi risulta funzionale a realizzare materiale da costruzione in legno o compensato. Il pino giallo si classifica al secondo posto tra le piante più tagliate: maggiormente presente ad est, la sua grande richiesta deriva dal fatto che viene adoperato per produrre casse da frutta e oggetti per la carpenteria, grazie al fatto che risulta facile da lavorare. Il pino di Jeffrey presenta caratteristiche simili, tranne che per una colorazione del legno che è più rossa. Anche il pino di Lambert, sebbene si trovi principalmente nella Sierra Nevada e mal sopporti le temperature fredde, così come il pino bianco occidentale, sono spesso oggetto di disboscamento. La tsuga occidentale produce un'eccellente polpa a basso costo e parquet più resistente. Il tronco lungo e diritto dell'abete nobile lo ha reso una specie popolare e abbastanza apprezzata; il suo legno di qualità veniva utilizzato dall'aviazione durante la seconda guerra mondiale. Oltretutto, insieme all'abete rosso, è ampiamente usato come albero di Natale. L'abete del Colorado e di Vancouver producono una buona polpa e, una volta essiccati, possono essere utilizzati nella costruzione. La stragrande maggioranza delle foreste delle Cascate è di proprietà del governo federale ed è gestita dal Servizio forestale degli USA e dall'Ufficio per la Gestione del Territorio, le quali mettono in atto varie politiche di amministrazione della regione anche in ambito floristico.
A differenza del legno, lo sfruttamento delle risorse minerarie richiede l'impiego di mezzi maggiori. Nonostante l'episodio della miniera Holden nella prima metà del Novecento, gli stati di Washington e Oregon rimasero, rispettivamente, nel 1947, al 31º e 40º posto dei 50 stati degli USA in termini di produzione di minerale. Il rilievo e la fitta vegetazione impediscono lo sfruttamento di suoli ricchi di metalli, argilla e calcare adatti alla fabbricazione di cemento, nonché di carbone, sabbia e ghiaia. La produzione di carbone raggiunse il picco nel 1918 con oltre 4 milioni di tonnellate; da allora, l'estrazione mineraria si spostò nelle Blue Mountains, a cui era più facile accedere.

### Energia

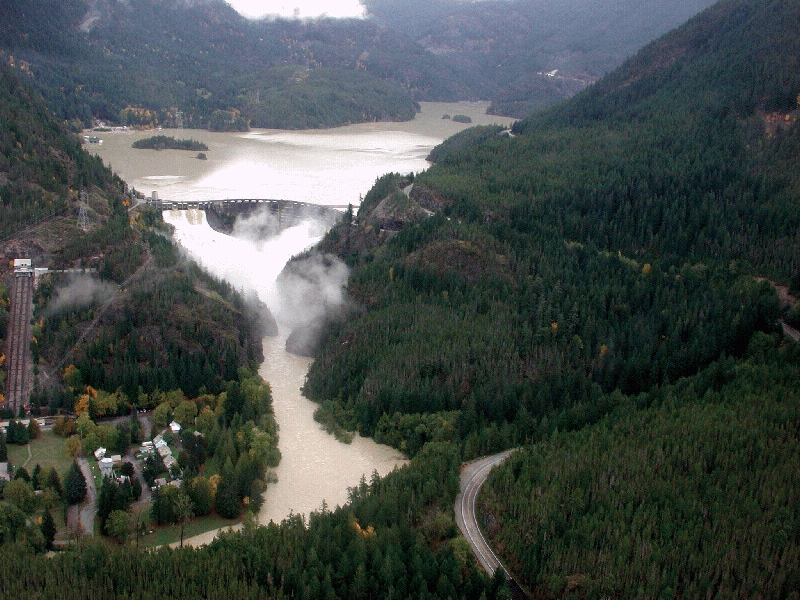
Veduta della diga di Diablo, sul corso del fiume Skagit durante l'inondazione

La maggior parte dei potenti corsi d'acqua che scorrono verso ovest vede la presenza di dighe funzionali a produrre energia idroelettrica, le quali hanno talvolta generato bacini artificiali. Ne è un esempio la diga di Ross sul fiume Skagit, che ha dato vita a un lago che si estende per 2 km oltre il confine con la Columbia Britannica, a sud-est di Hope. Allo stesso modo, sul versante sud-est del monte Baker, a Concrete, il fiume Baker è interrotto da due dighe che formano i laghi Shannon e Baker.

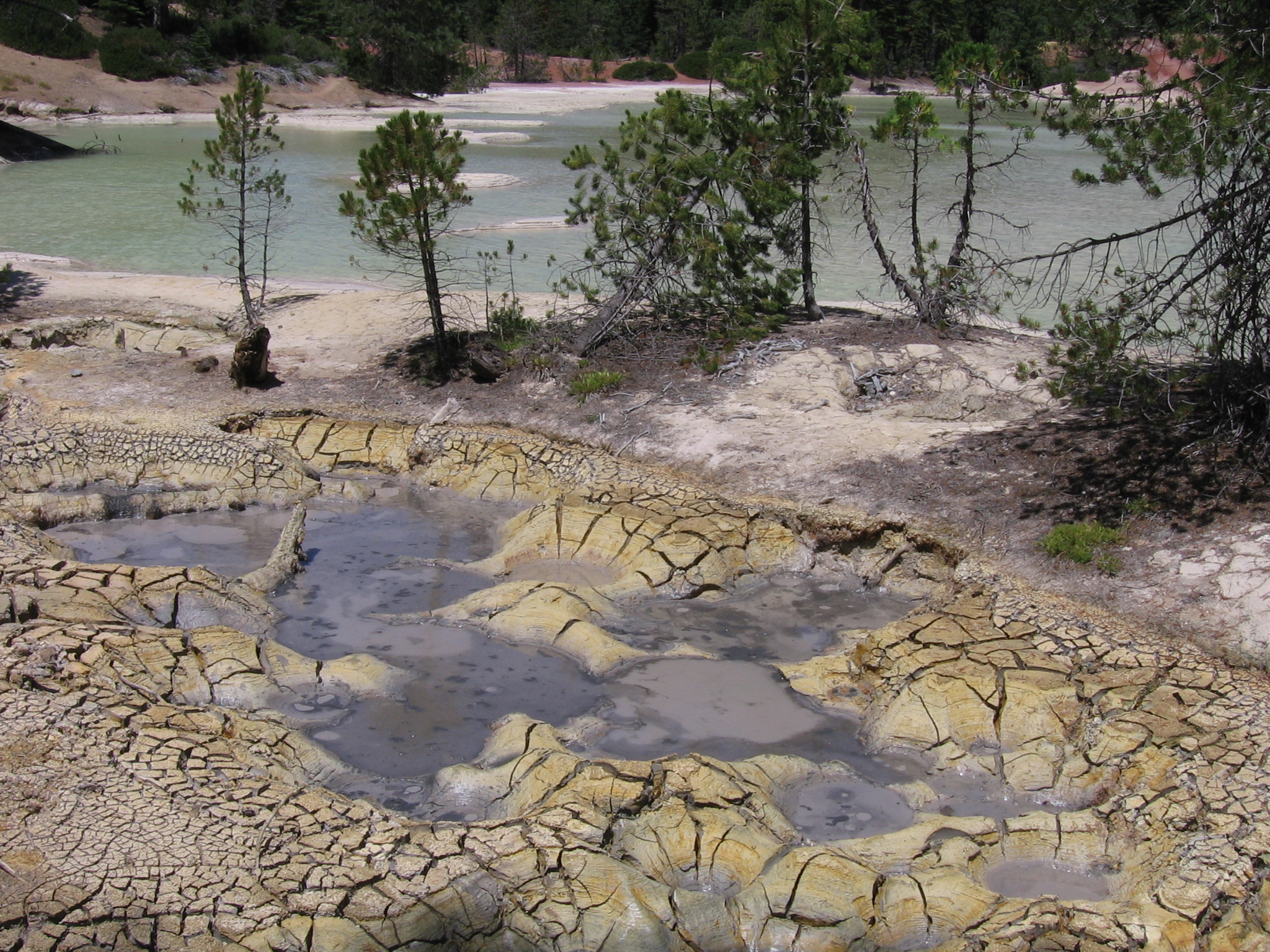
Le sorgenti termali vicino al Lassen Peak

Il potenziale geotermico nella catena delle Cascate è forte: per questa ragione, il Programma di Ricerca Geotermica (Geothermal Research Program) dello United States Geological Survey ha svolto dalla fine del secolo scorso svariate ricerche in quest'area. Un innovativo progetto pilota attualmente in auge a Klamath Falls sta già riscaldando gli edifici pubblici della città utilizzando il calore prodotto dai vulcani. Le temperature più alte registrate nella catena si attestano a 290 °C a 1200 m di profondità sotto il lago Medicine nel 1992 e a 265 °C a 932 m sotto la superficie della caldera del Newberry crater nel 1981.

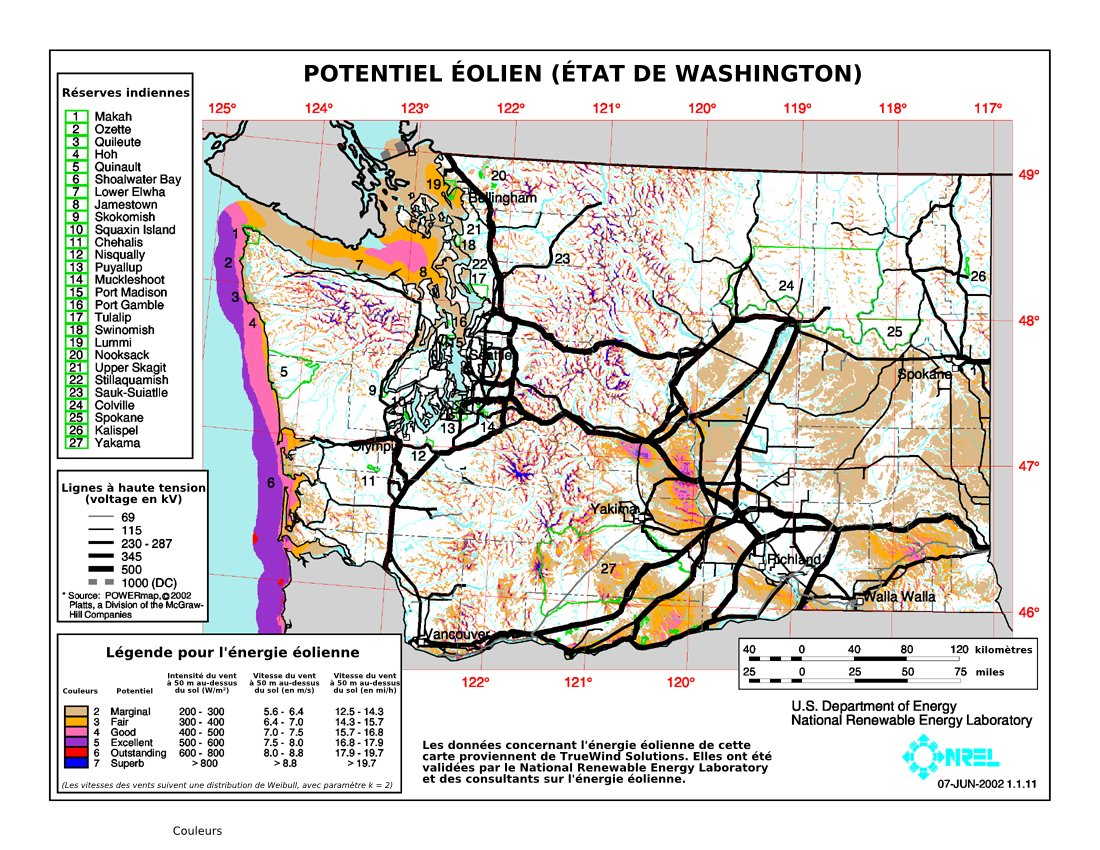
Mappa dello stato di Washington che mostra le linee ad alta tensione di parziale origine eolica (linee nere), così come il potenziale eolico (aree colorate)

Quanto all'energia eolica, essa è poco sfruttata: il potenziale eolico risulta sicuramente ragguardevole nei dintorni delle vette, se si pensa che sul monte Rainier è stimato a più di 800 W/m², pur essendo isolato. Le scanalature della catena fungono invece da corridoi per le linee dell'alta tensione. Infatti, il fabbisogno energetico è localizzato ad ovest della catena (Seattle e Vancouver) e la produzione di energia elettrica, idroelettrica oltre che eolica, è localizzata ad est, nel bacino del Columbia. I tralicci dell'alta tensione del passo di Snoqualmie conducono 500 kV, mentre nella gola del Columbia poco più del doppio.
Il potenziale solare è basso in Washington, tranne forse per i pendii esposti. Il sole è in effetti più presente nella parte meridionale della catena (California, Oregon).

### Tutela dell'ambiente
Nella catena si sviluppano 4 aree protette a livello nazionale, tutte situate negli USA, così come quattro monumenti nazionali, 13 tra parchi provinciali, aree ricreative e riserve nella Columbia Britannica e 11 foreste nazionali negli USA, ripartite a loro volta in quasi 40 diverse riserve naturali (Wilderness). Il loro scopo è garantire la protezione dei ghiacciai, dei vulcani, dei campi geotermici, dei fiumi, dei laghi, delle foreste e dell'ecosistema nel suo complesso. L'istituzione dei parchi è stata resa possibile dal bassissimo tasso di urbanizzazione del canale.
     Parchi nazionali
     Monumenti nazionali
     Foreste nazionali (negli Stati Uniti)/Parchi provinciali (in Canada)
     Aree ricreative
     Riserve indiane
Parchi nazionali

Mappa delle aree protette della catena delle Cascate e dintorni.
Parchi nazionali
Monumenti nazionali
Foreste nazionali (negli Stati Uniti)/Parchi provinciali (in Canada)
Aree ricreative
Riserve indiane

- Parco nazionale vulcanico di Lassen: istituito nel 1916, durante l'eruzione del vulcano da cui prende il nome, copre un'area di 429 km² e ospita il più esteso campo geotermico degli USA dopo quello di Yellowstone;
- Parco nazionale del lago Crater: nato nel 1902, copre 741,5 km² attorno al monte Mazama, un antico vulcano la cui l'eruzione causò la formazione del lago Crater circa 7 700 anni fa;
- Parco nazionale del Monte Rainier: creato nel 1899, si estende per 953,5 km² e ospita il vulcano più alto della catena delle Cascade, il monte Rainier, coperto dal maggiore sistema di ghiacciai negli Stati Uniti a sud dell'Alaska. Include la riserva naturale del monte Rainier;
- Parco nazionale delle North Cascades: creato nel 1968, copre un'area di 2042,78 km² e protegge la ricchezza geologica e biologica della regione. Include la riserva naturale di Stephen Mather.

Monumenti nazionali
- Mount St. Helens National Volcanic Monument: creato nel 1982, pochi mesi dopo la sua eruzione, i suoi 445 km² hanno consentito agli scienziati di studiare l'evoluzione naturale delle aree ricoperte dalle ceneri in passato prima di aprire gradualmente ai turisti;
- Newberry National Volcanic Monument: istituito nel 1990, si dipana nei pressi della caldera del Newberry, sulle sue colate laviche e su un perimetro vasto 225 km²;
- Cascade-Siskiyou National Monument: nato nel 2000, copre 345 km² a cavallo tra la catena delle Cascate e i monti Siskiyou. Ospita alcune antiche dimore scavate nella roccia dei nativi americani;
- Lava Beds National Monument: creato nel 1925 sul fianco nord-est del vulcano del lago Medicine, ospita il maggior numero di tunnel di lava degli Stati Uniti su un'area di 188 km².

Parchi provinciali, aree ricreative e aree protette
| - Parco provinciale della valle di Skagit - Parco provinciale E. C. Manning - Parco provinciale del canyon di Coquihalla - Parco provinciale del lago Chilliwack | - Parco provinciale del lago Silver - Parco provinciale del fiume Nicolum - Parco provinciale di Skihist - Parco provinciale delle Bridal Veil Falls | - Parco provinciale del lago Cultus - Parco provinciale e area protetta di Cathedral - Area ricreativa delle Cascate - Area ricreativa del vertice di Coquihalla - Area protetta di Snowy |

Foreste nazionali (incluse le riserve naturali)
| - Foresta nazionale di Wenatchee - Riserva degli Alpine Lakes - Riserva di Glacier Peak - Riserva di Henry M. Jackson - Riserva di Lake Chelan Sawtooth - Riserva di Norse Peak - Riserva di William O. Douglas - Riserva di Goat Rocks - Foresta nazionale del monte Baker-Snoqualmie - Riserva degli Alpine Lakes - Riserva del fiume Boulder - Riserva di Clearwater - Riserva di Glacier Peak - Riserva di Henry M. Jackson - Riserva del monte Baker - Riserva di Noisy-Diobsud - Riserva di Norse Peak - Riserva di Wild Sky | - Foresta nazionale di Gifford Pinchot - Riserva di Goat Rocks - Riserva di Tatoosh - Riserva del monte Adams - Riserva di Indian Heaven - Riserva di Trapper Creek - Riserva di William O. Douglas - Riserva di Glacier View - Foresta nazionale del monte Hood - Riserva di Badger Creek - Riserva Bull of the Woods - Riserva di Mark O. Hatfield - Riserva del monte Hood - Riserva di Salmon-Huckleberry - Foresta nazionale di Willamette - Riserva di Opal Creek - Riserva di Middle Santiam - Riserva di Menagerie - Riserva del lago Waldo | - Foresta nazionale di Deschutes - Riserva di Diamond Peak - Riserva del monte Jefferson - Riserva del monte Thielsen - Riserva del monte Washington - Riserva delle Three Sisters - Foresta nazionale di Umpqua - Riserva di Boulder Creek - Foresta nazionale del fiume Rogue - Riserva di Sky Lakes - Riserva di Rogue-Umpqua Divide - Foresta nazionale di Winema - Riserva dei Mountain Lakes - Foresta nazionale di Shasta-Trinity - Riserva del monte Shasta - Foresta nazionale di Lassen - Riserva di Caribou - Riserva di Ishi - Riserva dei Thousand Lakes |

### Escursionismo e alpinismo

Mappa dei percorsi nazionali panoramici e storici che attraversano la catena delle Cascate

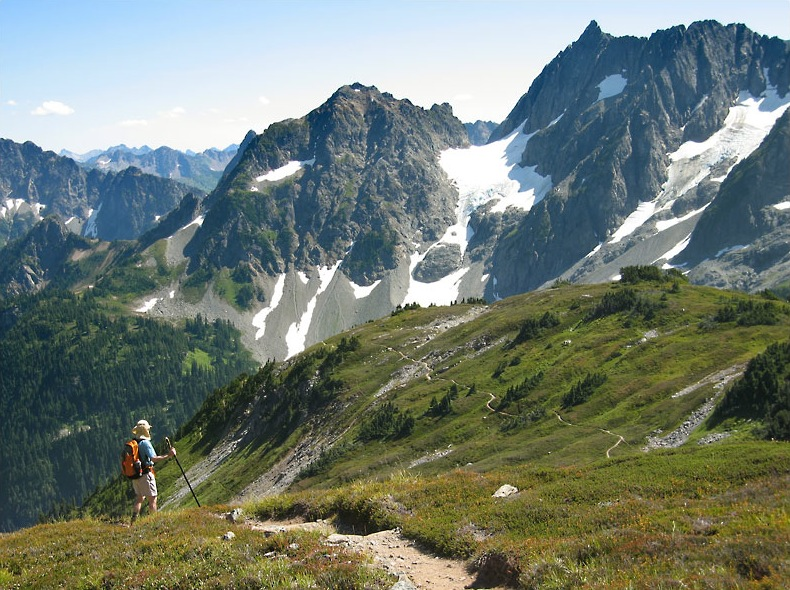
Veduta del ghiacciaio di Yawning dalla cresta che domina, da nord, il passo di Cascade

La catena è attraversata da due percorsi nazionali panoramici e tre storici. Il Pacific Crest Trail si estende da un'estremità all'altra delle Cascate, seguendo approssimativamente lo spartiacque. È il risultato della fusione, negli 1960, del Cascade Crest Trail, nel Washington, dell'Oregon Skyline Trail, che portava dal monte Hood al lago Crater, e il Lava Crest Trail, nella California settentrionale. Il Pacific Northwest Trail collega le Montagne Rocciose ai monti Olympic lungo la demarcazione tra Canada e USA e sulle creste vicino al monte Baker. I tre percorsi storici sono la pista dell'Oregon, il cammino di Lewis and Clark e la pista della California. Oltre ai sentieri a lunga distanza (long-distance trails), si deve annoverare il Wonderland Trail, che procede grosso modo intorno al monte Rainier per 152 km di lunghezza. Allo stesso modo, il Timberline Trail circonda l'Hood su un percorso di 65 km. La Ptarmigan Traverse si sviluppa su una distanza di 56 chilometri. Degli innumerevoli altri percorsi che attraversano la catena, collegandone le vette tra loro o attraversandone le valli, alcuni itinerari si possono percorrere in sci alpinismo, preferibilmente a marzo e aprile, oppure in mountain bike.
La pratica dell'alpinismo sulle High Cascades è ostacolata dall'inaccessibilità della maggior parte delle grandi vette e dall'instabilità delle rocce vulcaniche, che richiedono maggiore sforzo del normale dove non risultano coperte da ghiaccio. Un discreto numero di percorsi si dirige sulle vette della catena, con alcuni di essi che richiedono una buona padronanza nell'arrampicata.

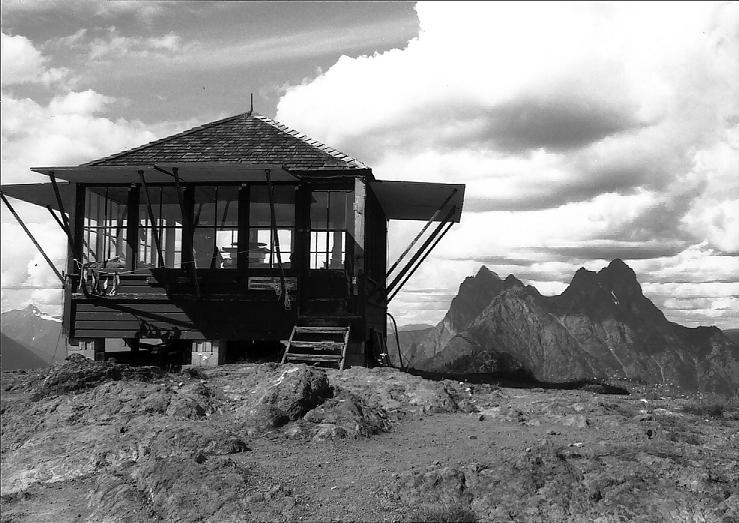
Il Desolation Peak Lookout con il monte Hozomeen sullo sfondo

Numerose associazioni alpine permettono di esplorare a piedi la catena delle Cascate. Tra queste rientrano l'Alpine Club of Canada (Canmore), la Boeing Employees Alpine Society (Seattle), il British Columbia Mountaineering Club (Vancouver), The Cascadians (Yakima), la Intermountain Alpine Club (Richland), l'Issaquah Alps Trails Club (Issaquah), The Mazamas (Portland), il Mount Baker Hiking Club (Bellingham), il Mount St. Helens Club (Longview), The Mountaineers (sede principale a Seattle e secondarie a Bellingham, Everett, Olympia, Tacoma, Wenatchee), The Ptarmigans (Vancouver), il Seattle Mountain Rescue (Seattle), il Sierra Club delle Cascate (Seattle), lo Skagit Valley Alpine Club (Mount Vernon), gli Spokane Mountaineers  (Spokane), il Tacoma Mountain R Escue Unit (Tacoma) e il Washington Alpine Club (Seattle). La maggior parte di esse pubblica proprie riviste e alcune di esse si occupano della gestione di rifugi montani.

### Sport invernali

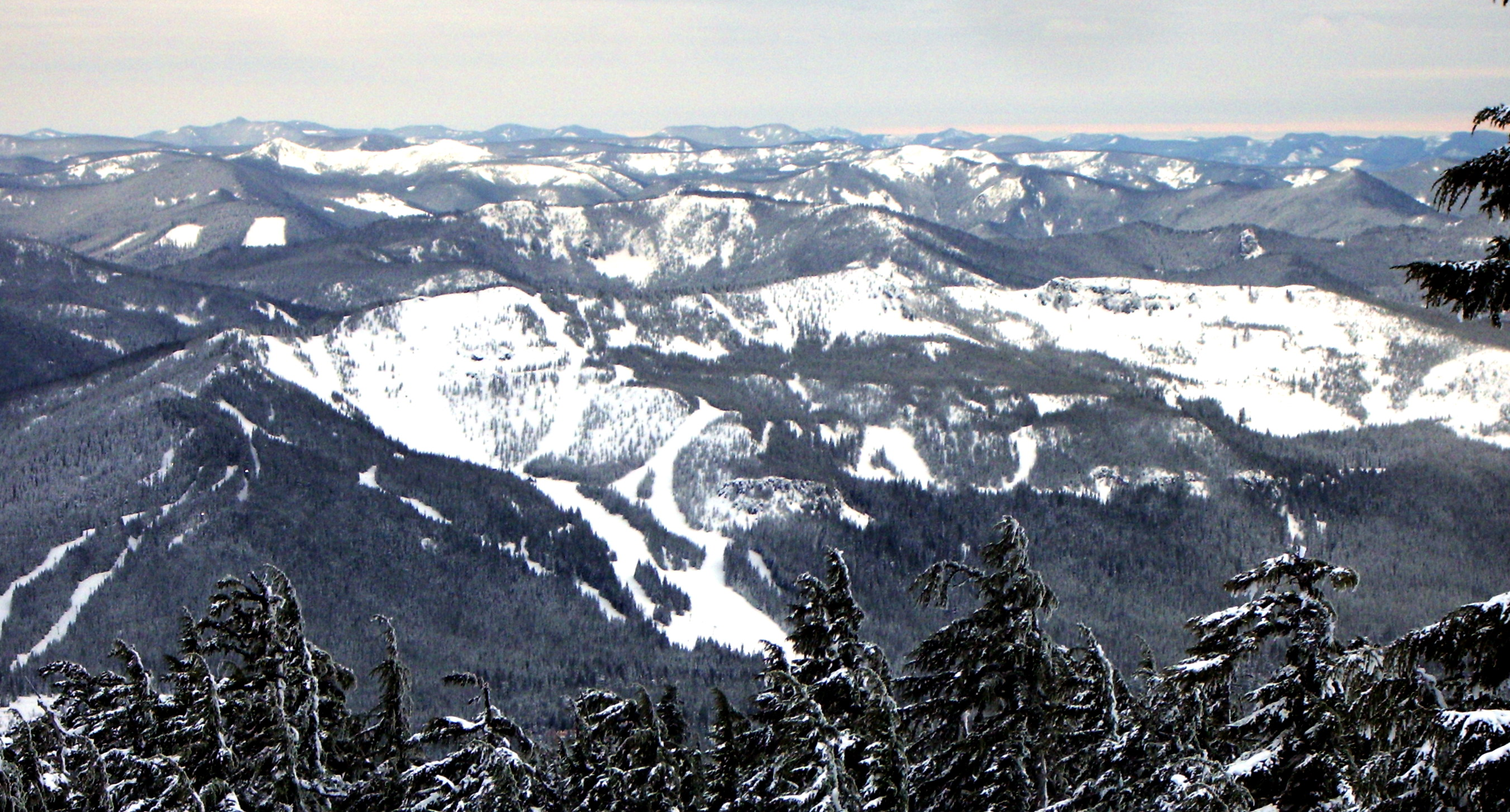
Vista dello Ski Bowl di Timberline

I pendii vulcanici superiori, privi di foreste, principalmente sui versanti orientali, offrono l'ambiente ideale per gli appassionati di sci. Dall'inizio del XX secolo, le località di Timberline, Hood Meadows, Ski Bowl, Cooper Spur, Snow Bunny e Summit presso il monte Rainier hanno dato vita a uno dei più vasti resort dedicati agli sport invernali negli interi Stati Uniti, con 18,6 km². Le abbondanti nevicate hanno reso lo sci estivo una specialità caratteristica della località di Timberline. Altre importanti località della catena includono, da nord a sud: Manning Park, Stevens Pass, The Summit at Snoqualmie, Mission Ridge, Crystal Mountain, White Pass, Hoodoo Ski Bowl, Mount Bachelor, Willamette Pass, Mount Ashland o Mount Shasta Board & Ski Park.

## Cultura

### Miti e leggende
Gli spartiacque formati dalle creste della catena delle Cascate costituiscono, insieme alla separazione geografica, quella linguistica tra gli idiomi delle tribù dei Salish interni e costieri. A livello mitologico, la linea divisoria frapponeva su due schieramenti il dominio del coyote come immagine suprema nelle credenze popolari e il mondo delle leggende legato agli spiriti e alle trasformazioni della natura.
Molti racconti tradizionali degli indiani riguardano le Cascate e i suoi vulcani. Secondo alcuni racconti, i Monti Baker, Jefferson e Shasta furono usati come rifugio durante una grande alluvione.

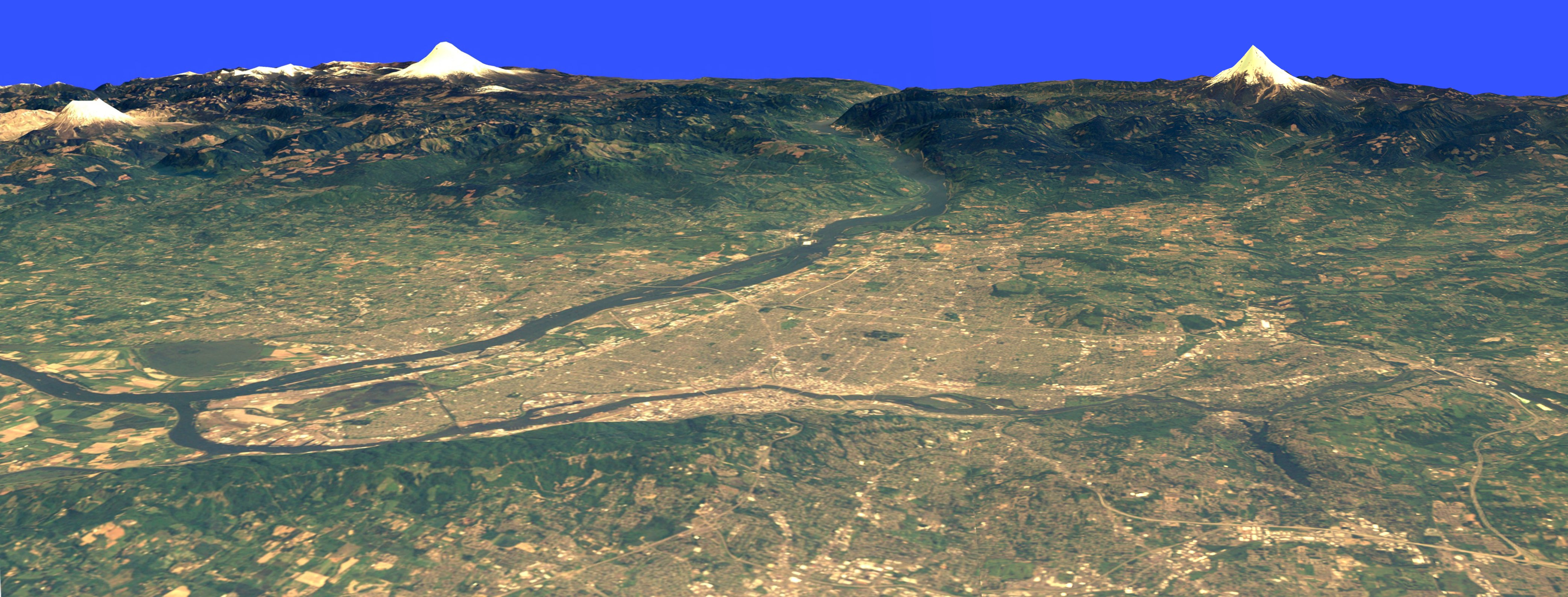
Immagine generata dal computer di Portland (in primo piano) con il monte Adams (sinistra) e l'Hood (a destra) uno di fronte all'altro, separati dalla gola del Columbia; il monte Saint Helens è localizzato all'estrema sinistra

Tra le leggende inerenti al sito di interesse geologico chiamato Ponte degli dei, una frana la cui datazione è incerta, la più famosa è quella dei Klickitat. Questa racconta che Tyhee Saghalie, il sovrano di tutti gli dei, e i suoi due figli Pahto (noto anche come Klickitat) e Wy'east si recarono da settentrione nella regione del fiume Columbia, in cerca di un luogo dove poter vivere. Stupiti dalla bellezza del paesaggio, i bambini cominciarono a litigare per il possesso del luogo. Per risolvere la disputa, il padre scoccò due frecce con il suo potente arco: una a nord e l'altra a sud. Pahto seguì la prima, mentre Wy'east la seconda. Tyhee Saghalie forgiò dunque il Tanmahawis ("Ponte degli Dei") c in modo che la sua famiglia potesse incontrarsi di nuovo più facilmente. Quando i due figli si innamorarono della stessa donna, di nome Loowit, questa si trovò in difficoltà e non sapeva chi scegliere tra i due. I figli si batterono per il suo cuore distruggendo le foreste e i villaggi dove si era svolto il combattimento con lanci di frecce e pietre. L'intera area fu distrutta e la terra tremò così forte che il Ponte degli dei cadde nel fiume Columbia. Per punirli, Tyhee Saghalie decise di trasformarli in enormi montagne: Wy'east divenne il vulcano Hood, che svetta imperioso a dimostrazione dell'orgoglio di lui, e Pahto il vulcano Adams, che si presenta con il "capo" chino perché continuamente pensoso verso il suo amore perduto. Loowit fu trasformato nel Saint Helens, allora di aspetto grazioso, noto tra i Klickitat come Louwala-Clough ("montagna fumante"), mentre questo risultava noto tra i Shahaptin come monte Loowit.
Un mito della tribù lummi afferma che l'incarnazione femminile del monte Baker fosse una volta sposata con la sua controparte maschile, il Rainier, e che i due vivevano più o meno dove sorgono adesso. In seguito, a causa di un litigio, il Rainier si alzò e si trasferì a nord, posizionandosi sulla sua posizione attuale. Nelle lingue lushootseed, il Rainier veniva chiamato "Tahoma": in passato, questo avrebbe ospitato vaste grotte nascoste, all'interno delle quali avrebbero vissuto giganti addormentati. In tale luogo non era inoltre inusuale che avvenissero eventi straordinari e apparizioni fantastiche di ogni sorta.
Il monte Shasta era conosciuto in tempi passati per le sue numerose presunte creature fantastiche, un racconto sviluppato dal movimento subculturale New Age: esso riguardava Lemuria, extraterrestri, elfi e bigfoot.

### Di massa
La località è stata, nel 1939, sede di parte delle riprese del film avventuroso Passaggio a Nord-Ovest, diretto da King Vidor e interpretato da Spencer Tracy.
Il 24 giugno 1947, Kenneth Arnold riferì di aver avvistato una formazione di nove oggetti volanti non identificati sul monte Rainier. Fu proprio la sua descrizione a portare all'utilizzo del termine "dischi volanti".